# Cracovie
Cracovie (prononciation : /kʁa.kɔ.vi/ ; en polonais : Kraków /ˈkrakuf/ ) est le chef-lieu de la voïvodie de Petite-Pologne (Małopolska). Située au bord de la Vistule, cette ancienne capitale de la Pologne, riche de mille ans d'histoire est considérée comme le véritable centre culturel et intellectuel du pays, qui s’enorgueillit de posséder l’une des plus anciennes universités du monde, l'université Jagellonne.
Avec 804 282 habitants intra muros et 1 452 496 dans l'agglomération en 2022,[réf. nécessaire] Cracovie est la deuxième ville de Pologne en nombre d'habitants derrière Varsovie.
Les origines de Cracovie remontent au VIIe siècle, ce qui en fait l'une des plus anciennes et des plus importantes villes de Pologne. Son centre historique se situe au pied de la colline du Wawel, siège du château royal et de la cathédrale avec la nécropole des rois de Pologne.
Au fil des siècles, la ville s'épanouit en tant que siège des monarques polonais, puis connaît, du XVe siècle au XVIIe siècle, un véritable essor comme capitale de la république des Deux Nations, le plus grand État de l'Europe d'alors, dont témoigne aujourd'hui la grande variété et la richesse de son patrimoine architectural (gothique, renaissance et baroque).
Karol Wojtyła était évêque puis archevêque de Cracovie, avant de devenir pape en 1978, le premier pape non-italien depuis 455 ans. La même année, le centre historique de Cracovie a été inscrit au patrimoine mondial de l'UNESCO,. Elle est également classée « ville mondiale » par le GaWC, avec le rang de « Haute suffisance ». Elle a été capitale européenne de la culture en 2000.
La ville a reçu le Championnat du monde masculin de volley-ball en 2014 et le Championnat d'Europe masculin de handball en janvier 2016. Cracovie a été l'hôtesse des Journées mondiales de la jeunesse du 26 au 31 juillet 2016, lesquelles ont réuni près de 2,5 millions de personnes.

## Situation géographique

Le centre ville de Cracovie, vu du côté de Kazimierz.

Cracovie se trouve dans la partie sud de la Pologne, au bord de la Vistule (en polonais : Wisła), dans une vallée au pied des Carpates occidentales, à 219 m d'altitude, à mi-chemin entre le plateau du Jura cracovien (au nord) et de la chaîne des Tatras (au sud) constituant la frontière naturelle avec la Slovaquie et la République tchèque. La ville se situe à 230 km de la frontière avec l'Ukraine. Le centre-ville est placé sur la rive droite de la Vistule. Le point le plus élevé de la ville est situé au sommet du tertre de Piłsudski, à 383 mètres d'altitude, le plus bas (la Vistule) à 188 m.

## Climat
| Mois                                             | jan.       | fév.       | mars       | avril     | mai       | juin      | jui.      | août      | sep.      | oct.      | nov.       | déc.       | année      |
| ------------------------------------------------ | ---------- | ---------- | ---------- | --------- | --------- | --------- | --------- | --------- | --------- | --------- | ---------- | ---------- | ---------- |
| Température minimale moyenne (°C)                | −4,7       | −3,6       | −0,8       | 3,7       | 8,5       | 12,2      | 13,8      | 13,4      | 9,1       | 4,7       | 0,6        | −3,4       | 4,5        |
| Température moyenne (°C)                         | −1,6       | −0,2       | 3,5        | 9,3       | 14        | 17,6      | 19,3      | 18,9      | 13,9      | 8,8       | 3,8        | −0,5       | 8,9        |
| Température maximale moyenne (°C)                | 1,6        | 3,6        | 8,3        | 15,1      | 19,8      | 23,3      | 25,3      | 25        | 19,4      | 14        | 7,6        | 2,7        | 13,8       |
| Record de froid (°C) date du record              | −29,9 1987 | −29,5 1963 | −26,7 1963 | −7,5 1955 | −3,2 2007 | −0,1 1966 | 5,4 1962  | 2,7 1984  | −3,1 1970 | −7,4 1988 | −17,2 1985 | −29,5 1961 | −29,9 1987 |
| Record de chaleur (°C) date du record            | 16,6 1994  | 19,8 2021  | 24,1 1968  | 30 2012   | 32,6 2005 | 34,2 2019 | 35,7 1957 | 37,3 2013 | 34,8 2015 | 27,1 2001 | 22,5 1968  | 19,3 1989  | 37,3 2013  |
| Ensoleillement (h)                               | 46,8       | 66,6       | 108,2      | 160,9     | 226,7     | 216,3     | 237,1     | 226,8     | 153,2     | 101,6     | 48,2       | 35,9       | 1 658,1    |
| Précipitations (mm)                              | 37,9       | 32,3       | 38,1       | 46,4      | 79        | 77        | 98,2      | 72,5      | 65,8      | 51,2      | 41,4       | 33,4       | 673        |
| dont neige (cm)                                  | 162,3      | 138,3      | 31,5       | 3,9       | 0         | 0         | 0         | 0         | 0         | 0,7       | 23,8       | 72,7       | 433,3      |
| Nombre de jours avec précipitations              | 9,1        | 8,4        | 8,9        | 8,2       | 10,3      | 9,2       | 11,1      | 8,5       | 8,6       | 8,3       | 8,6        | 7,8        | 107        |
| dont nombre de jours avec précipitations ≥ 10 mm | 0,4        | 0,3        | 0,5        | 1,1       | 2,3       | 2,5       | 2,7       | 2,4       | 2,1       | 1,4       | 0,9        | 0,5        | 17,1       |
| Humidité relative (%)                            | 85,8       | 82,5       | 76,3       | 69,9      | 72        | 72,7      | 73,2      | 74,5      | 80,2      | 83,8      | 87,7       | 87,5       | 78,8       |
| Nombre de jours avec neige                       | 17,9       | 14,1       | 5,6        | 0,8       | 0         | 0         | 0         | 0         | 0         | 0,3       | 4,3        | 11,9       | 54,9       |

| Diagramme climatique                                  |             |             |             |           |            |              |            |             |           |            |             |
| J                                                     | F           | M           | A           | M         | J          | J            | A          | S           | O         | N          | D           |
| 1,6−4,737,9                                           | 3,6−3,632,3 | 8,3−0,838,1 | 15,13,746,4 | 19,88,579 | 23,312,277 | 25,313,898,2 | 2513,472,5 | 19,49,165,8 | 144,751,2 | 7,60,641,4 | 2,7−3,433,4 |
| Moyennes : • Temp. maxi et mini °C • Précipitation mm |             |             |             |           |            |              |            |             |           |            |             |

| Mois                                             | jan.       | fév.       | mars       | avril     | mai       | juin      | jui.      | août      | sep.      | oct.      | nov.       | déc.       | année      |
| ------------------------------------------------ | ---------- | ---------- | ---------- | --------- | --------- | --------- | --------- | --------- | --------- | --------- | ---------- | ---------- | ---------- |
| Température minimale moyenne (°C)                | −3,5       | −2,6       | 0,3        | 4,8       | 9,5       | 13,2      | 14,9      | 14,4      | 10,1      | 5,7       | 1,7        | −2,2       | 5,5        |
| Température moyenne (°C)                         | −1         | 0,4        | 4,1        | 9,8       | 14,6      | 18,3      | 20        | 19,3      | 14,2      | 9,2       | 4,4        | 0,2        | 9,5        |
| Température maximale moyenne (°C)                | 2,3        | 4,4        | 9,1        | 15,8      | 20,6      | 24        | 26        | 25,8      | 20,2      | 14,6      | 8,2        | 3,3        | 14,5       |
| Record de froid (°C) date du record              | −26,1 1987 | −26,8 1963 | −23,2 1963 | −4,6 2013 | −1,8 1980 | 2,3 1963  | 6,6 1984  | 4,5 1973  | −2,6 1970 | −5,7 1979 | −16,1 1965 | −25,7 1961 | −26,8 1963 |
| Record de chaleur (°C) date du record            | 17,3 1994  | 21 2021    | 24,7 1974  | 31,2 2012 | 33,7 2005 | 35,3 2016 | 36,3 2019 | 38,3 2013 | 35,8 2015 | 27,9 2001 | 24 1968    | 19,9 1989  | 38,3 2013  |
| Précipitations (mm)                              | 37,9       | 33,3       | 38,3       | 48,4      | 82,6      | 81,1      | 98,6      | 75,1      | 70,3      | 53,1      | 41,8       | 32,4       | 693        |
| dont neige (cm)                                  | 177,3      | 161,3      | 48,3       | 3,3       | 0         | 0         | 0         | 0         | 0         | 1         | 25,1       | 75,4       | 491,7      |
| Nombre de jours avec précipitations              | 9,5        | 7,7        | 8,8        | 8,2       | 10,7      | 10        | 10,9      | 9,1       | 8,8       | 8,4       | 8,1        | 7,9        | 108,1      |
| dont nombre de jours avec précipitations ≥ 10 mm | 0,4        | 0,5        | 0,6        | 1,2       | 2,6       | 2,7       | 3,3       | 2,6       | 2         | 1,7       | 1,1        | 0,4        | 19,2       |
| Humidité relative (%)                            | 82,2       | 78,9       | 73         | 66,1      | 68,4      | 68,9      | 70        | 72,4      | 79,3      | 82,7      | 84,8       | 83,9       | 75,9       |

| Diagramme climatique                                  |             |            |             |             |            |            |              |              |             |            |             |
| J                                                     | F           | M          | A           | M           | J          | J          | A            | S            | O           | N          | D           |
| 2,3−3,537,9                                           | 4,4−2,633,3 | 9,10,338,3 | 15,84,848,4 | 20,69,582,6 | 2413,281,1 | 2614,998,6 | 25,814,475,1 | 20,210,170,3 | 14,65,753,1 | 8,21,741,8 | 3,3−2,232,4 |
| Moyennes : • Temp. maxi et mini °C • Précipitation mm |             |            |             |             |            |            |              |              |             |            |             |

## Histoire
| Appartenances historiques Duché de Bohême (avant 955—965) Royaume de Pologne (965—1138) Duché de Cracovie (1138—1320) Royaume de Pologne (1320—1385) Royaume de Pologne (1320—1569) République des Deux Nations (1569—1795) Empire des Habsbourg (1795—1804) Empire d'Autriche (1804—1809) Duché de Varsovie (1809—1815) Ville libre de Cracovie (1815—1846) Empire d'Autriche (1846—1867) Autriche-Hongrie (1867—1918) Pologne (1918—1939) Gouvernement général de Pologne (1939—1945) Pologne populaire (1945—1989) Pologne (1989—présent) |

- Histoire de Cracovie

### Origine du nom

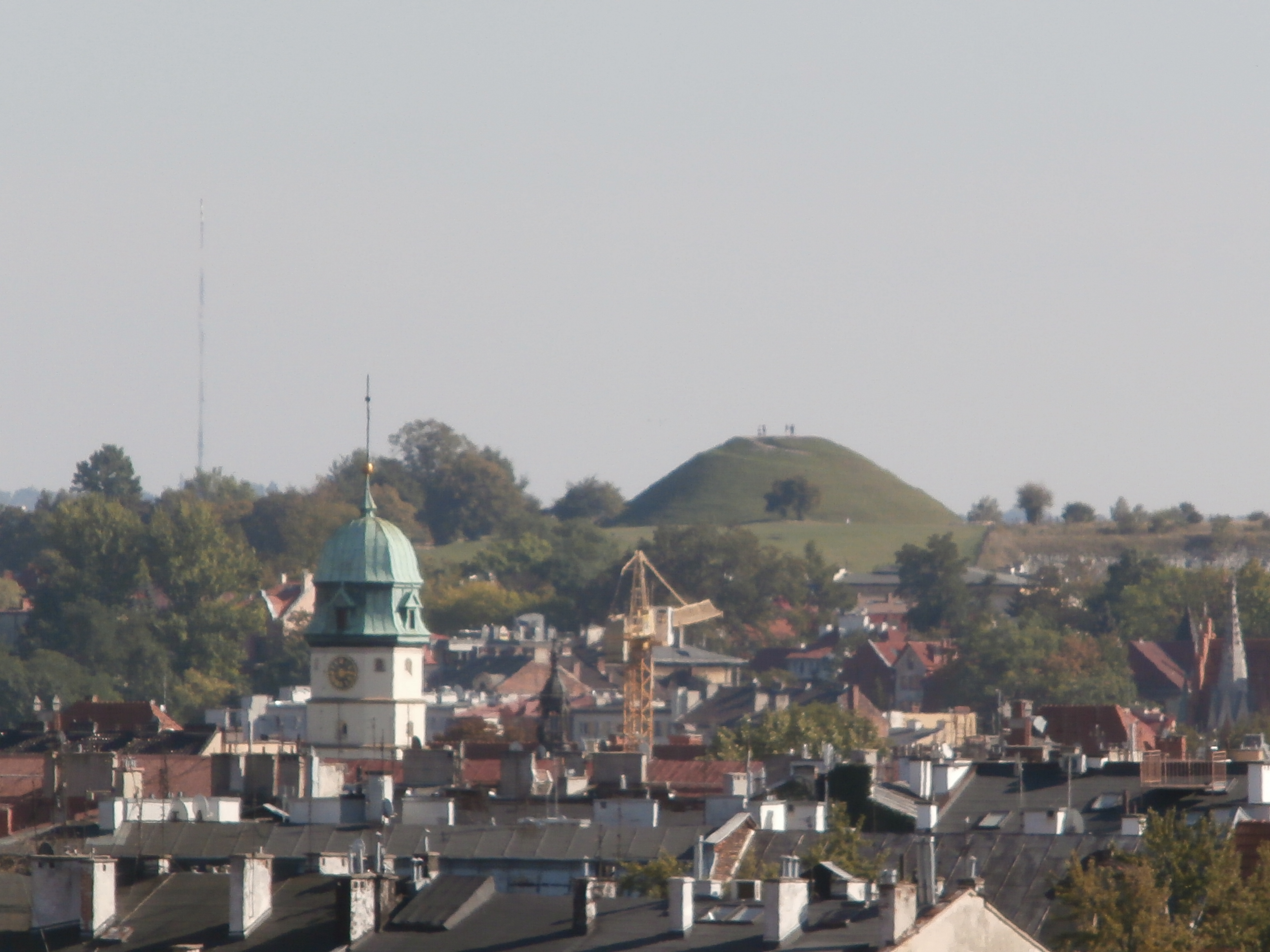
Le tumulus de Krakus, le tombeau du roi légendaire Krakus

Plusieurs légendes expliquent l'origine du nom de la ville. D'après la Chronique de la Pologne écrite au début du XIIIe siècle par le chancelier du roi Kazimierz II le Juste et l'évêque de Cracovie Wincenty Kadłubek, la cité de Cracovie fut fondée par le prince Krakus (ou Krak). Ce souverain de légende aurait construit un château sur la colline du Wawel juste au-dessus de l'antre du dragon qu'il venait de tuer. La même légende rapporte que lorsque Krakus mourut, ses sujets lui élevèrent une sépulture en forme de tertre en remerciement de sa bonté et de sa justice. Haut de 16 mètres et large de 60 mètres de diamètre à sa base, le tumulus de Krakus s'élève toujours sur la rive droite de la Vistule, sur une colline calcaire des Krzemionki.
Selon une autre légende, Cracovie tire son nom des corbeaux, considérés dans l'Antiquité comme des oiseaux sacrés - krakać veut dire croasser en polonais.
Cependant, un examen scientifique du stock toponomastique polonais révèle plusieurs douzaines de types de dérivés d'un hypothétique appelatif proto-slave * krak (ov) et suggère plutôt un lien avec certaines particularités de dendroflore.

### Haut Moyen Âge
Les vestiges archéologiques montrent que la zone où est située Cracovie, à côté de la colline de Wawel et des rives de la Vistule, est déjà habitée au paléolithique.
Selon les premiers récits historiques, les Slaves s'installent sur les bords de la Vistule au VIe siècle. Il semblerait que les Vislanes, connus par les sources historiques, notamment La Vie de saint Méthode, soient les premiers parmi les peuples slaves de la région à s’organiser sous forme d’État avec Cracovie pour capitale. Leur prince aurait été baptisé. Il est possible qu'à cette époque Cracovie soit vassale, alliée ou même partie de la Grande-Moravie, alors vecteur du christianisme dans la région. La légende du dragon, qui rappelle celle de Saint Georges, pourrait être un souvenir de l'abandon du paganisme.
Ce qui est certain est que Cracovie fait déjà partie de la Pologne au Xe siècle en tant que capitale d'une voïvodie. Elle est mentionnée pour la première fois en 965, dans les relations d'un voyageur et marchand arabe, Ibrahim ibn Ya'qub, qui a visité la ville. Elle est également mentionnée dans le plus ancien document écrit relatif à la Pologne connu sous le nom de Dagome iudex.
À la fin du Xe siècle, Cracovie est un important centre commercial et, conquise par Bolesław le Vaillant, elle passe sous la domination de la dynastie Piast. En l'an 1000, Bolesław obtient de l'empereur du Saint-Empire Otton III puis du pape Sylvestre II l'érection de Gniezno en archevêché indépendant de Magdebourg, avec comme suffragants Wrocław, Kołobrzeg et Cracovie. La ville de Krak voit alors la formation de son évêché et le début de la construction de la cathédrale du Wawel. D'autres premiers monuments en pierre sont également édifiés à cette époque sur la colline du Wawel : un château et des églises.

### Capitale de la Pologne
En 1025, Bolesław le Vaillant est couronné le premier roi de Pologne à Cracovie et son petit-fils, le roi Kazimierz le Restaurateur, fait de la ville son siège permanent en 1038. Ainsi, Cracovie devient la capitale de la Pologne.

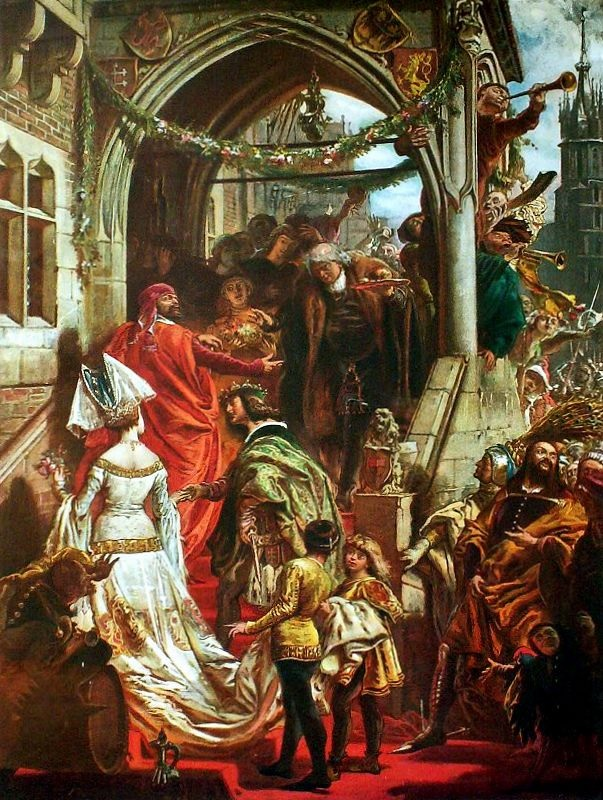
Festivités chez Wierzynek

En 1079, l'évêque de Cracovie Stanislas de Szczepanów s'oppose au roi Bolesław II et perd la vie comme martyr dans l'église romane Skałka. Le premier pèlerinage depuis la cathédrale du Wawel, où se trouve le tombeau du saint, le principal patron de la Pologne, jusqu'à l'église Skałka, lieu de sa mort, a lieu le 8 mai 1254, un an après sa canonisation. Ce pèlerinage est ensuite effectué par tous les rois polonais la veille de leur couronnement comme acte pénitentiel pour la mort de saint Stanislas sur l'ordre du roi. De nos jours, le dimanche suivant sa fête du 8 mai une procession réunit toujours à Cracovie tout l'épiscopat et ses fidèles de Pologne.
Deux cents ans plus tard, en 1241, la cité est presque totalement détruite par les raids des Tatars. La pittoresque procession du chevalier tartare Lajkonik qui se déroule le jeudi suivant la Fête-Dieu célèbre chaque année le sauvetage de la ville à cette époque.
En 1257, le prince Bolesław le Pudique accorde à Cracovie la charte municipale et la ville est refondée selon le droit de Magdebourg. Son centre-ville est placé sur un plan en quadrillage avec une grande place du marché qui peut être admirée jusqu'à aujourd'hui. À la fin du XIIIe siècle, la cité dont la superficie est alors de 30-32 hectares s'entoure par une enceinte fortifiée de portes et de tours, dont la Barbacane qui est, jusqu'à nos jours, la partie la plus célèbre qui reste des fortifications médiévales de Cracovie et l'un des rares édifices de son style en Europe.
En 1320, Ladislas le Bref et son épouse Hedwige sont sacrés à Cracovie après la réunification de l’État à l’issue du démembrement féodal. Depuis, jusqu’en 1734, Cracovie est le lieu des sacres des rois de Pologne. Le glaive du sacre, dit “Szczerbiec” (ébréché), est utilisé pour la première fois à l’occasion de ce couronnement. C'est le seul joyau de la couronne polonaise de la dynastie Piast encore existant.

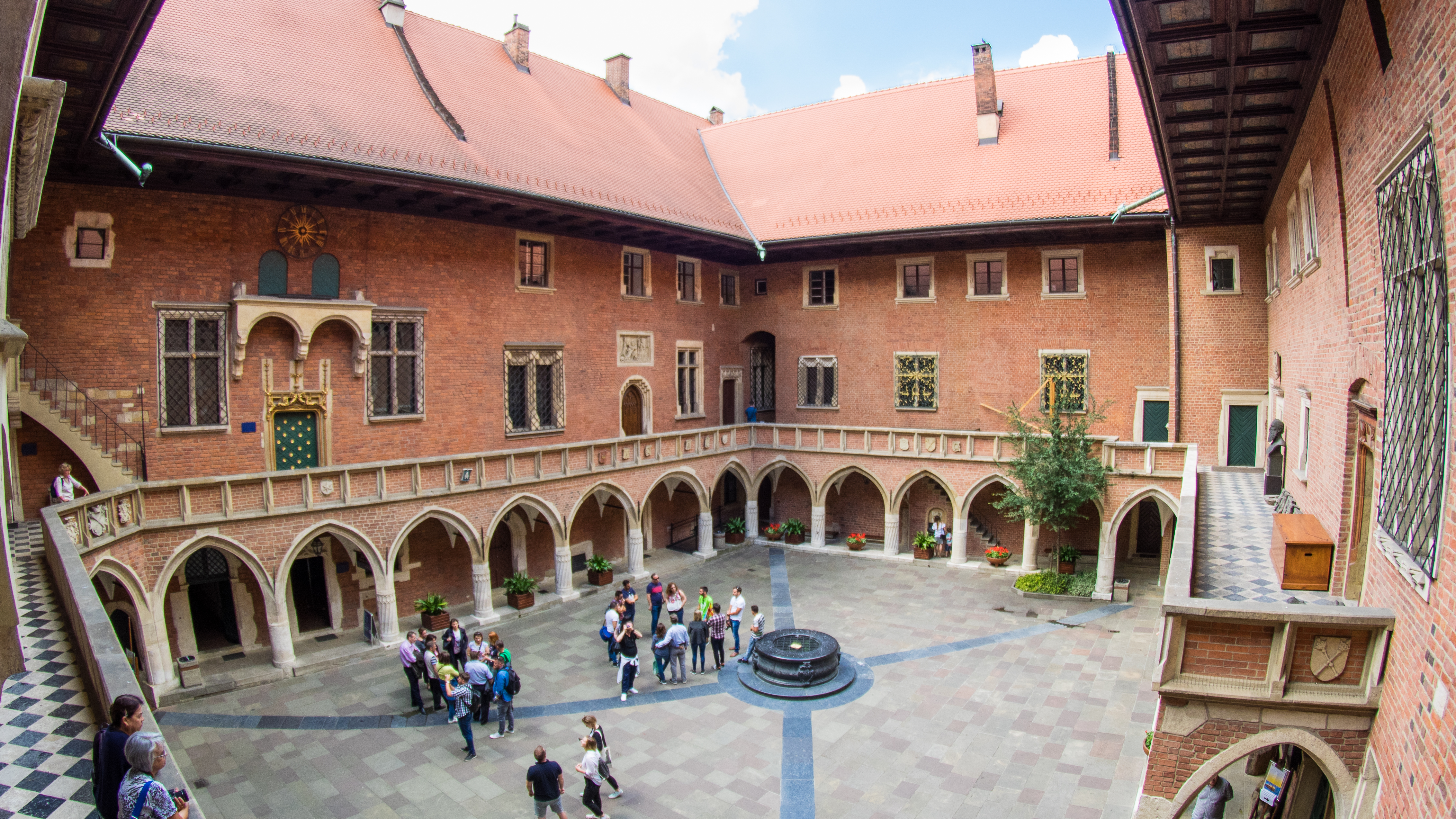
Le Collegium Maius, ancien siège de l'Université Jagellonne.

En 1335, le roi Kazimierz dit le Grand fonde deux villes nouvelles : Kazimierz et Kleparz (actuellement quartiers de Cracovie) et, en 1364, une première académie polonaise connue aujourd'hui sous le nom d'Université Jagellonne. C'est la plus ancienne université d'Europe centrale après celle de Prague. La même année, le roi Kazimierz invite à Cracovie Louis Ier de Hongrie, Valdemar IV de Danemark et bien d'autres princes européens pour un congrès. C'est le bourgeois de la ville, Mikołaj Wierzynek, qui a l'honneur de recevoir et d'impressionner par ses cadeaux les convives royaux le 22 septembre 1364. Guillaume de Machaut, qui est parmi les visiteurs de Cracovie à cette époque, consacrera une œuvre à cet événement.
Au milieu du XIVe siècle, les Allemands forment la majorité de la bourgeoisie de Cracovie et l'immigration, de Silésie, Bohême et Moravie surtout, s'y maintient encore fortement jusqu'au milieu du XVe siècle. L'essor topographique, social et économique de Cracovie bénéficie beaucoup de cette participation occidentale. Cracovie se développe rapidement et devient membre de la Ligue hanséatique.
Cracovie continue à se développer et connaît une période particulièrement florissante sous le règne de la dynastie d'origine lituanienne Jagellon (1386-1572) qui entretenait de bonnes relations avec les Habsbourg. Capitale d'un État puissant qui réunit sous la même couronne la Pologne et la Lituanie, elle devient un centre bouillonnant des arts et sciences, admirée par les étrangers et encensée par les poètes. D’éminents humanistes, scientifiques et artistes viennent à Cracovie d’Italie, d’Allemagne et d’autres pays d’Europe. De cette époque datent de nombreux monuments et œuvres artistiques de la Renaissance.

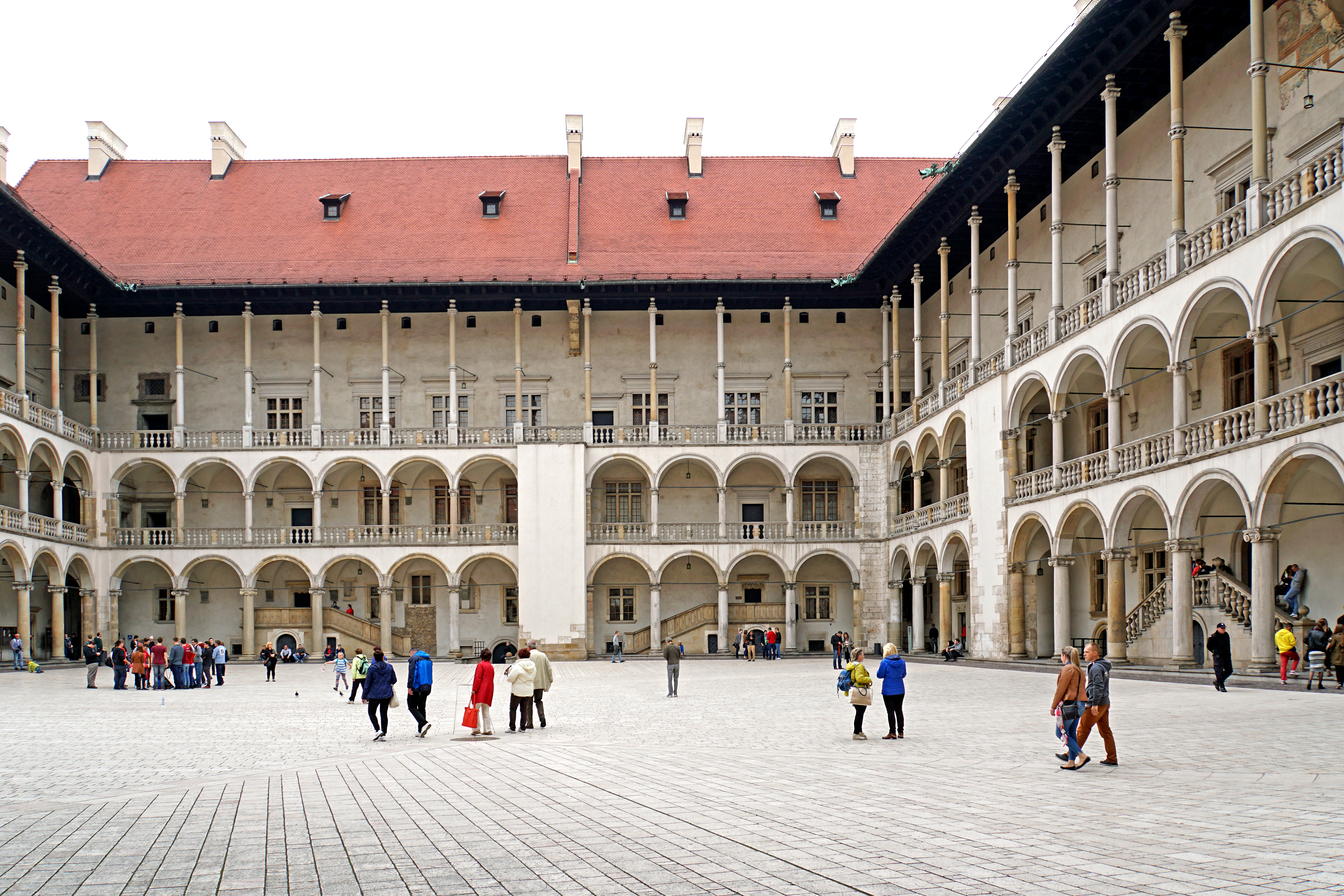
La cour Renaissance du château du Wawel.

En 1473, l’imprimeur allemand Kasper Straube (en) de Bavière crée la première imprimerie à Cracovie, suivi par Johann Haller (en) qui fait venir de Metz l'imprimeur Kasper Hochfeder. Mikołaj Kopernik étudie à Cracovie entre 1491 et 1495, l'humaniste et poète lauréat de l'Empire Conrad Celtes fonde en 1488 la Sodalitas Litterarum Vistulana, une société de savants construite sur le modèle des Académies romaines. L’année suivante, Wit Stwosz de Nuremberg apporte la dernière touche au plus grand retable gothique en bois d'Europe, qui orne l’église Notre-Dame. Il travaille ensuite, secondé par Jorg Hüber, sur le sarcophage de marbre de Casimir IV Jagellon. De nombreux artisans étrangers travaillent alors à Cracovie, surtout de Nuremberg. Le Codex de Balthasar Behem, du nom du notaire de Cracovie, décrit et réglemente en 1505 les statuts de toutes les corporations dans la ville.
En 1499, le château de Wawel est partiellement détruit par le feu. Le roi Alexandre Jagellon nomme Eberhard Rosemberger comme architecte principal pour la rénovation. En 1502, il est remplacé par l'Italien Francesco Fiorentino, puis par Bartolomeo Berrecci et Benedykt de Sandomierz. À la suite de leur travail, le château royal est transformé en une résidence Renaissance dans le style florentin.
La cour de Zygmunt Ier et de son fils Zygmunt August attire beaucoup d'artistes et incite leurs sujets à imiter les nouvelles manières. Hans Dürer est peintre à la cour, Hans von Kulmbach travaille sur l'autel de l’église Saint-Jean. Bartolomeo Berecci, Giovanni Cini, Giovanni Maria Padovano, Jan Michałowicz et Santi Gucci œuvrent au château et à la cathédrale du Wawel.

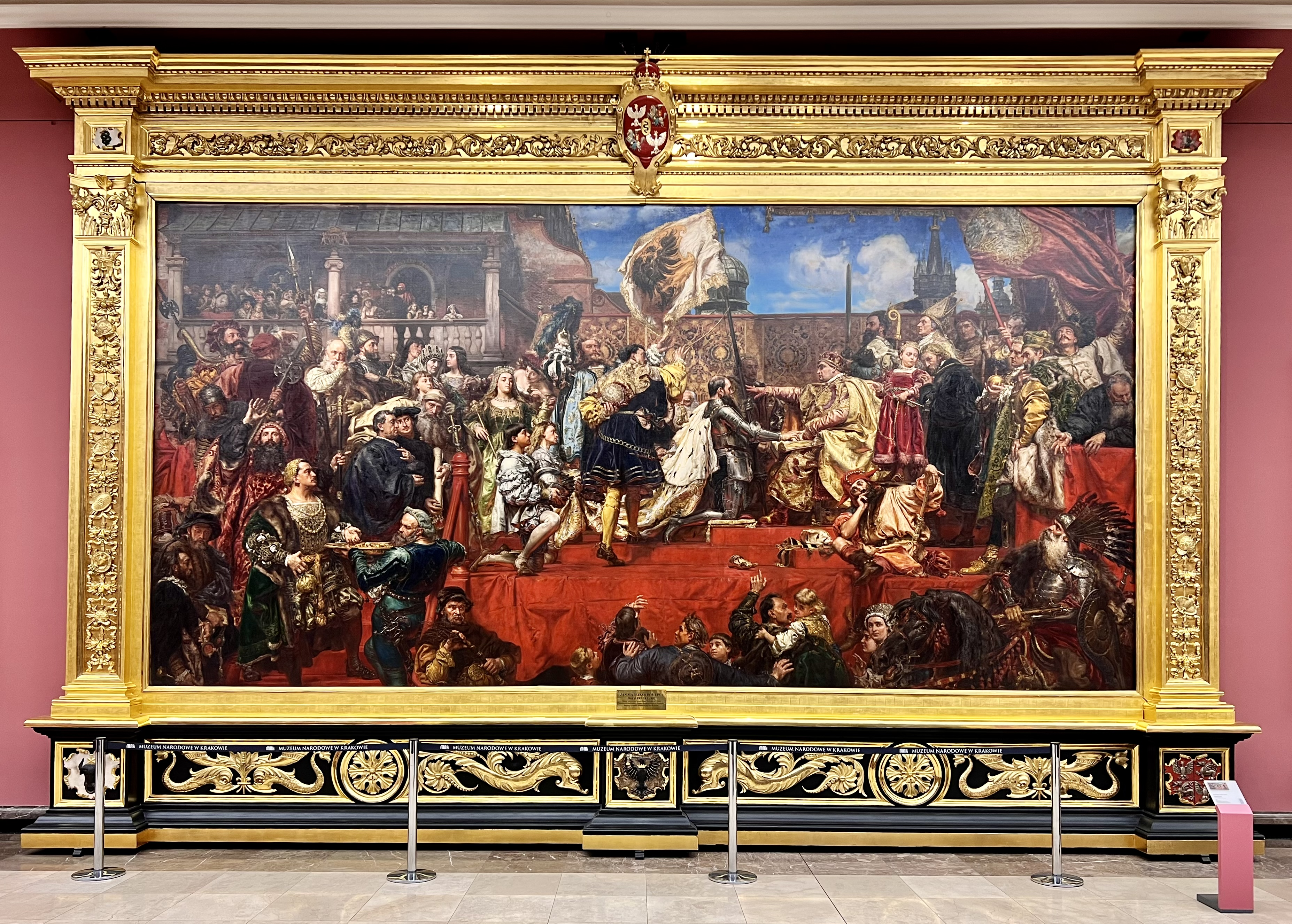
Hommage prussien par Jan Matejko

En 1520, le roi Zygmunt Ier commande à Hans Behem de Nuremberg une cloche pour la cathédrale du Wawel qui, elle aussi, s'embellit à la mode italienne et se dote de la chapelle de Sigismond. Aujourd'hui encore, le bourdon Sigismond (en) est la plus grosse cloche de Pologne. Il est également un symbole de la nation, qui sonne uniquement pour les plus grandes célébrations religieuses et politiques du pays et annonce les moments les plus solennelles et les plus graves dans l'histoire de Cracovie et la Pologne.
En 1525, le grand-maître de l'Ordre Teutonique et le premier duc héréditaire du duché de Prusse Albert de Brandebourg de la maison de Hohenzollern prête l’hommage féodal au roi Zygmunt Ier. Cet événement, symbole de la puissance de l'État jagiellon, est passé dans l’histoire sous le nom de « l’hommage prussien ». La vassalité de la Prusse durera jusqu’en 1657.

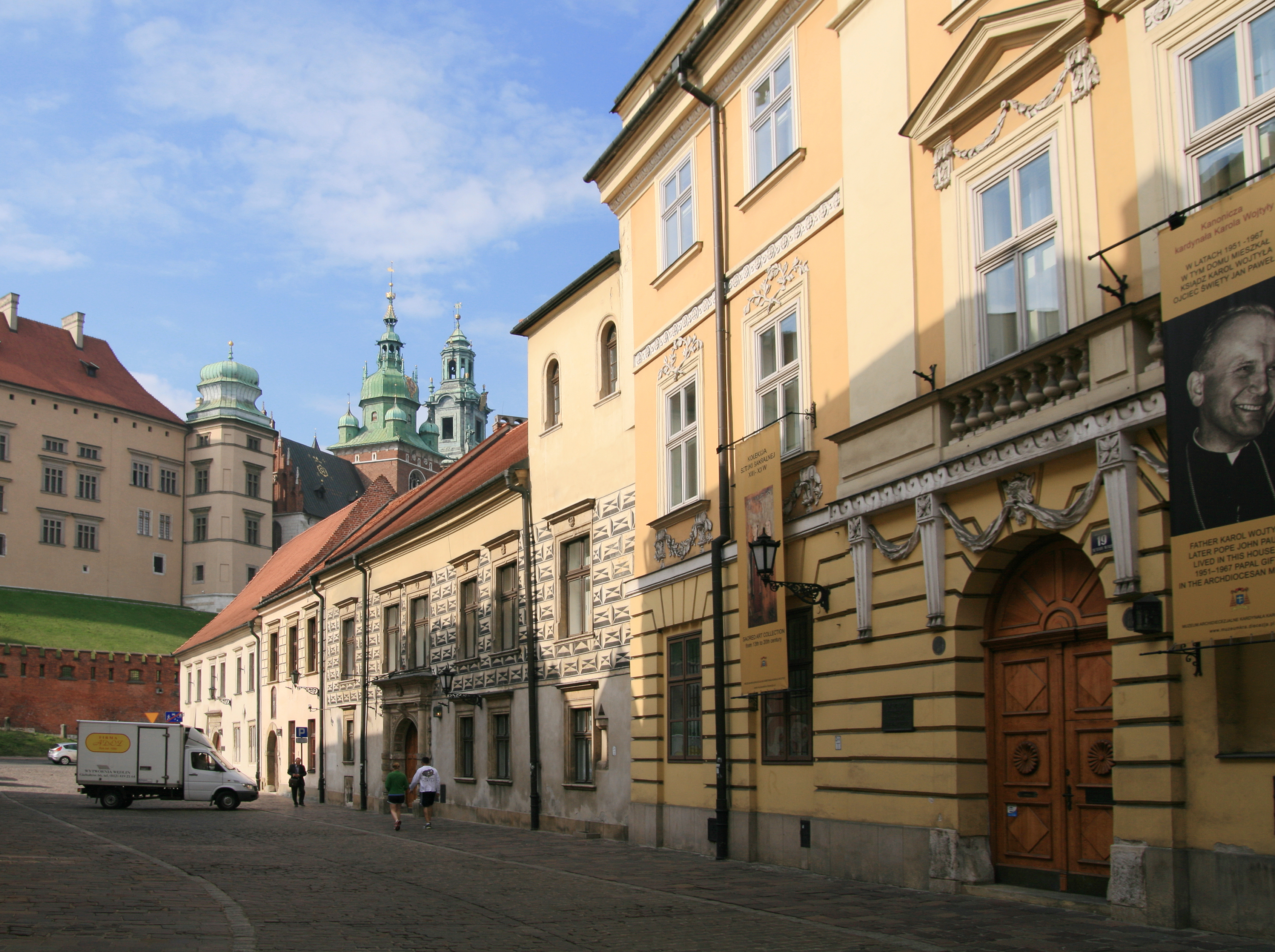
La rue Kanonicza.

La rue Kanonicza, où vivent les chanoines et conseillers ecclésiastiques de rois, se transforme à la mode Renaissance sous l'impulsion d'habitants tels que Samuel Maciejowski, Erazm Ciołek, Marcin Kromer ou Jan Długosz. Les bourgeois de la ville et les nobles du pays suivent également l'exemple royal. Ludwik Decjusz, conseiller du roi, se fait construire en 1535 la Villa Decius, l'un des plus remarquables palais Renaissance de la ville.
En 1596, le roi Zygmunt III Vasa transfère la résidence royale à Varsovie. Bien que la ville de Cracovie demeure le lieu de couronnement et de sépulture des rois de Pologne, elle voit son influence diminuer et perd de son importance d'autant plus qu'elle est affaiblie par la peste qui en 1652 fait 24 000 victimes et les pillages lors des invasions suédoises lors de la première guerre du Nord (1655-1660), connue en Pologne sous le nom de Déluge, et la grande guerre du Nord (1700-1721). En 1702, l'armée du roi de Suède Charles XII emporte le trésor et incendie le château royal du Wawel.
En janvier 1734, la cathédrale accueille la dernière cérémonie funéraire et le dernier sacre royal.

### Sous la domination de l'empire austro-hongrois

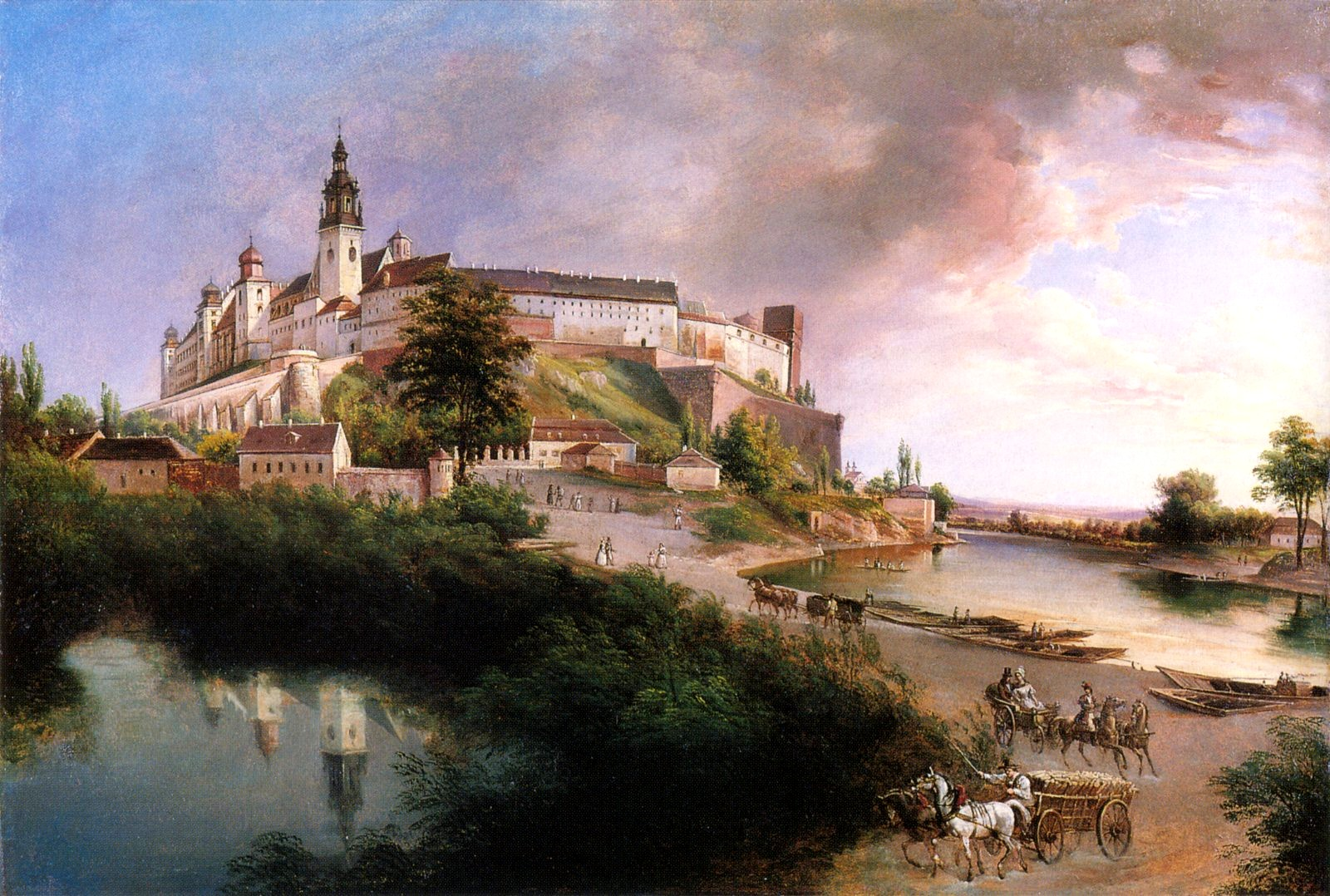
La colline du Wawel en 1845 par Jan Głowacki.

Au cours du XVIIIe siècle, la Pologne doit faire face aux envies de puissance de ses pays voisins, la Prusse, l'Autriche et la Russie qui ont des vues sur son territoire. Le 24 mars 1794, Tadeusz Kościuszko, général américain et polonais, héros des deux pays, lance sur la Place du Marché de Cracovie une dernière tentative de sauver la souveraineté nationale. Malgré les premiers succès, l'insurrection de 1794 se solde par un échec et, en 1795, la Pologne est rayée de la carte de l'Europe. La ville de Cracovie et la région située entre Pilica et Bug sont soumises à l'Autriche et le palais royal du Wawel est transformé en caserne. Selon le recensement réalisé par les Autrichiens en 1804, la population de Cracovie est alors de 25 750 habitants dont environ 18 % sont juifs.
En 1809, Cracovie est intégrée à l’éphémère duché de Varsovie créé par Napoléon. Après la chute de l’empereur des Français et en vertu des décisions prises au congrès de Vienne de 1815, l'ancienne capitale de la Pologne devient ville libre de Cracovie, sous la protection de la Russie, de l'Autriche et de la Prusse.

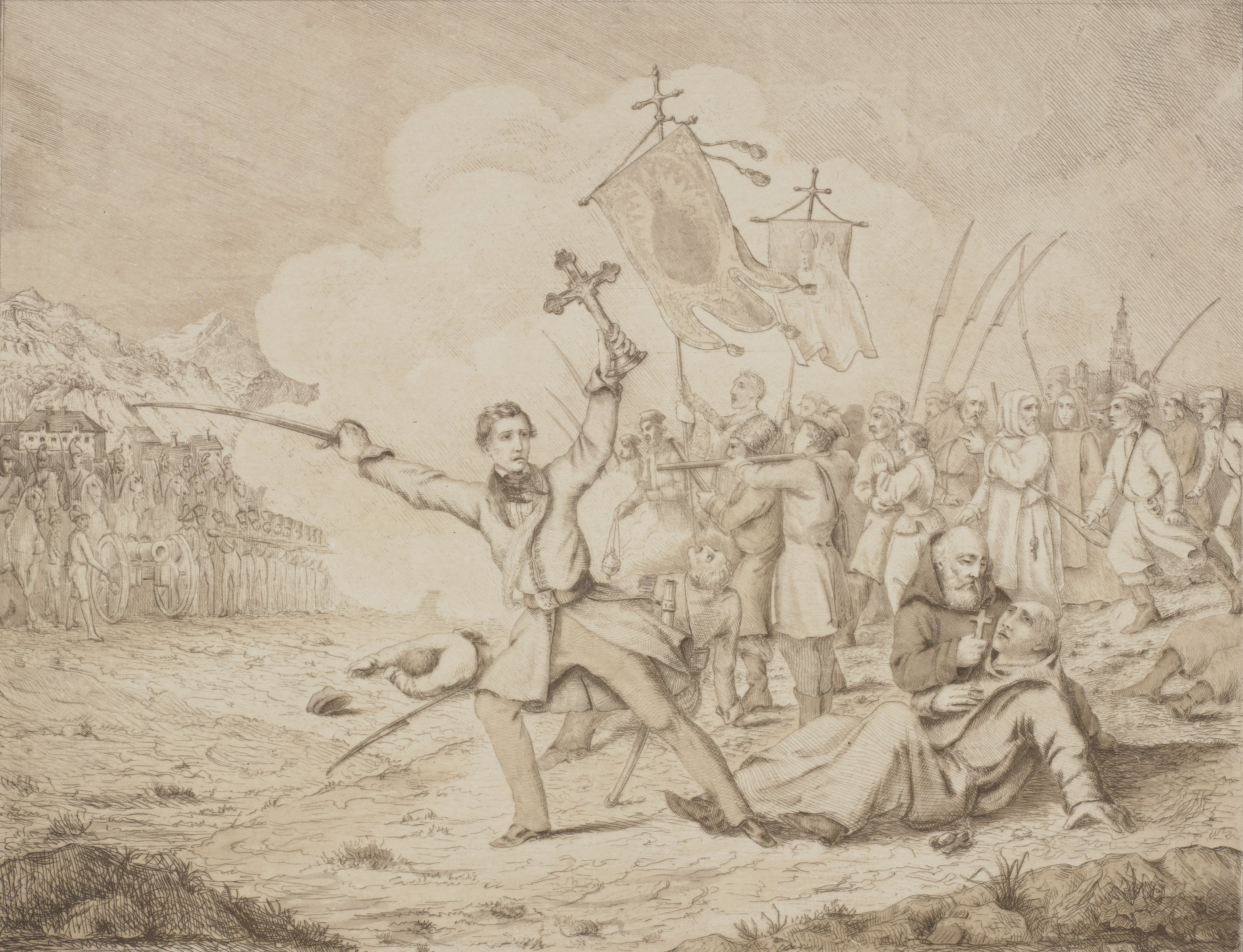
Edward Dembowski pendant le soulèvement de Cracovie de 1846

Cependant, pendant le Printemps des peuples en 1848, Cracovie se couvre à nouveau d'un réseau de barricades. En réponse, les troupes autrichiennes stationnées sur la butte du Wawel tirent sur la ville et ses habitants. Le 26 avril 1848, 32 personnes meurent sous des boulets de canon. La ville terrorisée par cette barbarie dépose les armes. À la suite de ce soulèvement, la Ville libre de Cracovie, ultime vestige du duché de Varsovie, perd son autonomie et repasse définitivement sous le contrôle direct de l'empire d'Autriche. La langue de l’administration et de l’enseignement est désormais l’allemand.
Le 18 juillet 1850, Cracovie connaît le plus grand incendie de son histoire. Le gigantesque feu détruit quatre églises et 160 maisons.
À partir des années 1860, la province de Galicie, dont Cracovie fait partie, acquiert une autonomie élargie qui la place dans une situation politique meilleure que la plupart des autres régions d’Autriche-Hongrie. En 1861 est convoquée la première Diète provinciale de Galicie. Elle est l’unique espace de liberté civique des Polonais à l’échelle de tous les anciens territoires polonais. Cracovie devient alors refuge pour la nation qui, dans d'autres territoires occupés, subit une russification et une germanisation intenses, et bien que la ville connaisse en parallèle un déclin économique, elle s'épanouit comme centre culturel et artistique de la Pologne.

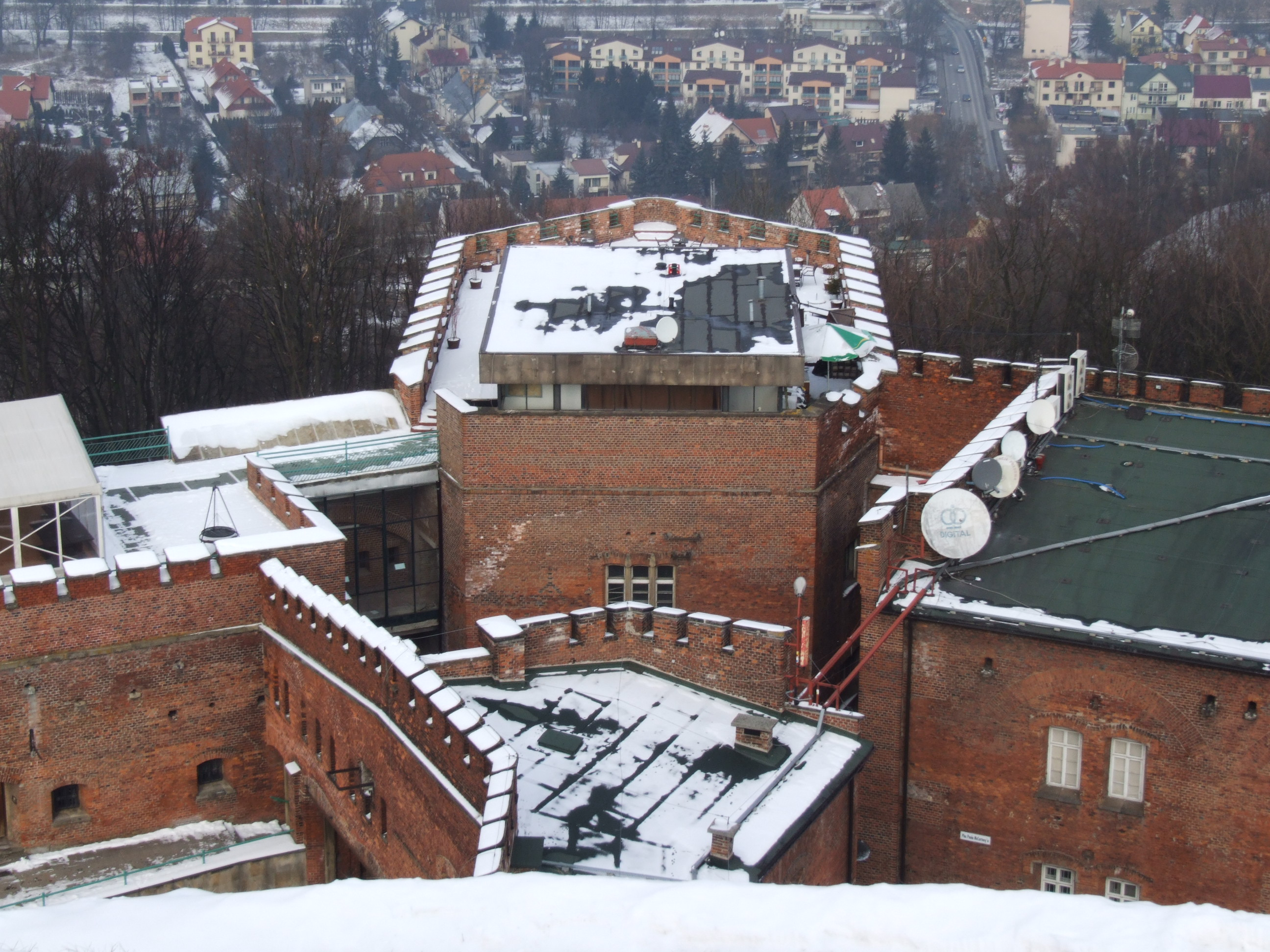
Festung Krakau, Fort 2 Kościuszko.

En décembre 1867 sont votées les lois constitutionnelles qui font de l’Empire autrichien un État parlementaire confédéral. Le gouvernement viennois assouplit sa politique et autorise la langue polonaise dans l’administration, la justice, puis l’enseignement.
L'université Jagellonne commence à rayonner de nouveau. En 1870, une nouvelle scène polonaise, le Théâtre Ancien, ouvre ses portes, tandis qu'en 1872, l'Académie des connaissances démarre solennellement son activité en présence de l'empereur François-Joseph Ier. C'est à Cracovie que se constituent le premier centre polonais d'histoire de l'art, la première école de linguistique slave (Jan Baudouin de Courtenay) et un centre scientifique de physique de première importance (Zygmunt Wróblewski, Karol Olszewski). En 1893, l'Académie des connaissances de Cracovie fonde à Paris le premier centre polonais d'études et de recherches à l'étranger, sur la base de la Bibliothèque polonaise, créée en France dans la première moitié du XIXe siècle par les réfugiés polonais.

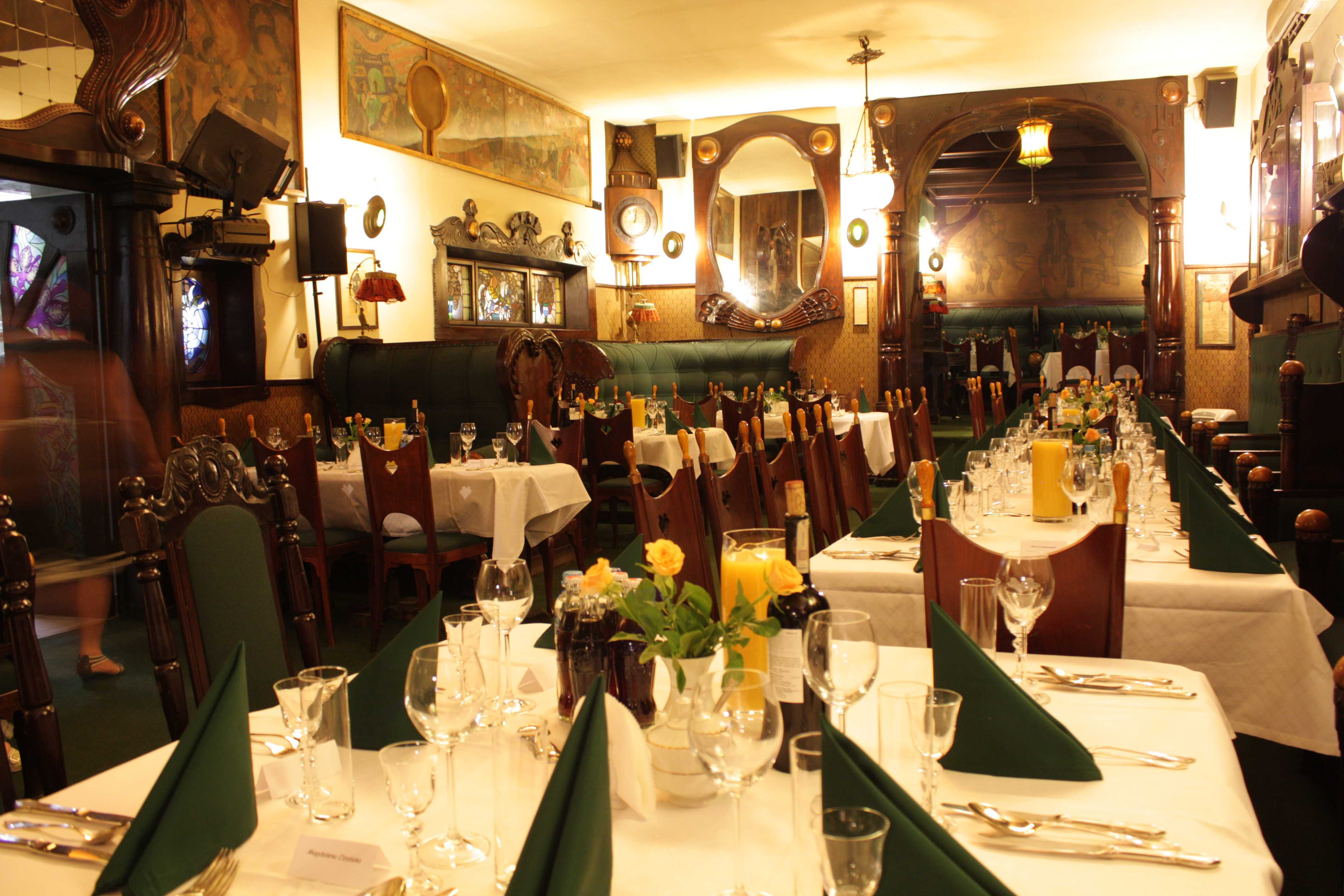
Café Jama Michalika.

Vers la fin du XIXe siècle, Cracovie devient le principal centre du modernisme polonais, dont les plus grands représentants sont Stanisław Wyspiański et Stanisław Przybyszewski. Parmi d'autres peintres, écrivains et poètes polonais célèbres, y travaillent Jan Matejko, Jacek Malczewski, Julian Fałat, Józef Mehoffer, Stanisław Ignacy Witkiewicz, Jan Kasprowicz, Juliusz Kossak et Wojciech Kossak. À cette époque, la vie artistique se concentre principalement dans les cafés, dont le plus célèbre est Jama Michalika sur la rue Floriańska.
Les autorités autrichiennes réalisent des travaux de modernisation au détriment du patrimoine médiéval de la ville. Ils détruisent l’hôtel de ville sur la place du Marché et les anciens remparts. Ils assèchent le bras mort de la Vistule (aujourd’hui rue Dietla) séparant Kazimierz et la Vieille ville. Des travaux à grande échelle sont lancés vers 1850, lorsque l’empereur autrichien François Joseph Ier décide de transformer la ville en place forte. C’est ainsi que naît la Festung Krakau, une forteresse composée de 176 édifices militaires disposés en trois anneaux sur plus de 500 km2 à Cracovie et ses faubourgs,.
Au XXe siècle, Cracovie commence à étouffer dans ses anciennes frontières et les autorités de la ville prennent la décision de les élargir. En 1910, elle compte 85 000 habitants. En 1915, Podgórze est transformée en quartier de Cracovie.

### Indépendance retrouvée

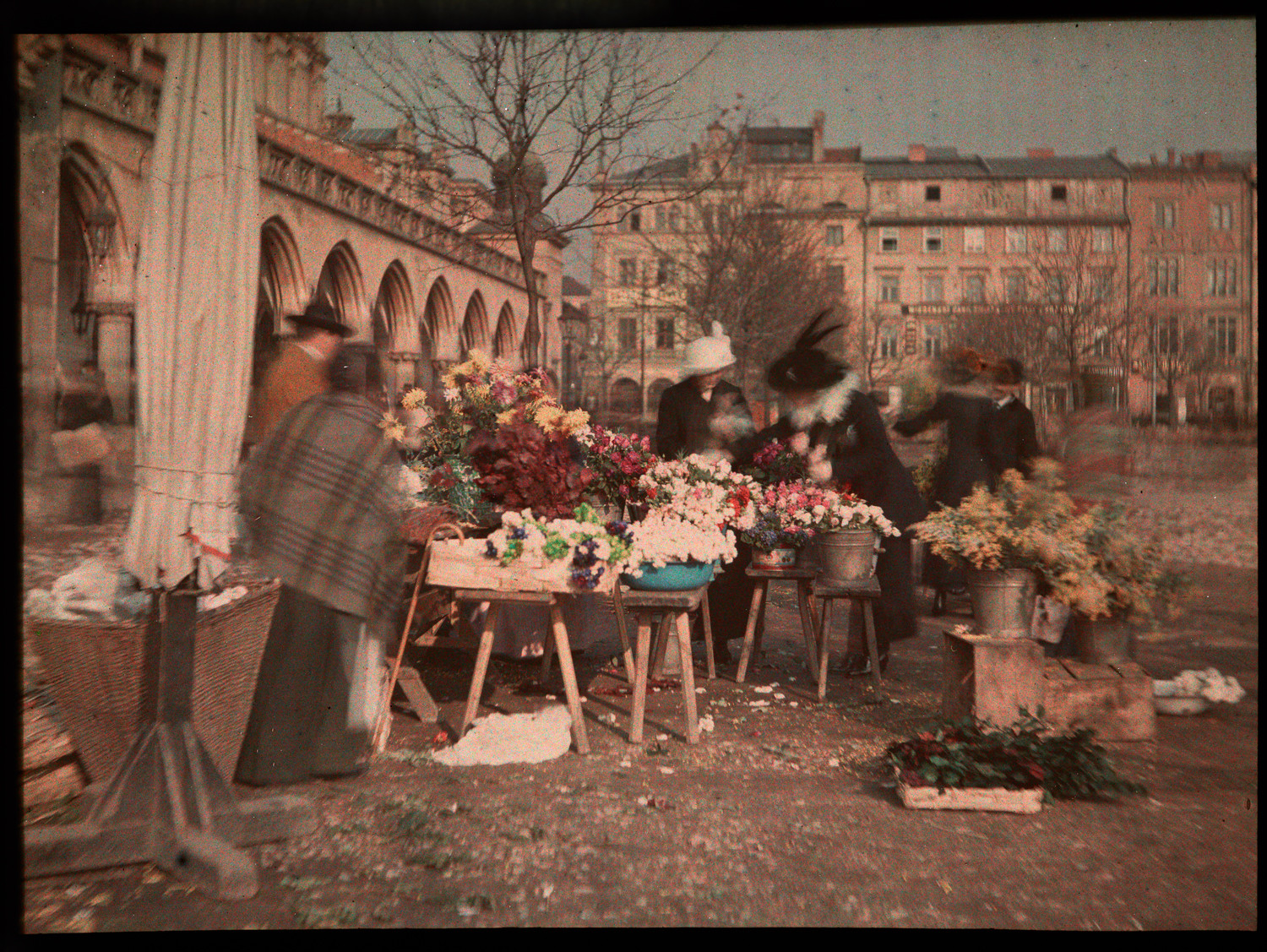
Cracovie en 1912.

Lors de la Première Guerre mondiale, les Polonais de Galice sont enrôlés de force et combattent dans les armées des empires centraux. Dans le but de s’approprier le potentiel humain et la fidélité de ces soldats, l’Empereur d’Autriche et l’Allemagne promettent la création d’une Pologne indépendante. Le 10 novembre 1918, le commandant Józef Piłsudski arrive de Magdebourg où il était interné depuis que les légions polonaises qu’il avait créées ont refusé de prononcer leurs vœux de fidélité à l’Empereur d’Allemagne. L’Armistice est signé le 11 novembre, le jour même où le Conseil de Régence (l’autorité imposée par les empires centraux à la Pologne en 1917) transmet à Piłsudski l’autorité militaire. Le 26 janvier 1919, Piłsudski est élu chef de l’État polonais à l’unanimité. La Galicie, dont Cracovie, fait partie de la Pologne reconstituée.
En 1939, le nombre d'habitants de la ville passe à 260 000, une personne sur quatre y est juive.

### Seconde Guerre mondiale
Le 1er septembre 1939, l’armée allemande envahit la Pologne sans déclaration de guerre. Le 6 septembre, Cracovie tombe aux mains de la Wehrmacht. Dès les premiers jours, les occupants nazis y mènent une politique de terreur. Ils introduisent une loi martiale, un couvre-feu et toute action qui peut être considérée comme visant les Allemands est punie de mort. Le principe de la responsabilité collective est appliqué dès le début. L’occupation nazie dure à Cracovie presque six ans. Les Allemands procèdent à l'élimination sans pitié de la population polonaise en assassinant des milliers de civils, en instaurant des programmes de travail forcé à grande échelle et en déplaçant des centaines de milliers de personnes. Bien que la ville soit globalement préservée des bombardements et des destructions massives, ses pertes humaines sont effroyables : à la fin de la guerre, elle aura perdu une grande partie de ses habitants dont 90 % de ses habitants juifs.

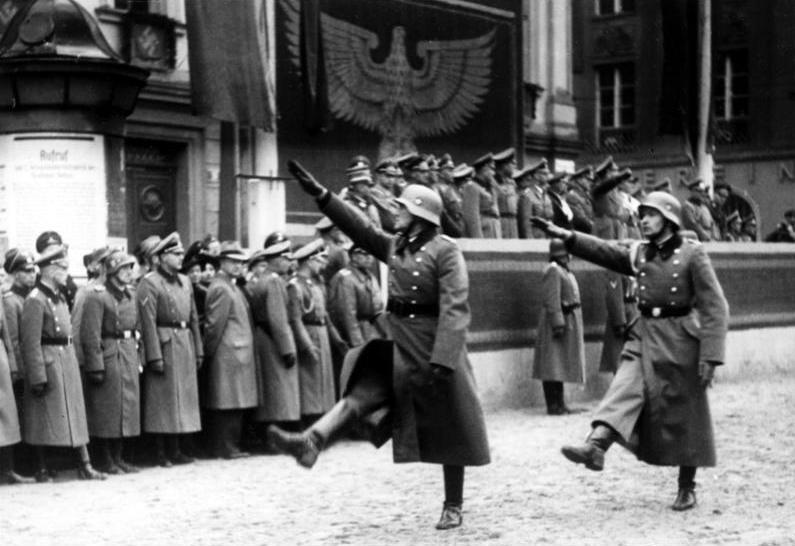
Défilé devant le gouverneur général Hans Frank et Heinrich Himmler, 1939/1940, Cracovie.

Cracovie devient la capitale du Gouvernement général de Pologne, c'est-à-dire des territoires polonais occupés par les Allemands mais non intégrés au Reich, comme la Poznanie ou la Silésie. Les territoires incorporés au Reich font l'objet d'une germanisation totale et dépourvue de tout scrupule. On en expulse brutalement les Polonais vers les « provinces polonaises occupées » et y installe des Allemands. L'emploi public de la langue polonaise est strictement prohibé. Toutes les institutions polonaises sont supprimées. Tous ceux qui, avant la guerre, ont exercé une activité publique quelconque, sont arrêtés, déportés, envoyés en camp de concentration ou exécutés.
Le Gouvernement général est dirigé par Hans Frank, vite surnommé le « Bourreau de Cracovie ». Du château de Wawel qu'il s'approprie, il coordonne l’élimination des élites du pays, le pillage économique du territoire et l’extermination des Juifs polonais,. Pour briser la résistance polonaise, une trentaine de prisons et des camps de concentration puis d’extermination sont aménagés dans les environs de Cracovie. Parmi eux, Auschwitz-Birkenau et Płaszów.
La prison de Montelupich, antichambre de la déportation, et le siège de la Gestapo, au no 2 de la rue Pomorska, où l’on emprisonne et torture les prisonniers politiques, sont d'autres lieux sinistres de la barbarie nazie à Cracovie. Environ 50 000 personnes passent par le premier. Entre le 18 juillet 1940 et le 1er juillet 1944, on dénombre 210 transports de prisonniers polonais vers Auschwitz, pour un total de 16 874 personnes, dont 2 400 femmes.
Les prisonniers sont assassinés sur plusieurs sites de la périphérie de Cracovie. L'un de ceux-ci est le fort de Krzesławice, où les quinze premières victimes sont abattues dès le 14 novembre 1939. Au cours des deux années suivantes, onze exécutions de masse y sont perpétrées, faisant environ 2 000 victimes. Un autre lieu d'exécution est la forêt de Niepołomice, où 500 prisonniers sont assassinés en décembre 1942. À la mine d'argile de Przegorzały (en), les exécutions de 1 350 personnes se déroulent de septembre 1939 à octobre 1944. Les prisonniers sont également assassinés dans les prisons et les camps.
Dès le 6 novembre 1939, lors de la Sonderaktion Krakau menée par l’Obersturmbannführer SS Bruno Müller, plus de 180 professeurs et scientifiques de l'université Jagellonne sont arrêtés et déportés au camp de Sachsenhausen, où une grande partie d'eux périssent.
Dans un premier temps, une grande partie des Juifs sont expulsés de la ville et doivent s’installer dans les villages de la région. Environ 15 000 restent à Cracovie avec leur famille, essentiellement des travailleurs enrôlés pour soutenir l’effort de guerre. En mars 1941, entre 15 000 et 20 000 Juifs sont obligés de s'entasser dans le ghetto fraichement créé à Podgórze. Leur première déportation intervint en mars 1942, lorsque 50 intellectuels juifs sont envoyés à Auschwitz. Les 13 et 14 mars 1943, le ghetto est liquidé et les 2 000 Juifs y vivant encore sont massacrés.
Ceux qui peuvent travailler sont déportés dans le camp de Płaszów, créé sur un cimetière juif et commandés par Amon Göth, où les prisonniers travaillent dans des carrières, des fabriques et dans l'industrie d'armement. On estime que plus de 6 000 prisonniers transportés de la prison de Montelupich y sont exécutés de septembre 1939 à juillet 1944, auxquels s'ajoutent 8 000 à 12 000 détenus du camp même, dont la grande majorité sont des Juifs.
Pour terroriser la population, les Allemands organisent aussi des rafles de rues. De 1940 à 1941 ont lieu au moins dix arrestations massives. La plus tristement célèbre est celle du 17 avril 1942, au cours de laquelle plus de 2 000 personnes sont arrêtées.
Les statistiques d’avant-guerre indiquent que seulement 750 à 1 000 Cracoviens sont de langue maternelle allemande, alors que pendant la guerre, entre 30 000 et 50 000 Allemands civils s'installent dans la ville, l'apogée de la présence allemande ayant lieu au tournant de 1943 à 1944. Un habitant de la ville sur cinq est donc allemand. De plus, périodiquement, jusqu'à 50 000 soldats allemands stationnent à proximité de Wawel. Bien que Cracovie soit à ce point germanisée, elle n'en demeure pas moins un centre de résistance militaire et politique des plus importants.
Le 18 janvier 1945, l’Armée rouge libère Cracovie.

### Dans la Pologne populaire

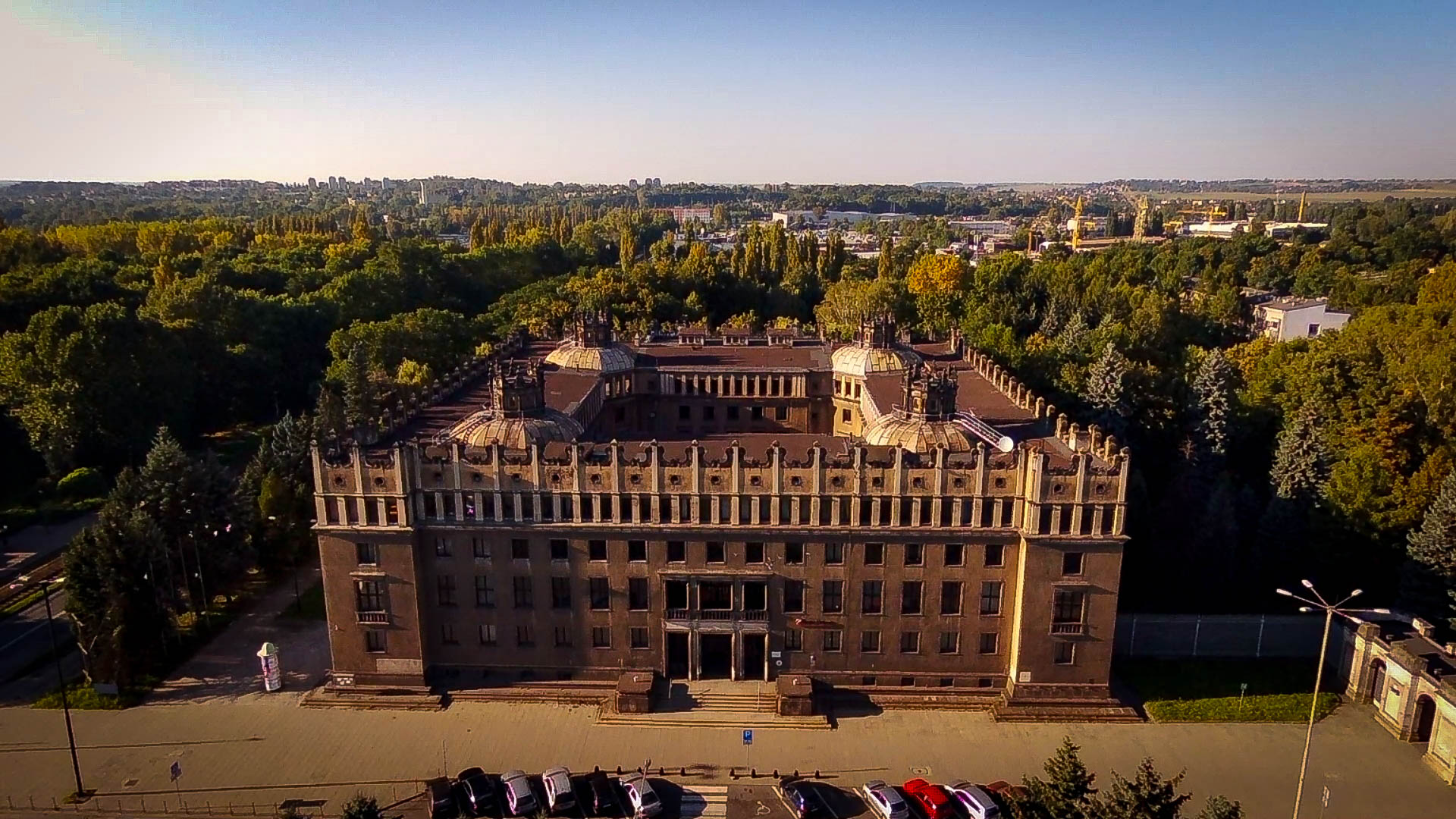
Centre administratif de l'acérie de Nowa Huta

À la fin des années 1940, avec la nationalisation des industries et la construction de la ville nouvelle de Nowa Huta (« nouvelle fonderie ») pour abriter un complexe sidérurgique, Cracovie se transforme en principal producteur d'acier en Europe. Edifiée pour punir Cracovie dont les habitants en 1946 répondent majoritairement non aux questions d’un référendum communiste sur des réformes économiques et sociales, Nowa Huta est paradoxalement le fer de lance d’une résistance active, dès les années 1960, contre l’autoritarisme du régime en place. À l’origine, les revendications ont un caractère religieux. En 1960, les habitants de Nowa Huta plantent clandestinement une croix entre les rues Karl Marx et du Grand Prolétariat. Cet acte est à l'origine du bras de fer meurtrier avec les autorités communistes. La « défense de la croix » dure plusieurs jours et mène à une sanglante répression : une douzaine de personnes sont tuées et des centaines blessées ; plus de 500 participants sont arrêtés ; 87 se voient infliger des peines de prison et plusieurs autres perdent leur emploi. Grâce à la persévérance des habitants de la ville, la première église de Nowa Huta est finalement construite en 1977 et consacrée par un jeune évêque du nom de Karol Wojtyła, le futur pape Jean-Paul II. Des années plus tard, le mouvement Solidarność y organise ses manifestations.
En 1978, l'Unesco inscrit le centre historique de Cracovie au patrimoine mondial.

### Depuis la chute du communisme
Si l’aciérie de Nowa-Huta, baptisée du nom de Lénine, joue un rôle prépondérant dans le renversement du régime qui survient en 1989, elle est également source d'une grande pollution et les premières mesures environnementales la concernent directement.
En 2000, Cracovie obtient le titre de capitale européenne de la culture.

## Structure de la population
Comptant 800 653 habitants intra muros au recensement de 2021 et 1 452 496 dans l'agglomération, Cracovie est la deuxième ville de la Pologne, derrière Varsovie et avant Łódź (677 286 habitants intra muros). En prenant en compte l’agglomération, Cracovie se classe 3e, derrière Varsovie (3 304 641 habitants) et Katowice-Silésie (3 029 000 habitants ou 5 294 000 habitants pour la zone urbaine). Selon les données de 2006, la population de Cracovie représente 2 % de la population polonaise et 23 % de la population de la Voïvodie de Petite-Pologne,.
| Indicateurs démographiques          | Années | Cracovie |
| ----------------------------------- | ------ | -------- |
| Population (centaines)              | 1970   | 588,0    |
| Population (centaines)              | 1978   | 693,6    |
| Population (centaines)              | 1988   | 746,6    |
| Population (centaines)              | 1995   | 732,9    |
| Population (centaines)              | 2002   | 758,5    |
| Densité de la population (hab./km2) | 1970   | 2556     |
| Densité de la population (hab./km2) | 1978   | 2156     |
| Densité de la population (hab./km2) | 1988   | 2285     |
| Densité de la population (hab./km2) | 1995   | 2243     |
| Densité de la population (hab./km2) | 2002   | 2320     |
| Nombre de femmes pour cent hommes   | 1970   | 110      |
| Nombre de femmes pour cent hommes   | 1978   | 110      |
| Nombre de femmes pour cent hommes   | 1988   | 110      |
| Nombre de femmes pour cent hommes   | 1995   | 112      |
| Nombre de femmes pour cent hommes   | 2002   | 113      |

Au Moyen Âge, la population de Cracovie doubla entre les années 1100 et 1300, passant de 5 000 à 10 000 habitants. En 1550, la ville recensait pas moins de 18 000 habitants, mais le nombre chuta à 15 000 dans le demi-siècle suivant à cause de la peste et de l'invasion suédoise,. Au début du XVIIe siècle, Cracovie comptait 28 000 habitants.
En 1931, 78,1 % des Cracoviens déclaraient leur langue maternelle comme étant le polonais, 20,9 % le yiddish, 0,4 % l'ukrainien, 0,3 % l'allemand et 0,1 % le russe. Cependant, les ravages de la Seconde Guerre mondiale ont fortement réduit le pourcentage de minorités vivant à Cracovie.
Certains chiffres officiels sont différents selon les sources. C'est le cas de la communauté des Roms. Selon le recensement de 2002, parmi ceux qui ont déclaré leur nationalité, 1 572 sont slovaques, 472 sont ukrainiens, 50 sont juifs et 22 sont arméniens. Les Roms, officiellement recensés au nombre de 1 678, sont estimés à 5 000.
Évolution de la population cracovienne depuis 1791

### Religions

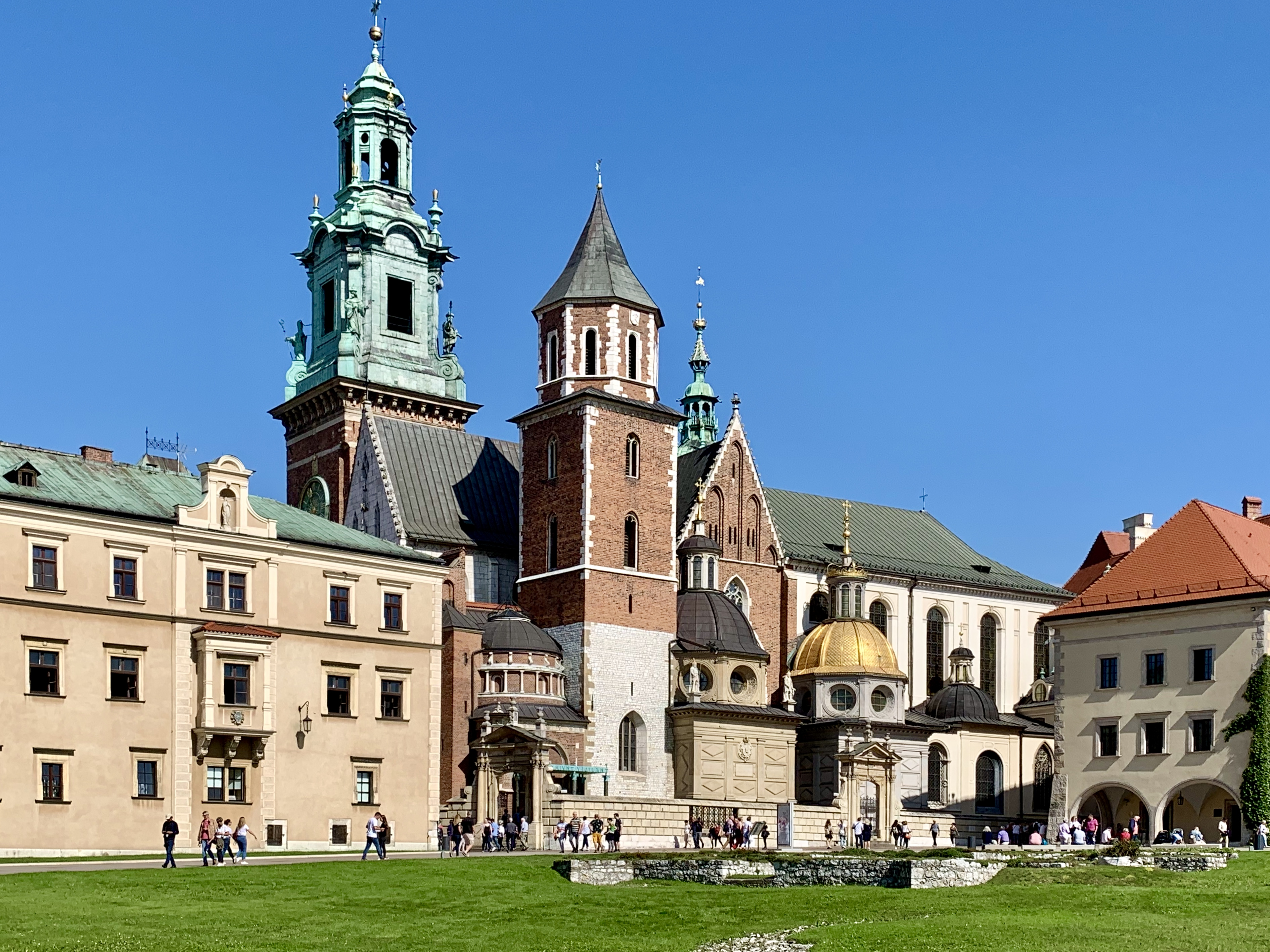
La Cathédrale du Wawel, lieu où les couronnements et les obsèques royaux étaient célébrés.

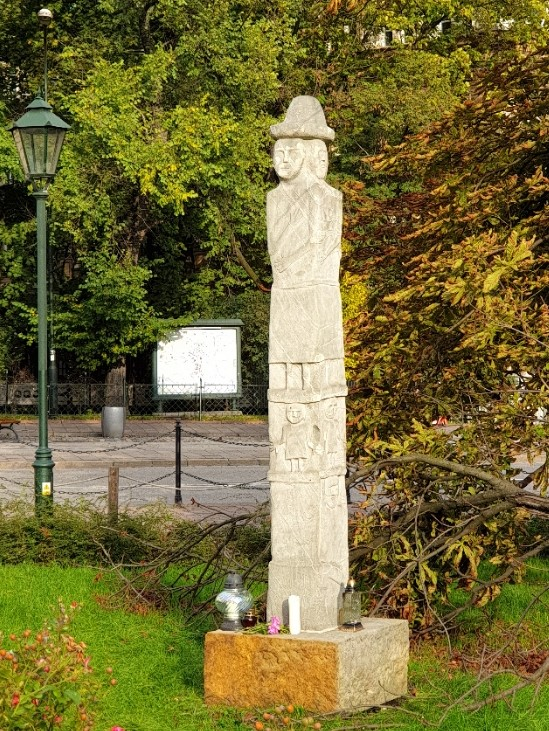
La reproduction du Idole du Zbroutch à Cracovie avec des cadeaux de rodnovériens

La ville de Cracovie est connue pour ses églises et ses édifices religieux. L'abondance de temples, d'églises, de synagogues et de monastères lui a valu le surnom de « la Rome du Nord » dans le passé. En effet, en 2007 Cracovie recensait pas moins de 120 églises, dont 65 construites au XXe siècle.
Parmi ces édifices religieux, figurent quarante-huit églises catholiques, dix églises millénaristes, huit temples protestants, cinq temples bouddhistes, et quarante-huit temples orthodoxes.
Cracovie possède aussi beaucoup de lieux de culte de judaïsme. Avant la Seconde Guerre mondiale, la ville était un centre de la vie spirituelle juive très importante. Il y avait environ 90 synagogues actives à travers la ville. Après l'invasion allemande, il n'en reste plus que douze, dont six en service. D'autres monuments et lieux de culte du judaïsme ont été détruits par les occupants nazis.
Après la guerre, la République populaire de Pologne était le seul État du bloc soviétique à autoriser ses ressortissants juifs à quitter le pays pour rejoindre la Palestine sans demander d'autorisation ou de permis. (Les juifs d'URSS ont été retenus par Staline). Depuis la chute du communisme, avec l'aide de l'État polonais et grâce aux efforts des organisations juives, et avec l'aide financière de nombreuses associations étrangères, la plupart des synagogues de la ville ont pu être restaurées et ainsi être ouvertes au public.

#### Cracovie juive - plusieurs siècles de présence

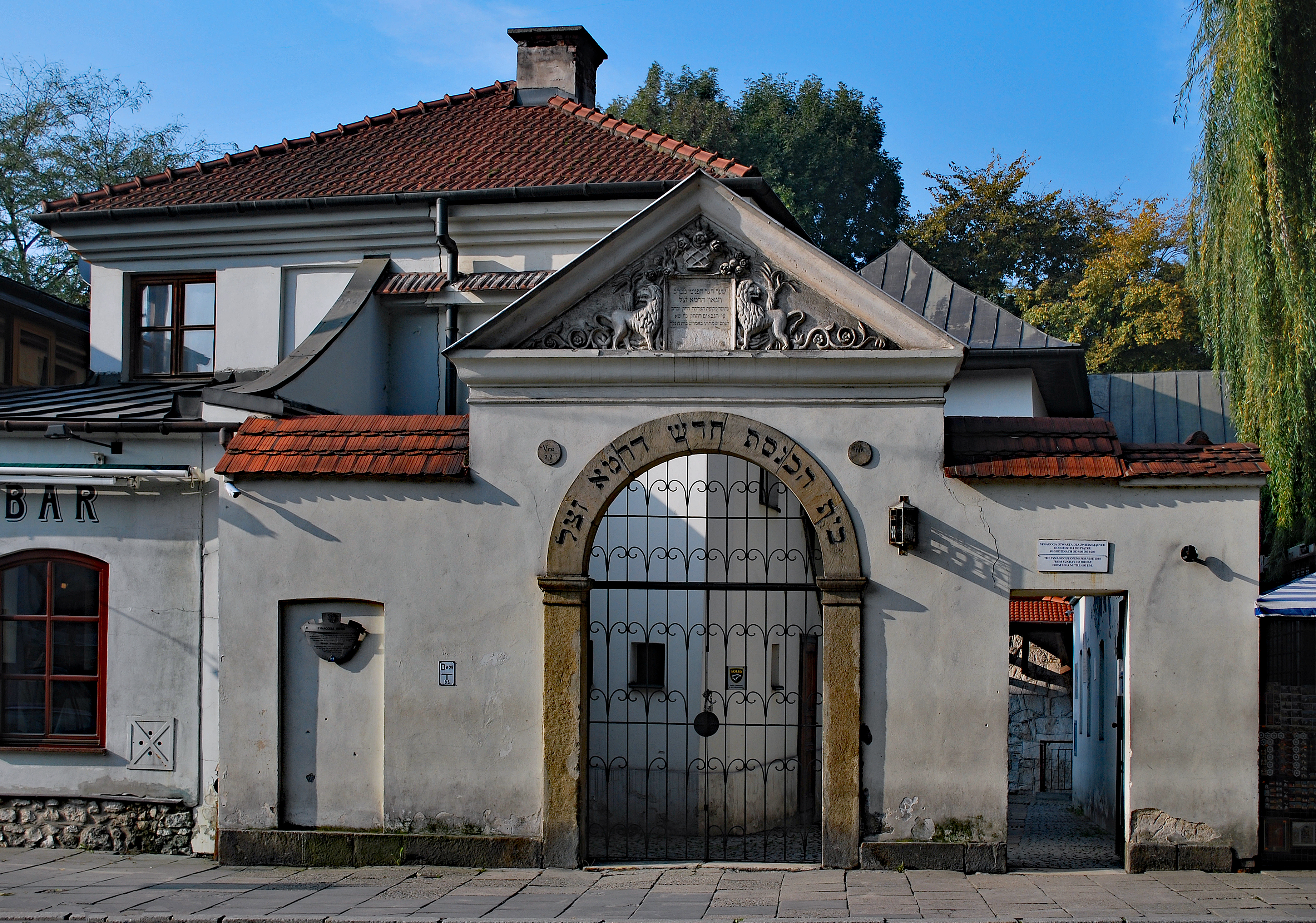
La synagogue Rem"ou à Kazimierz.

À l’instar de plusieurs grandes villes de Pologne, l’histoire de Cracovie est fortement marquée par la présence d’une importante communauté juive dont les premières traces remontent au XIIIe siècle. Bénéficiant d’une protection de la part des autorités locales, les Juifs contribuèrent largement à la prospérité économique de la ville et à son enrichissement social. Ils participèrent également à la vie politique jusqu'aux plus hautes fonctions, comme le maire de 1933 à 1939, Mieczysław Kaplicki (né Maurycy Kapellner, 1875-1959), ou le rabbin Ozjasz Thon (en) (1870-1936), député à la Diète de Pologne de 1919 à 1935.
La population juive passa de 25 870 en 1900, à 56 800 en 1931. À la veille de la Seconde Guerre mondiale, on estime que près d’un quart des habitants de Cracovie étaient Juifs.

##### Une vie culturelle remarquable
Les Juifs de Cracovie résidaient principalement dans le quartier de Kazimierz, dans lequel se trouvaient en nombre synagogues, écoles et institutions israélites ainsi que commerces et lieux communautaires. La rue Szeroka, la synagogue Rem"ou et son cimetière du XVIe siècle, les synagogues Stara, Wysoka, Isaac et Kupa ou encore la place Nouvelle constituent les derniers vestiges de ce qui fut, il y a quelques dizaines d’années encore, l’un des plus éminents lieux de la culture yiddish en Europe centrale.

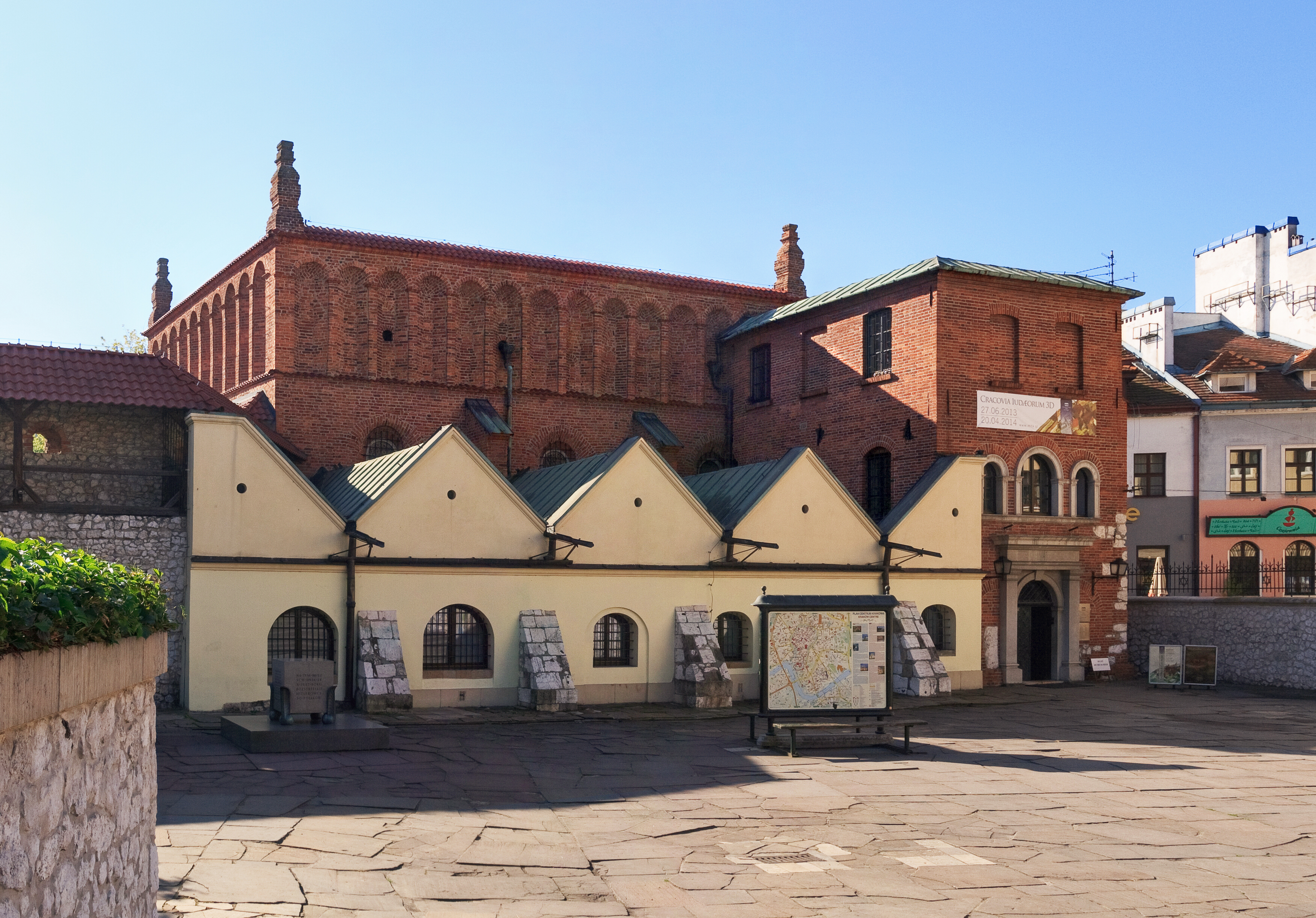
La Vieille synagogue à Kazimierz.

##### Souffle destructeur de la Shoah
Quatre-vingt-dix pour cent des Juifs de Cracovie furent éliminés par les nazis entre 1939 et 1945. L’Holocauste a vidé la ville de ses habitants israélites qui furent déportés dans les camps de concentration des environs ou, pour la plupart, assassinés dès leur arrivée dans les centres d’extermination voisins. Vingt mille d’entre eux furent temporairement enfermés dans le ghetto du quartier de Podgórze construit sur l'ordre de l'occupant allemand de l’autre côté de la Vistule en face du quartier juif de Kazimierz dont tous les habitants ont été expulsés. Le martyre du peuple juif demeure incommensurable durant l'occupation allemande de la Pologne et Cracovie en fut l’un de ses plus tragiques théâtres.

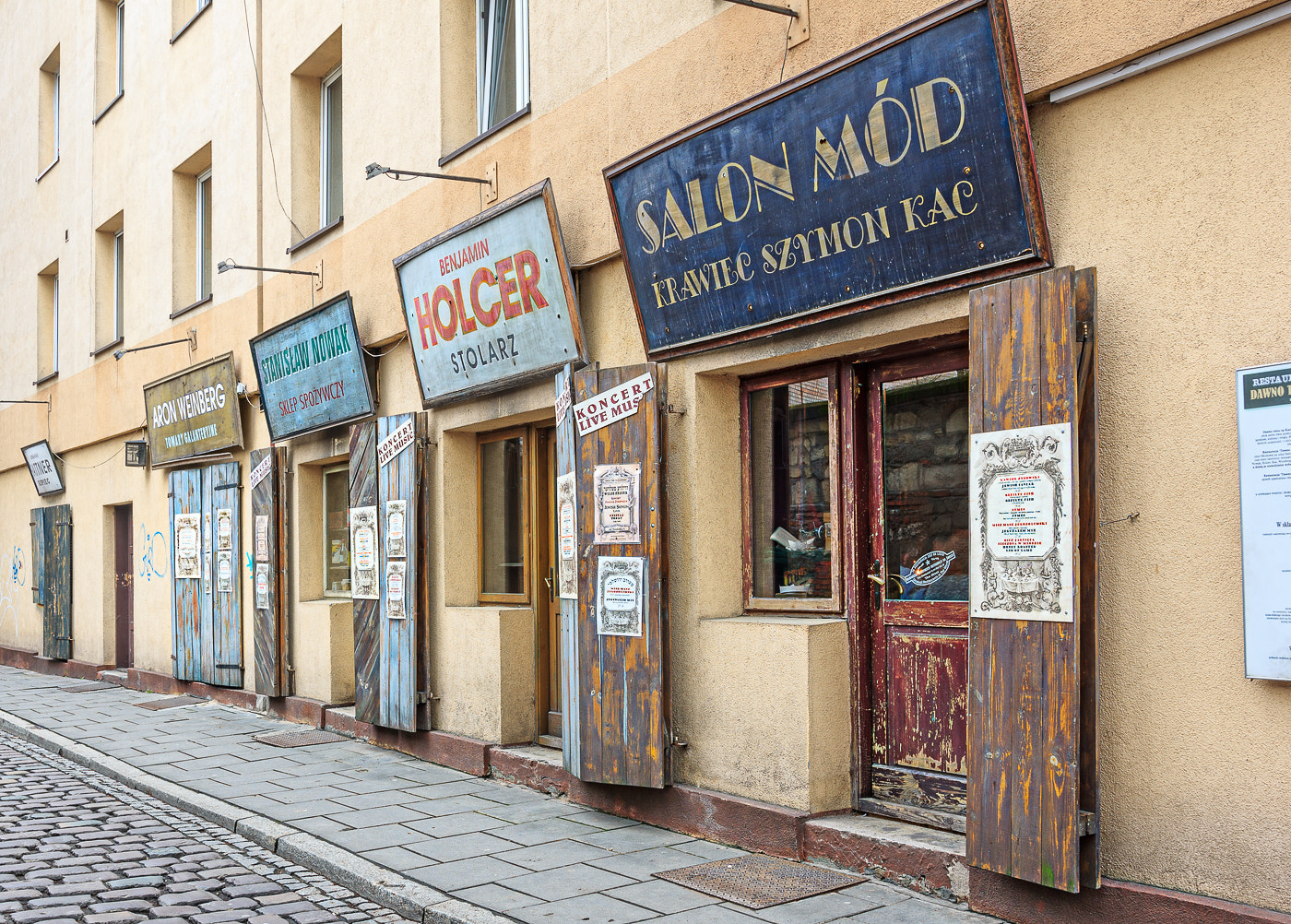
Le quartier de Kazimierz.

Les rares survivants de la Seconde Guerre mondiale se heurtèrent par la suite à de nouvelles manifestations d'antisémitisme comme en témoigne le pogrom de Cracovie le 11 août 1945 qui a fait une victime mortelle. Ils furent également victimes de manipulations par le régime de Władysław Gomułka qui tenta de leur faire porter la responsabilité de ses échecs dans les années 1960 et organisa des procès politiques iniques. Il resterait aujourd'hui à Cracovie environ deux cents Juifs polonais, pour la plupart des personnes âgées.

##### Renouveau
Laissé à l’abandon durant les cinquante années ayant suivi la fin de la Seconde Guerre mondiale, le quartier de Kazimierz connaît actuellement un fort renouveau touristique, principalement en raison du succès rencontré par le film de Steven Spielberg, La Liste de Schindler, réalisé sur place. L’œuvre du cinéaste met en lumière le rôle d’un industriel allemand, Oskar Schindler, qui sauva des centaines de vies en faisant travailler dans son usine des Juifs promis sinon à une mort certaine. Avec le pharmacien du ghetto, Tadeusz Pankiewicz, Schindler reçut le titre de « Juste parmi les nations » du mémorial de Yad Vashem de Jérusalem.
Des visiteurs se rendent à présent sur les lieux du tournage et y découvrent des restaurants, cafés et librairies puisant dans le passé juif de la ville une thématique originale. Le Festival de la culture juive de Cracovie, organisé dès 1989, est le plus grand événement de ce genre au monde dans un milieu sans population juive locale.
Le Centre communautaire juif de Cracovie (JCC) créé en 2008 en plein cœur de Kazimierz est un autre symbole du renouveau.

## Patrimoine
Cracovie abrite 25 % de la collection de l'art polonais. C'est autour du château royal de Wawel que l'on peut admirer le plus grand ensemble de monuments historiques de Pologne avec plus de 6 000 bâtiments classés ainsi que la plus grande collection nationale de l'art, présentée dans les musées qui font partie intégrante du paysage cracovien. Le vieux centre de Cracovie fut inscrit dans la 1re Liste de l'Héritage Culturel de l'UNESCO en 1978.
| \| 100 m1:13 000 Wawel Sukiennice Rynek Główny Hejnał et Basilique Sainte-Marie Université Jagellonne Kazimierz ↓ Porte Saint-Florian Théâtre Juliusz-Słowacki Église Saint-Barbe Musée archéologique Église Saint-André Église Saints-Pierre-et-Paul Barbacane \| Monuments de la vieille ville de Cracovie (stare miasto) |
| 100 m1:13 000 Wawel Sukiennice Rynek Główny Hejnał et Basilique Sainte-Marie Université Jagellonne Kazimierz ↓ Porte Saint-Florian Théâtre Juliusz-Słowacki Église Saint-Barbe Musée archéologique Église Saint-André Église Saints-Pierre-et-Paul Barbacane                                                                |

### Architecture de Cracovie

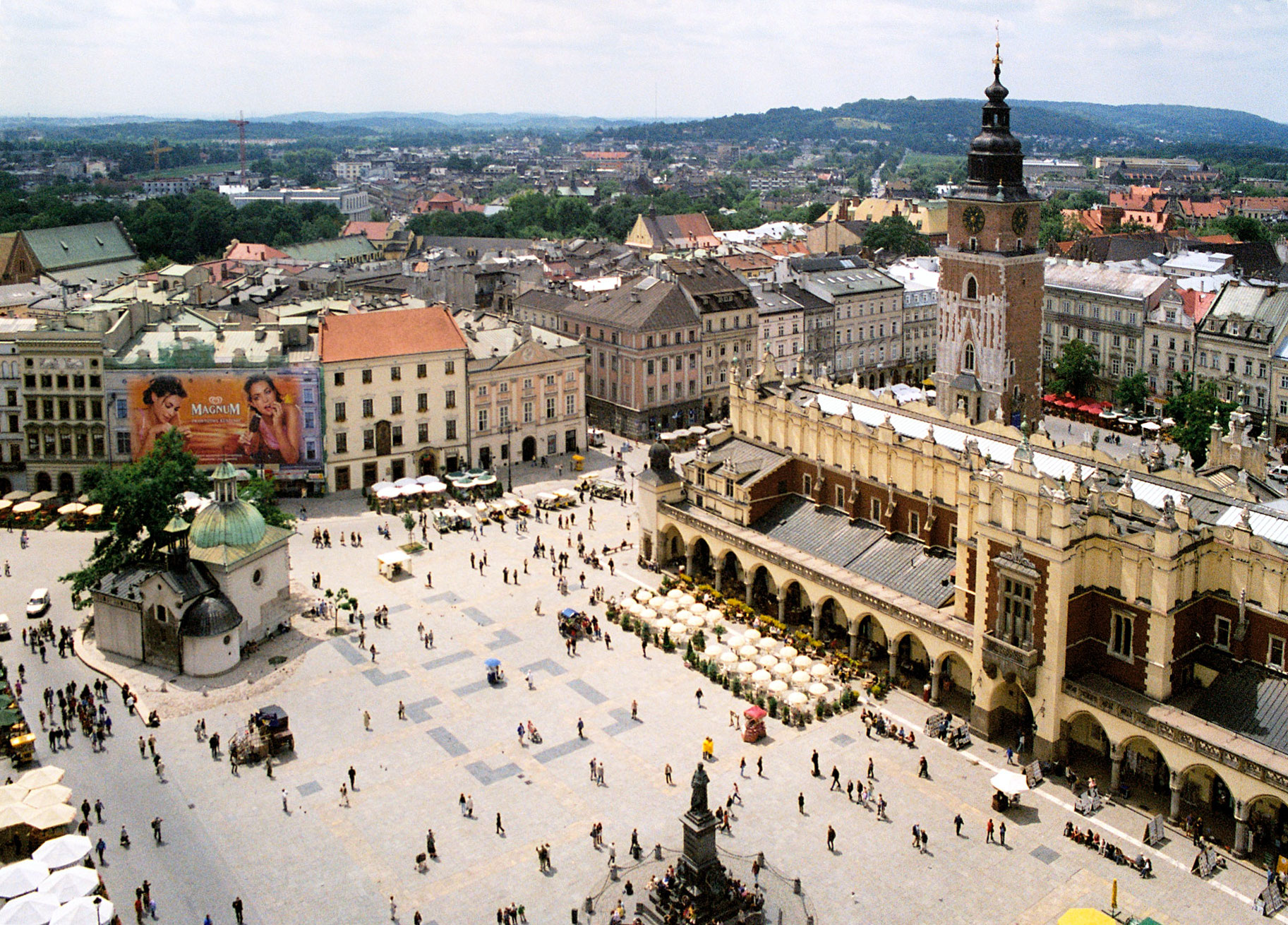
Rynek Główny, la grand-place vue de la basilique Sainte-Marie.

Cracovie n'a subi pratiquement aucune destruction majeure depuis celle des Tatars au Moyen Âge puis celle des Suédois pendant l'invasion de 1655-1666 passée dans l'histoire sous le nom de Déluge. Si ses trésors artistiques et culturels ont été pillés ou ravagés au cours de la longue et tumultueuse l'histoire de la Pologne, la ville n’a pas été le théâtre des batailles destructrices et les grands monuments gothiques et médiévaux, les palais de la Renaissance, les grandes bâtisses et les belles églises baroques ont été largement conservés. L'industrialisation s'est faite essentiellement en dehors de la ville.

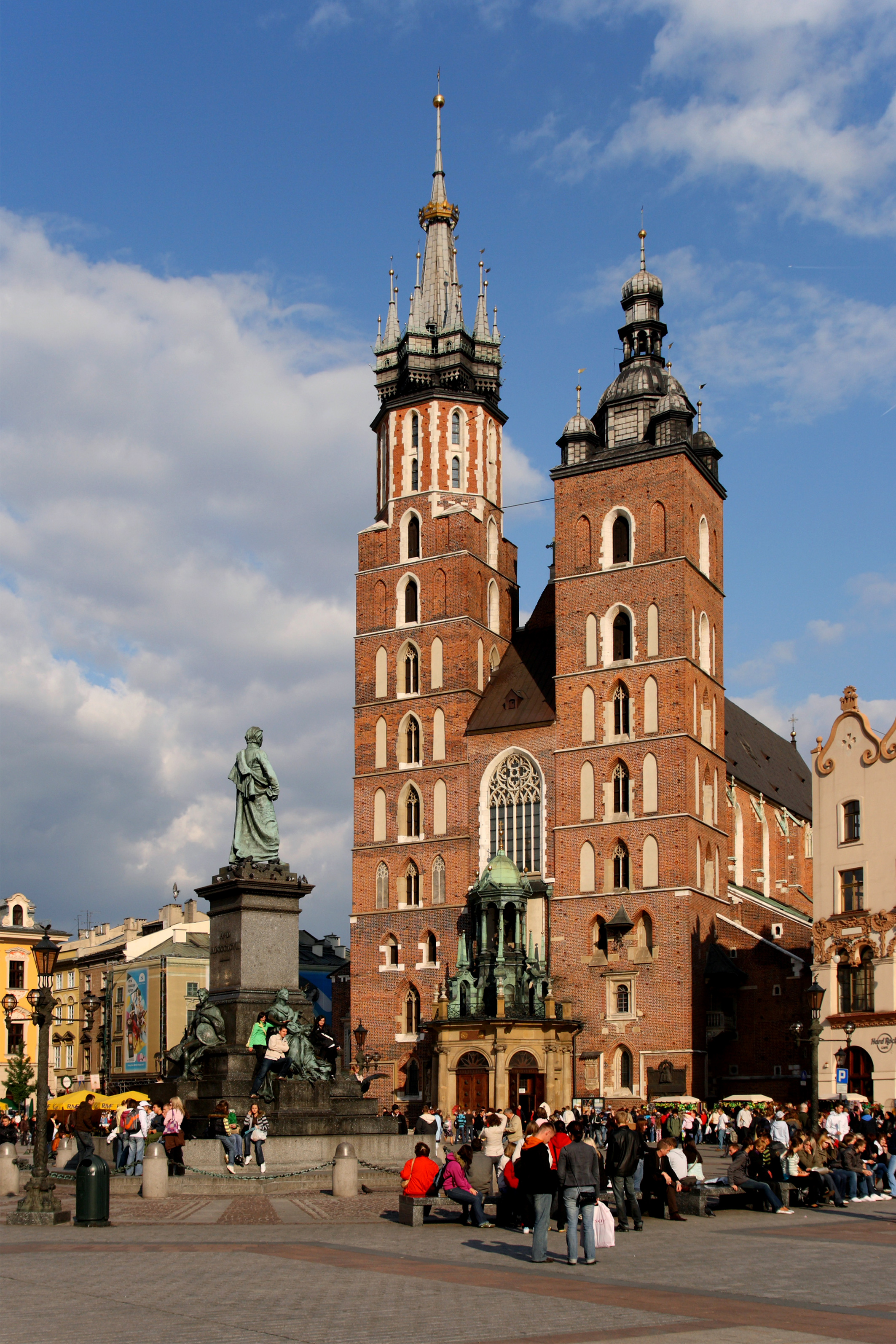
La basilique Sainte-Marie et la statue d'Adam Mickiewicz.

Parmi les centaines de monuments historiques que compte la ville, les plus importants sont :
- le Château royal et la cathédrale sur la colline du Wawel. La cathédrale est aussi une nécropole nationale, où des rois, des reines, des poètes et des héros nationaux de la Pologne sont enterrés ;
- la Vieille ville médiévale avec sa grande place (Rynek Główny), la plus grande place médiévale d'Europe, bordée de demeures colorées des XIVe et XVe siècles) au milieu de laquelle on trouve la Halle aux draps, une grande halle commerciale élevée au XIIIe siècle (Sukiennice). L'étage de cette Halle aux draps renferme la Galerie de l'Art polonais du XIXe siècle. Côté Est de la place trône la Basilique Sainte Marie, la statue d'Adam Mickiewicz. Côté Ouest, le beffroi de l’Hôtel de Ville ;
- les anciens bâtiments de l'Université Jagellonne datant du XIVe siècle ;
- l'ancien site médiéval Kazimierz, centre historique de la vie religieuse et sociale des Juifs de Cracovie.
- le palais de l'évêque Florian de Mokrsko du XIVe siècle, remanié au XVIe siècle ;
- l'église Sainte-Thérèse-d'Avila, église catholique baroque construite pour les moniales Carmes Déchaussées entre 1720 et 1730 ;
- le Casino des officiers de Cracovie, 1889-1890, en style néo-Renaissance.

Longtemps, la propagande soviétique a soutenu que la préservation des monuments de Cracovie avait été assurée par le général soviétique chargé de la reprise de la ville aux Allemands, Ivan Koniev : cet officier aurait désobéi à l'ordre donné par Staline de bombarder la ville de loin et ordonné l'assaut, voyant dans cette tactique le meilleur moyen de préserver les trésors architecturaux qu'elle recelait. Aujourd'hui, cette version est contestée par tous les historiens qui rappellent que les Soviétiques ont bombardé le Wawel et que la situation militaire n’était pas favorable aux plans de bombardements massifs prévus d'abord.

### Musées et galeries d'art

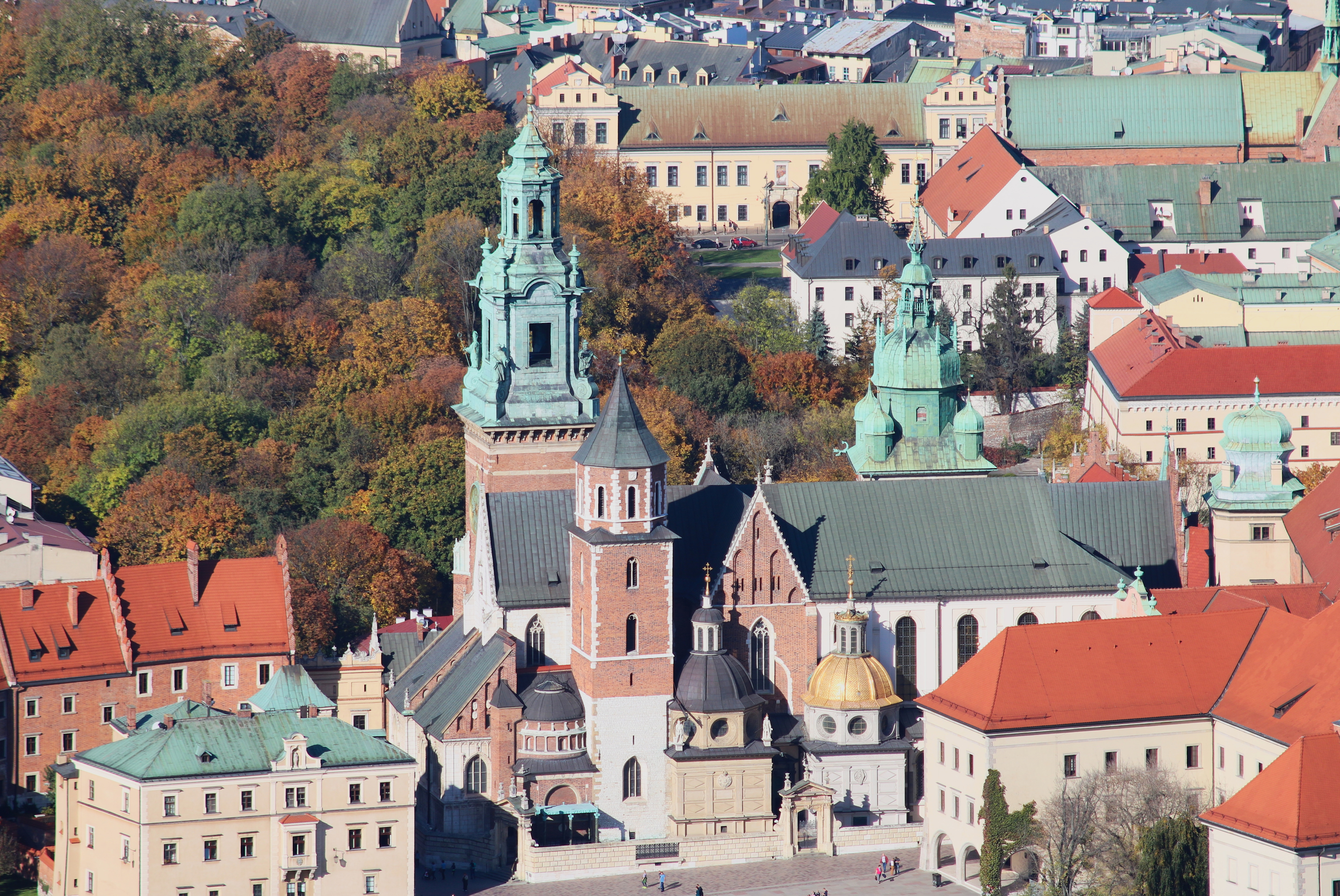
La cathédrale du Wawel.

La richesse de la vie culturelle de Cracovie s'exprime à travers les collections des 28 musées et galeries nationales dont les plus précieux sont le Château royal du Wawel, la Cathédrale et le Collegium Maius abritant le musée de l'université Jagellonne.
Plusieurs filières du musée d'histoire de la ville de Cracovie (en) retracent l'histoire de l'ancienne cité dont : le musée des souterrains de la place du Marché (en), la Vieille Synagogue, la résidence de l'ancienne Confrérie des Tireurs (pl) appelée Celestat et la Maison des Hipolit, qui présente la vie bourgeoise au XVIIe siècle dans une maison de la Place du Marché.
Les musées du quartier de Podgórze, la maison Rydlówka (pl) où Lucjan Rydel a célébré son mariage immortalisé dans le drame Les Noces de Stanisław Wyspiański, et la Maison à Zwierzyniec sont consacrés à l'histoire des lieux respectifs. Auparavant, le musée à Zwierzyniec abritait une branche du musée de Lénine, et la première exposition permanente portait sur « Le premier appartement de Lénine à Cracovie », pour commémorer le fait qu'en 1912, le rez-de-chaussée du bâtiment était habité pendant quelque temps par la famille Oulianov.
La période de la Seconde Guerre mondiale à Cracovie est retracée dans le musée d’Oskar Schindler, installé dans l’ancien bâtiment administratif de la Deutsche Emailwarenfabrik, la pharmacie de Tadeusz Pankiewicz consacrée à la mémoire du ghetto de Cracovie, le musée du camp de concentration Płaszów, le musée rue Pomorska, ancienne prison et quartier général de la Gestapo et qui honore les victimes de celle-ci, et le musée de l'Armia Krajowa, mouvement de la Résistance polonais. L'histoire du musée rue Pomorska est méconnue car souvent assimilée aux seuls martyres polonais, alors qu’en ce lieu, les interrogatoires étaient subis également par des Juifs de Cracovie et la Gestapo y planifiait l’exécution du génocide.
L'histoire la plus récente de la ville est retracée au musée de Nowa Huta. Il raconte la création de la ville par la seule volonté du parti communiste unique et son industrie inscrite dans l’économie planifiée, avec ses pénuries et ses produits standardisés.

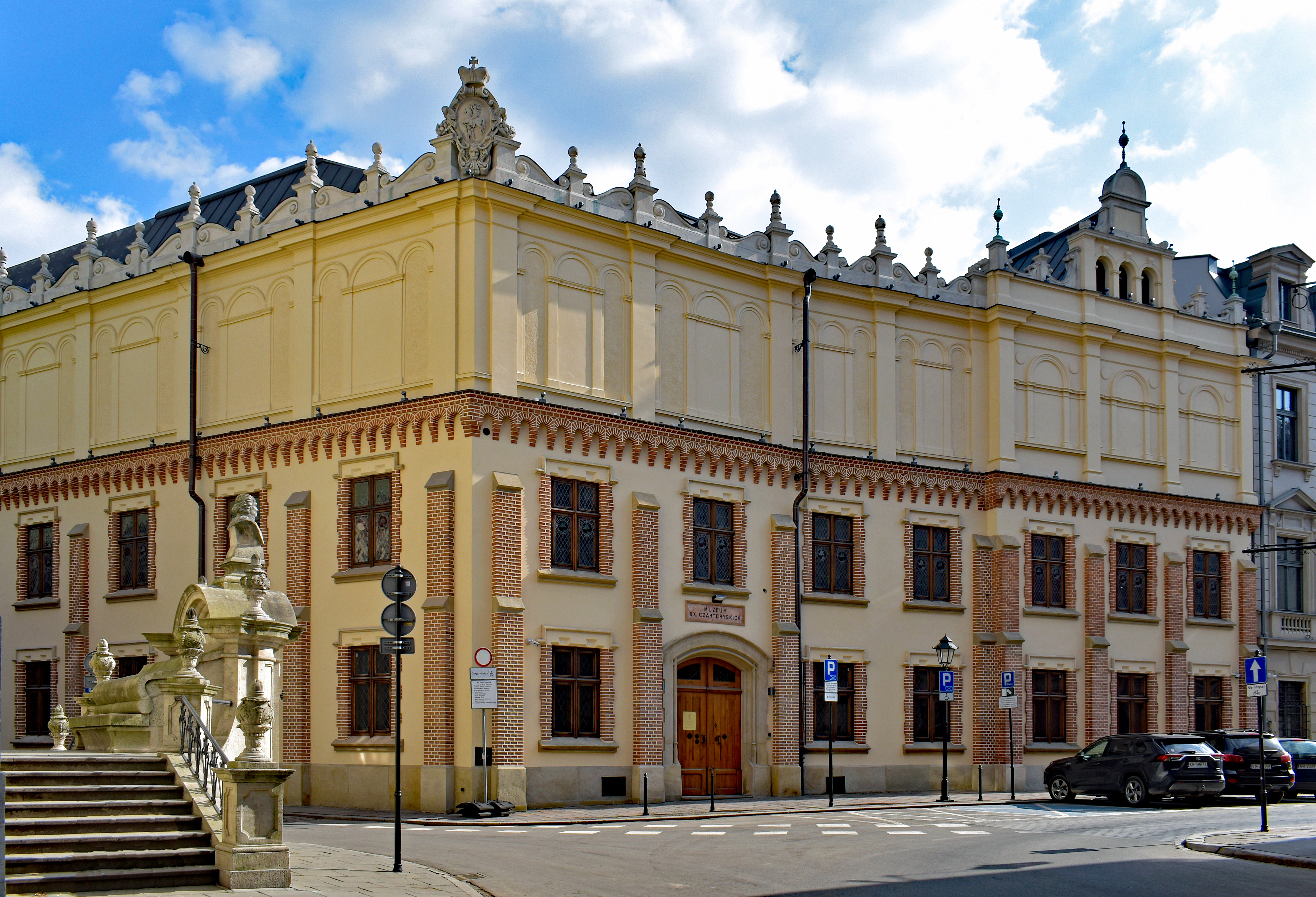
Le musée des princes Czartoryski.

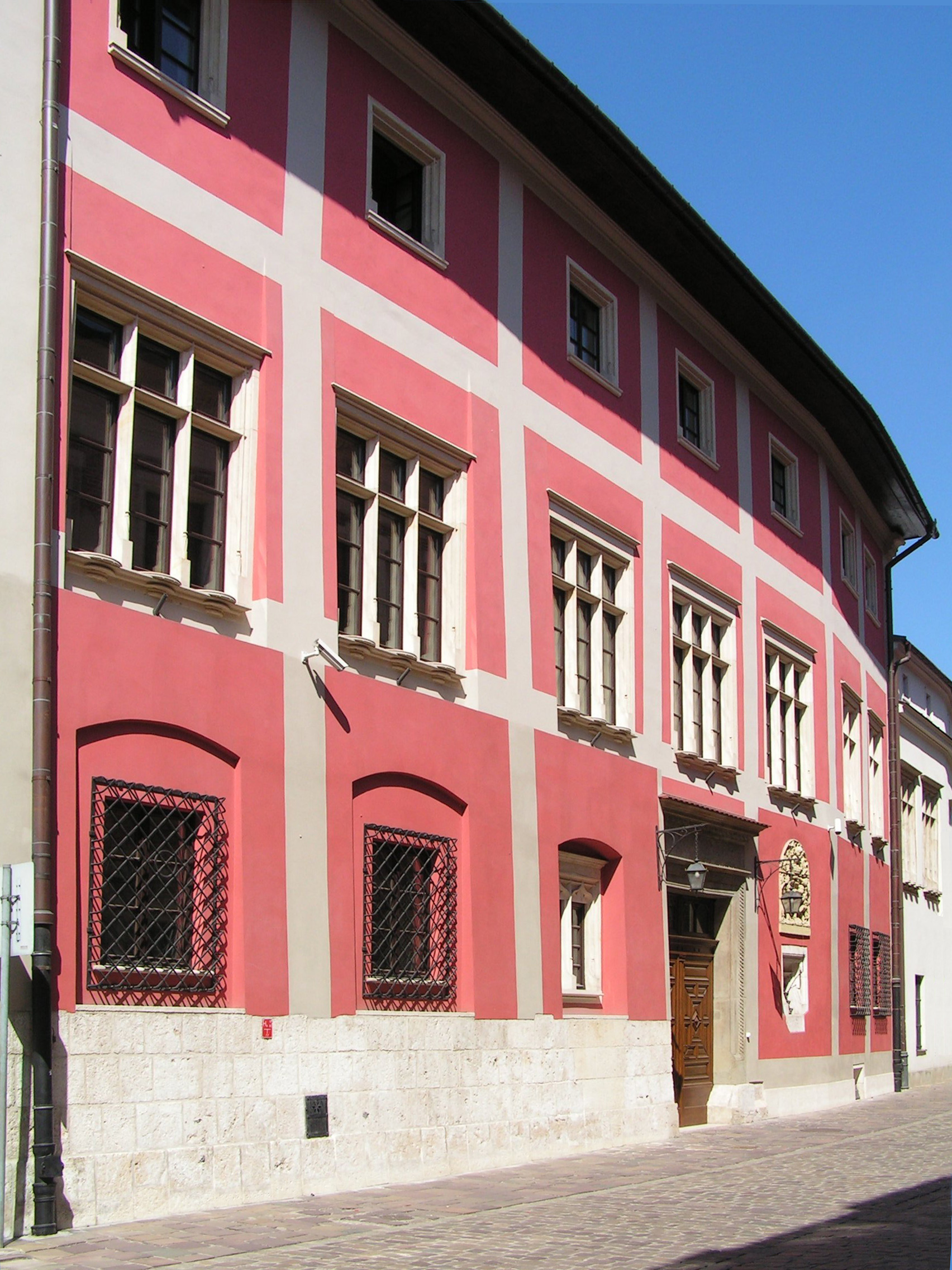
Le palais d'Erazm Ciołek accueille des expositions consacrées à l’art polonais ancien et à l’art orthodoxe.

L'art ancien polonais s'expose principalement dans la Galerie de l'Art polonais du XIXe siècle (en) à Sukiennice et au musée des princes Czartoryski. Ce dernier recèle également de véritables trésors de l'art européen, dont des œuvres de Léonard de Vinci et Rembrandt. Les demeures des artistes Jan Matejko (1838 - 1893) et Józef Mehoffer (1860-1946) consacrent leurs collections à ces deux grands peintres et professeurs de l'Académie des beaux-arts de Cracovie. Cricoteka est un centre de documentation artistique et des archives du théâtre de Tadeusz Kantor. Le musée de Stanisław Wyspiański est actuellement en construction.

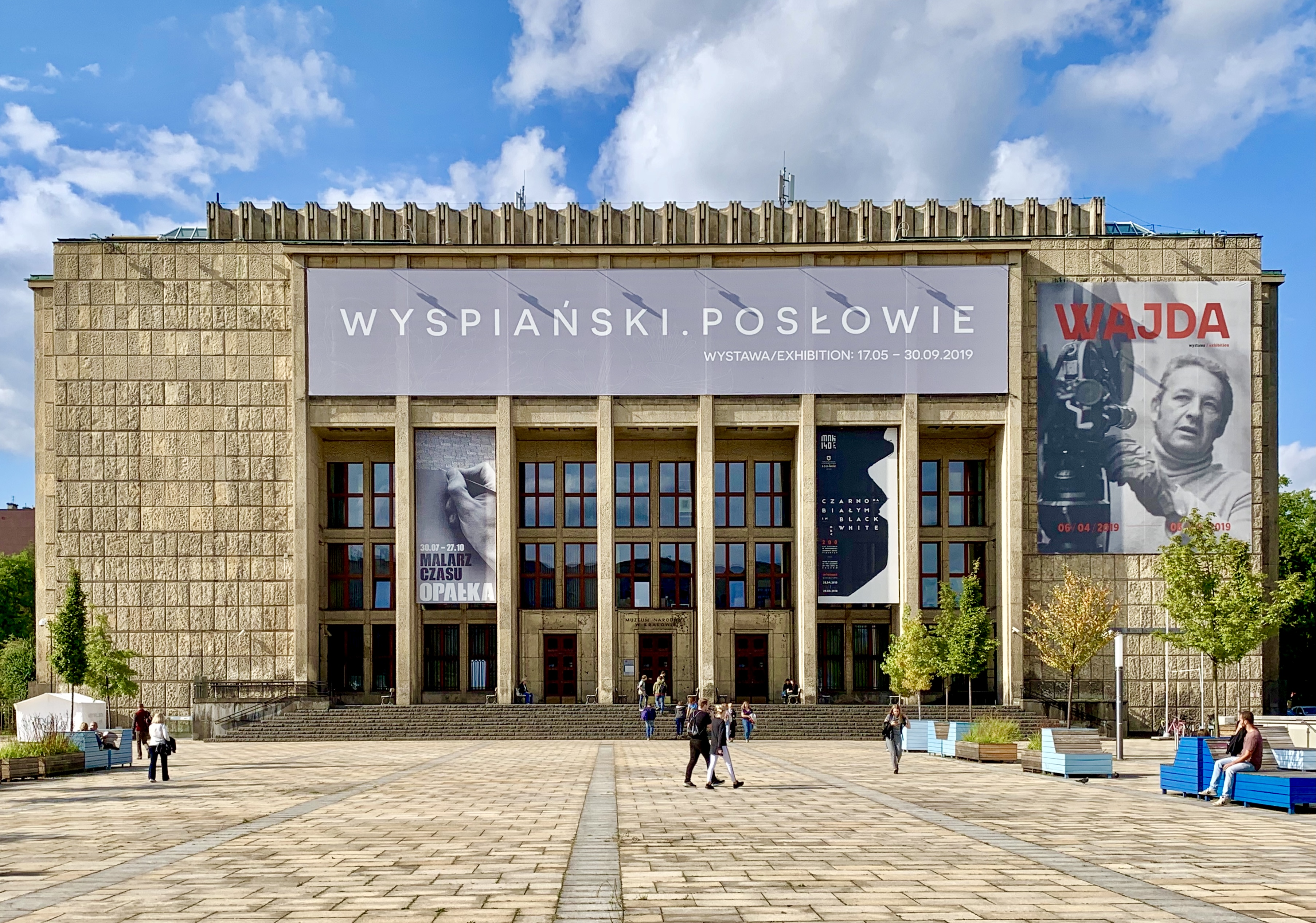
Le musée national de Cracovie.

L'art contemporain est accueilli au bâtiment principal du musée national de Cracovie et au musée d'Art contemporain de Cracovie (MOCAK). Cracovie possède aussi de riches collections d’art de l’Extrême-Orient qui s'exposent au musée d'art et de technique japonaise Manggha (en), créé à l’initiative du réalisateur Andrzej Wajda et de son épouse Krystyna Zachwatowicz. La collection de Feliks Jasieński, surnommé Manggha, offerte par le collectionneur en 1920 au musée national de Cracovie, en constitue une partie importante.
L'art religieux est présenté au musée de l’Archidiocèse qui possède une grande collection de pièces d'art sacré datée entre les XIIIe et XVIIe siècles. Ce musée dévoile également une section spéciale dédiée au cardinal Karol Wojtyła (connu sous le nom de Jean-Paul II), qui a vécu à Cracovie avant d'être nommé Pape.
Le musée Emeryk Hutten-Czapski (en) et son pavillon Józef Czapski sont étroitement liés au personnage du collectionneur, le comte Hutten-Czapski (1828-1896) – bibliophile, collectionneur de gravures, d’œuvres d’art et de souvenirs polonais, mais surtout auteur de la plus précieuse collection numismatique polonaise.
Fondé en 1850, le musée archéologique de Cracovie présente une exposition permanente sur 1 000 ans d'histoire de Cracovie et d'Égypte.

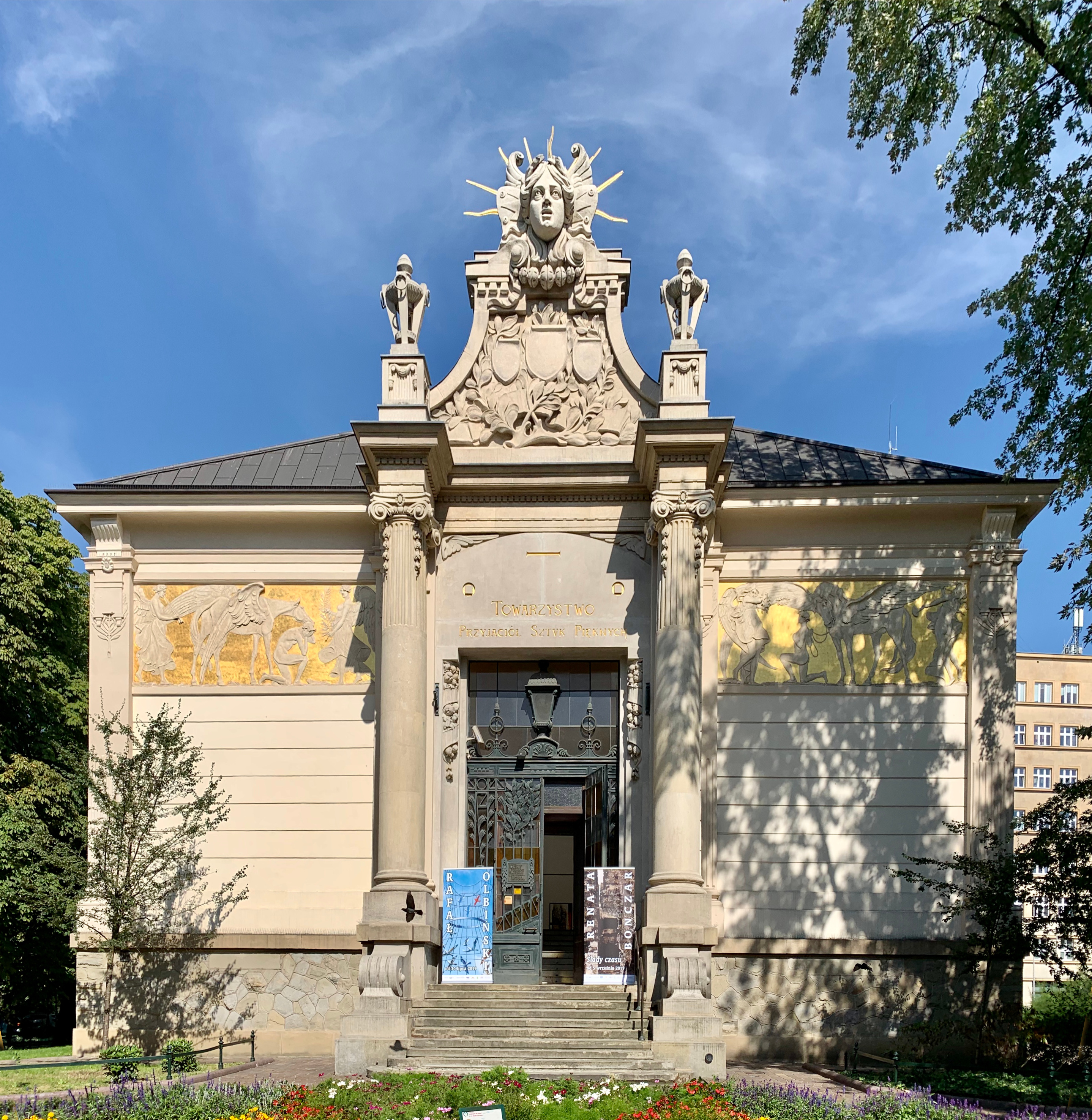
Le Palais de l’art de l’Association des amis des Beaux-Arts.

Parmi d'autres sites d'intérêt, il convient de citer également le musée de l'ingénierie urbaine (pl) et le musée ethnographique de Cracovie, tous deux situés à Kazimierz.
Cracovie possède aussi le musée de l'aviation polonaise, plus grand musée aéronautique de Pologne, et un important musée de la photographie.

### Arts et culture
Chaque année, Cracovie accueille plus de quarante festivals et environ trois mille concerts et spectacles, dont beaucoup ont une portée internationale[réf. souhaitée] :
- Misteria Paschalia, l'un des plus grands festivals européens de musique Renaissance et baroque (en avril)[99] ;
- le festival international du cinéma indépendant « Off Camera » (début mai) ;
- le festival international du film documentaire et du court métrage (fin mai) ;
- le festival de la musique de cinéma (fin mai) ;
- le Festival de la culture juive (fin juin, début juillet) ;
- le festival de jazz d’été ;
- le festival de musique classique, dans des lieux historiques (en août) ;
- Sacrum profanum, festival de musique contemporaine (en septembre)[100] ;
- le festival Genius Loci, à Kazimierz (en octobre) ;
- le concours des crèches de Noël.

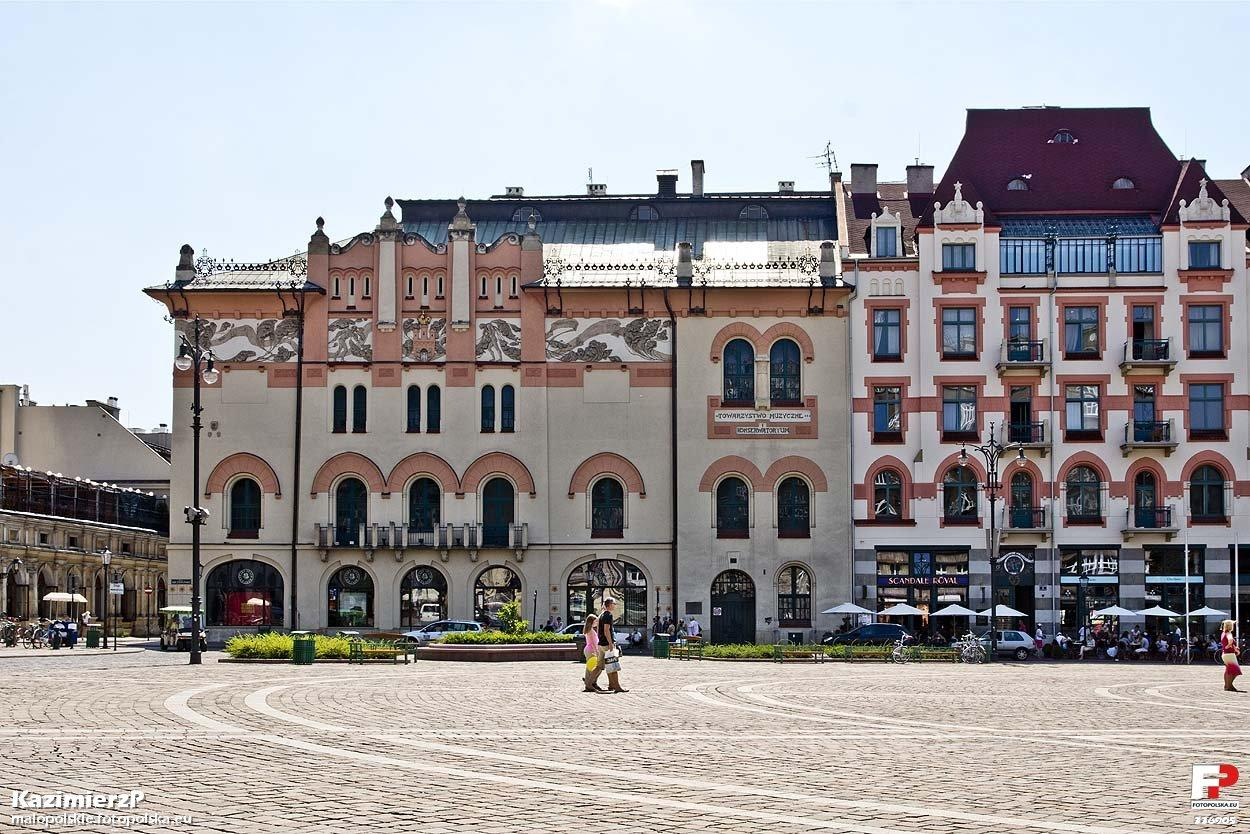
Théâtre Stary.
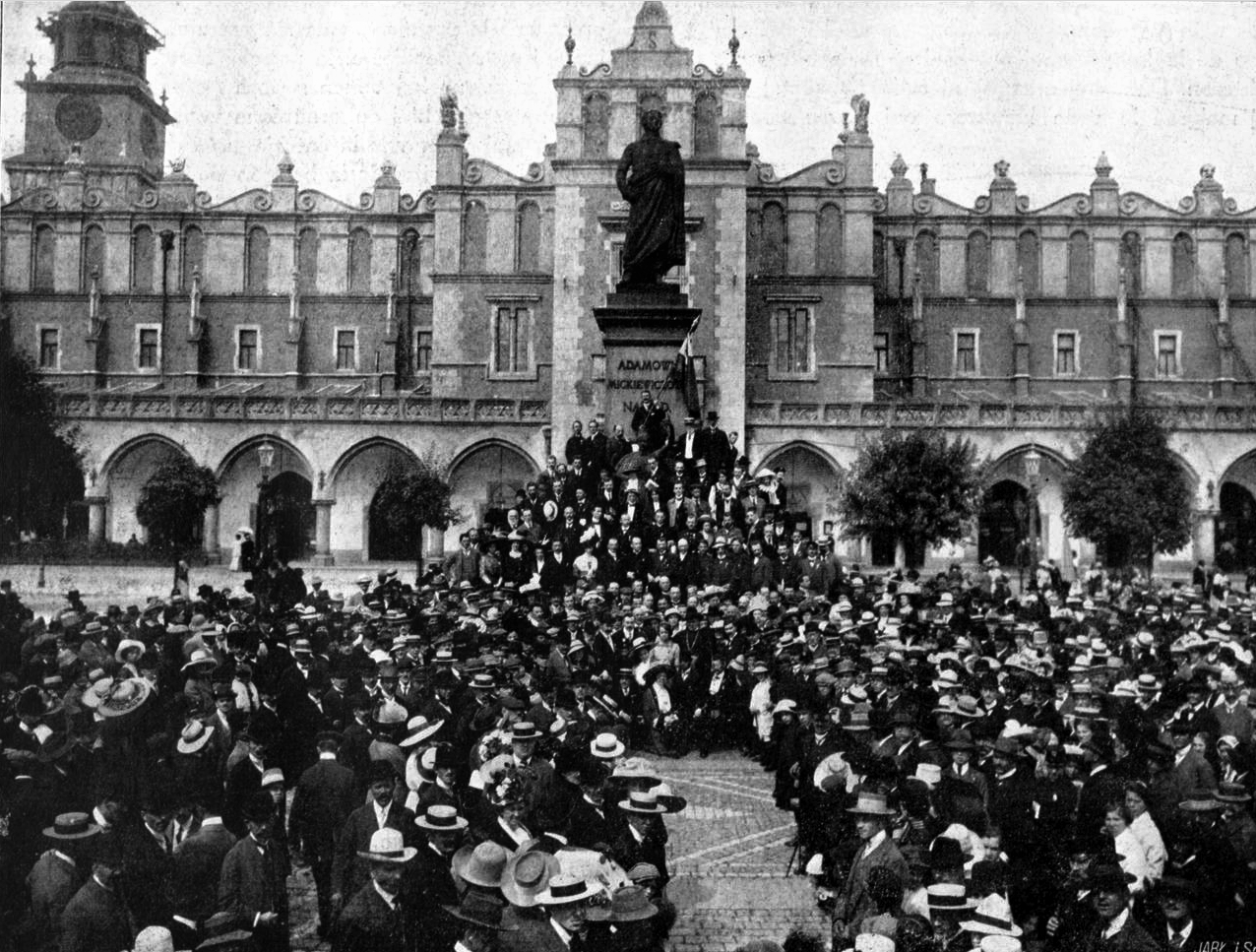
8e congrès mondial d’espéranto, 1912.
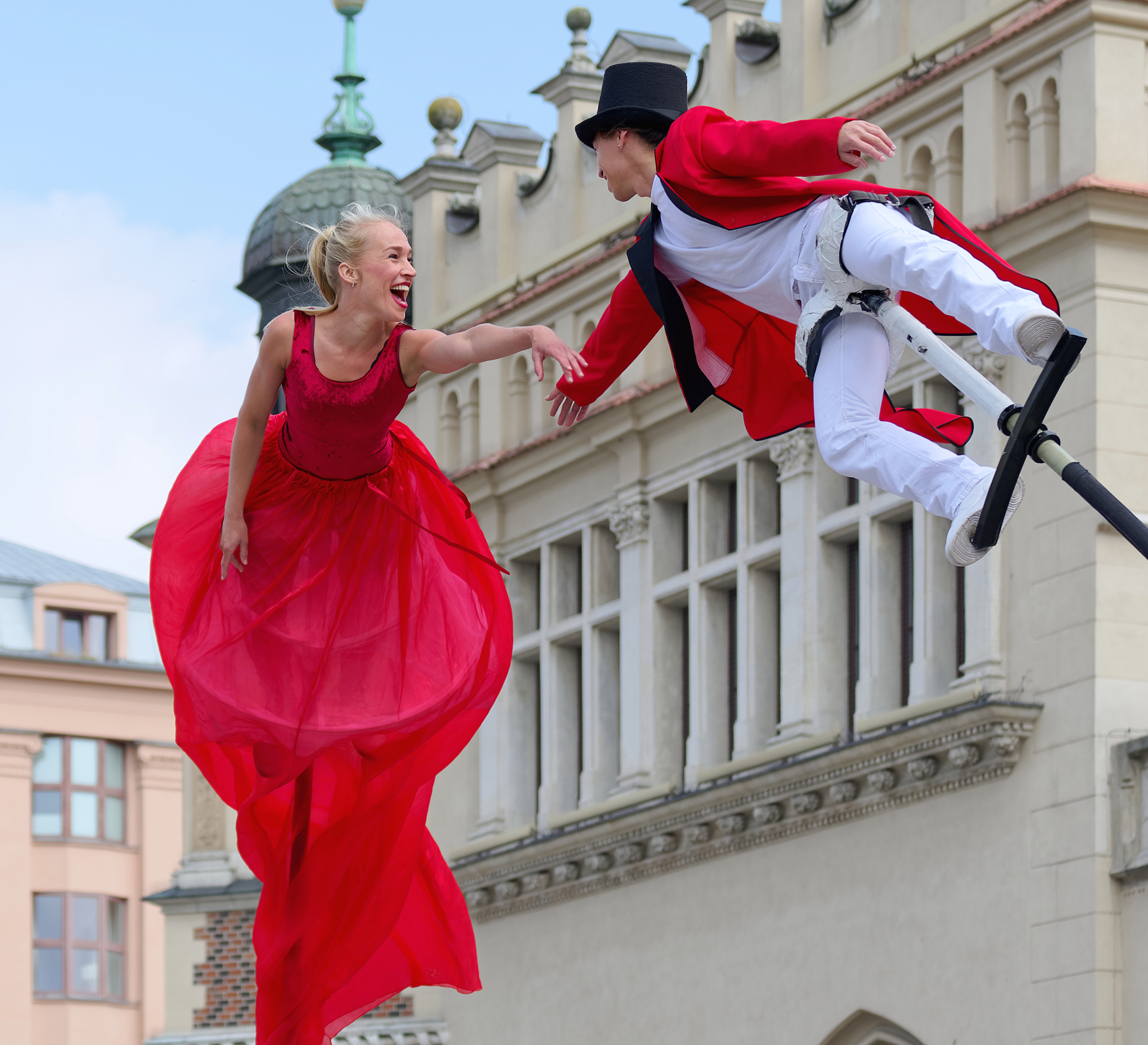
Au Międzynarodowy Festiwal Teatrów Ulicznych Ulica (pl) de Cracovie. Septembre 2021.

Cracovie a accueilli les 8e et 23e congrès mondiaux d’espéranto en 1912 et 1931, rassemblant environ un millier de participants chacun pendant toute une semaine.
La grande tradition culturelle de la ville inspire la créativité des artistes contemporains polonais et nombreux sont ceux qui ont choisi de vivre et de poursuivre leur carrière artistique à Cracovie : Tadeusz Kantor, Nigel Kennedy, Czesław Miłosz, Sławomir Mrożek, Krzysztof Penderecki, Zbigniew Preisner, Wisława Szymborska
Cracovie compte de nombreux théâtres parmi lesquels le Théâtre Stary (Vieux Théâtre), le théâtre de Juliusz Słowacki, l'Opéra de Cracovie (en), l'Opérette de Cracovie et le Théâtre Bagatela, le théâtre Groteska, la Philharmonie de Cracovie.

### Parcs et réserves naturelles

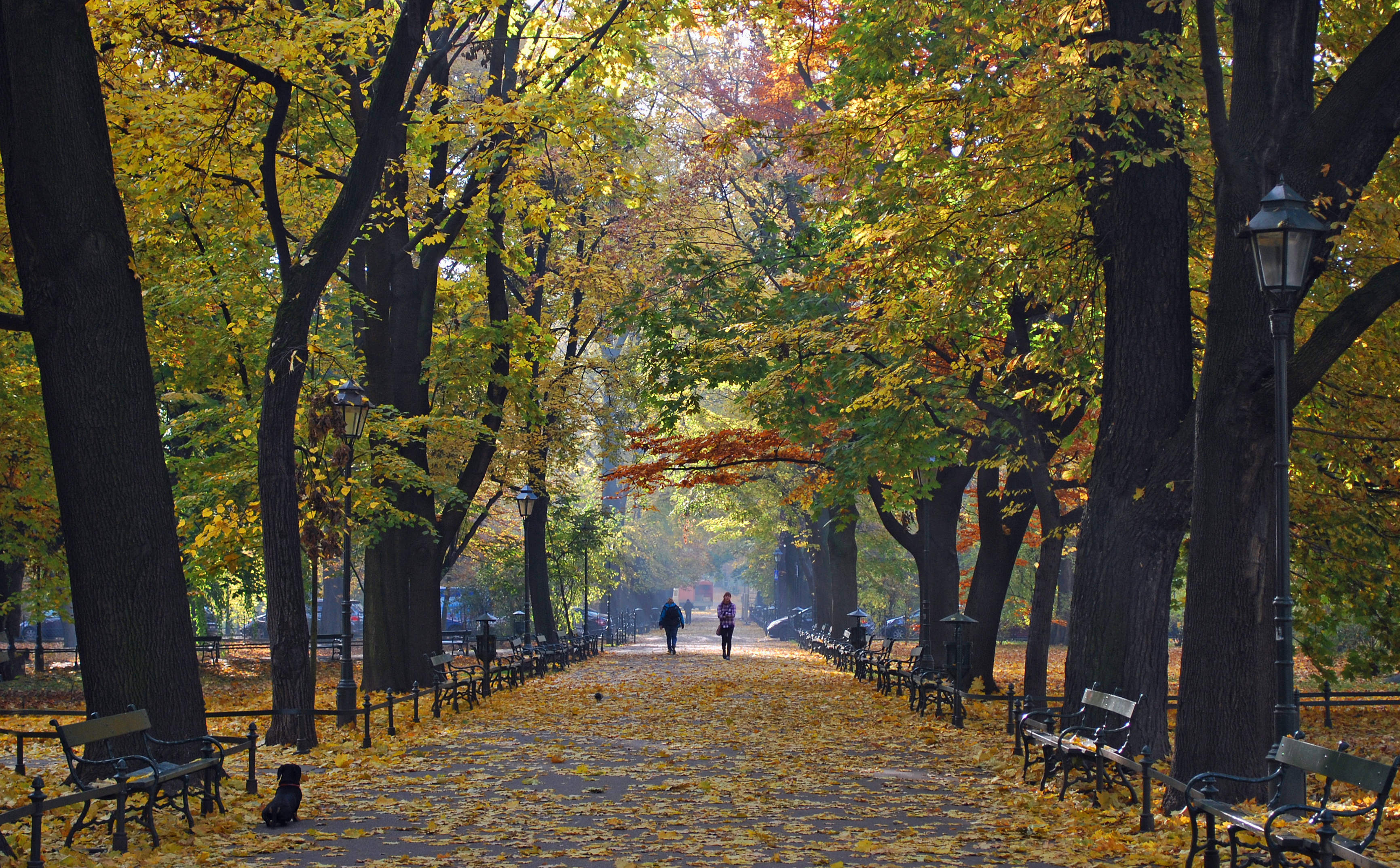
Le parc Planty.

Les parcs et les espaces verts de Cracovie couvrent une superficie de 318,5 hectares. La ville possède cinq réserves naturelles protégées (48,6 hectares) et environ quarante parcs. Le plus populaire, le parc Planty, créé au début du XIXe siècle sur l’emplacement des anciennes fortifications médiévales, forme une ceinture verte autour de la vieille ville. Divisé en huit jardins aménagés autour de statues commémorant artistes, personnes de mérite et héros littéraires polonais, le parc s'étend sur quatre kilomètres de longueur et une surface de 21 hectares, ce qui en fait le plus grand jardin municipal de Cracovie.
L'un des plus anciens parcs de Cracovie est le parc de Decjusz. Dessiné au XVIe siècle par des architectes italiens au service du roi Zygmunt I, il agrémentait jadis les terrains de la résidence d'été du secrétaire du roi Juste Louis Decius. Il est toujours renommé pour la beauté de ses vieux arbres.

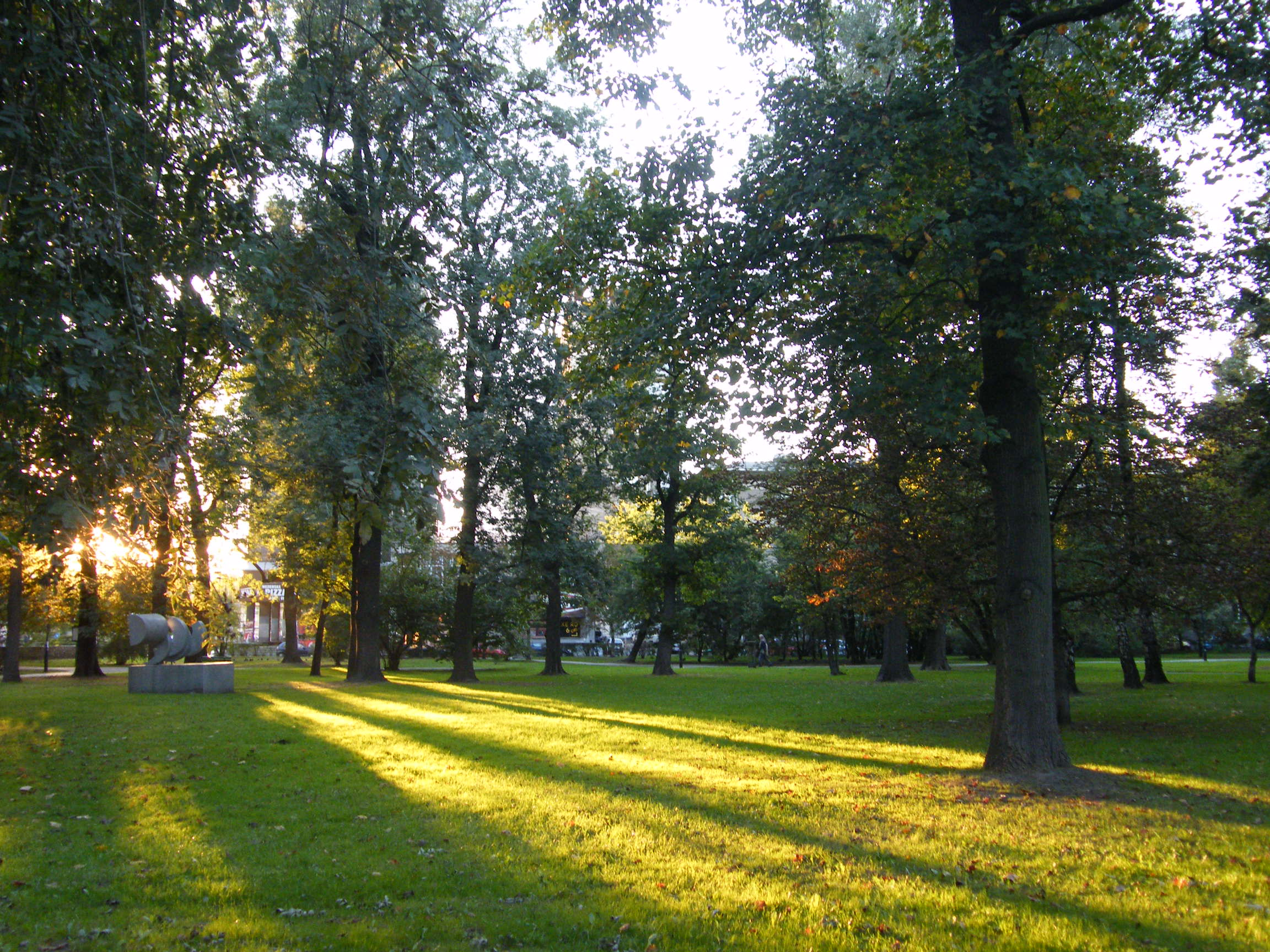
Parc Krakowski.

Le parc Krakowski (en), créé en 1885 sur d'anciens terrains militaires à l’initiative du conseiller municipal Stanisław Rehman (en), s’inspirait des jardins de Vienne. S'y trouvaient des cafés, un pavillon pour les concerts, un théâtre d’été, un bassin et même une ménagerie. Avant la Première Guerre mondiale, le parc accueillait aussi une patinoire très chic, la plus chère de la ville. Un orchestre militaire y agrémentait les ébats des patineurs. C'était, à la fin du XIXe siècle, le point de rendez-vous principal des Cracoviens.
Conçu en 1889 par le docteur Henryk Jordan, pionnier de l'éducation physique en Pologne, le parc aux bords de la Rudawa qui porte aujourd'hui son nom, a été réalisé à l'anglaise : tracé irrégulier des allées, plates-bandes, grandes pelouses, petit étang. Il a également été équipé d'ateliers de course et d'exercice physique, d'une place de jeu, d'une piscine, d'un amphithéâtre et d'activités sur l'eau. Il était le premier parc public de ce type en Europe. Au début du XXIe siècle, il y a toujours de grands terrains de jeu, de sport, des voies cyclables et une rampe pour les amateurs de patinage à roulettes.

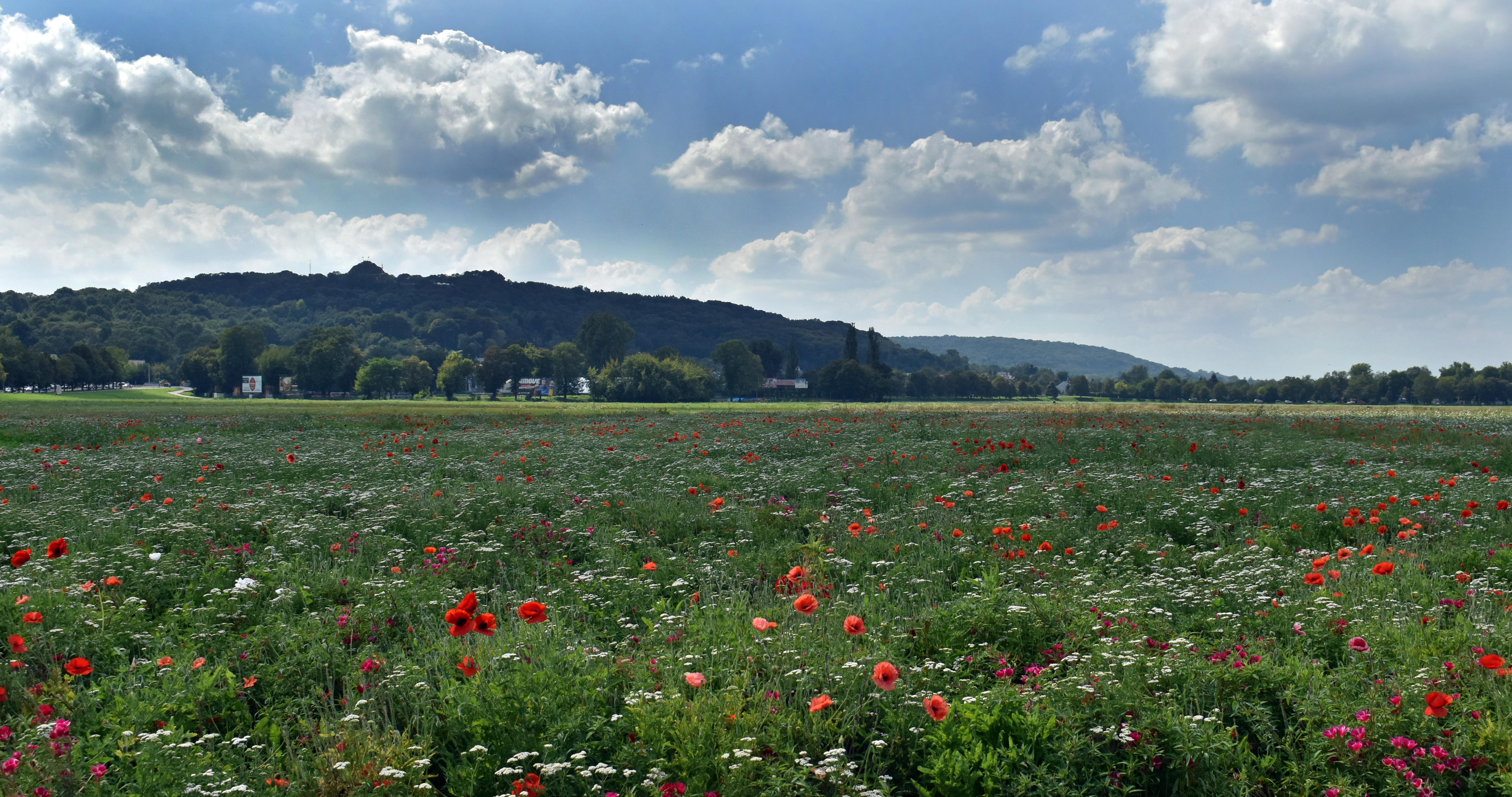
Le champ Błonia.

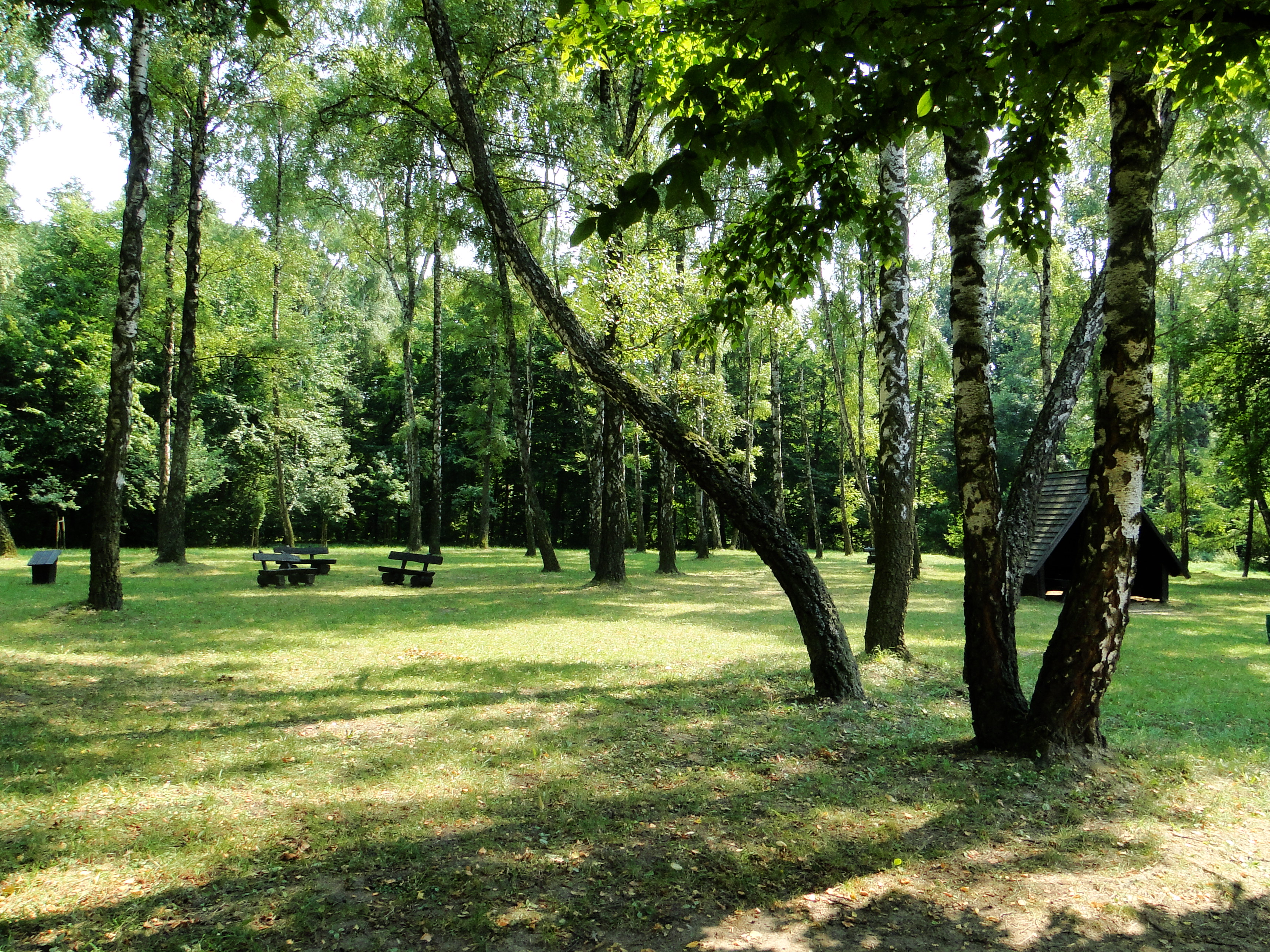
La forêt Wolski.

Ouvert en 1783, le jardin botanique de l'université Jagellonne est le plus ancien du pays et abrite aujourd'hui le Musée botanique de Cracovie.
Jusqu’en 1965, le champ Błonia servait essentiellement de pâturage. Aujourd'hui, cette prairie de 48 hectares juste à quelques pas de la place du Marché est un lieu de balade, de fêtes populaires et de concerts.
Le plus grand parc forestier de Cracovie est la forêt Wolski (pl), qui se trouve dans la partie ouest de la ville. Ses 422 ha englobent la colline de Sowiniec avec le tertre de Piłsudski, l’église baroque des Camaldules sur le mont d’Argent, le jardin zoologique, créé en 1929, et les réserves naturelles de Skałki Bielańskie et Przegorzalskie, ainsi que des Panieńskie Skały. On y a tracé huit itinéraires de promenade (d’une longueur totale de 35 km), un itinéraire à vélos, un itinéraire équestre et un itinéraire de ski de fond.

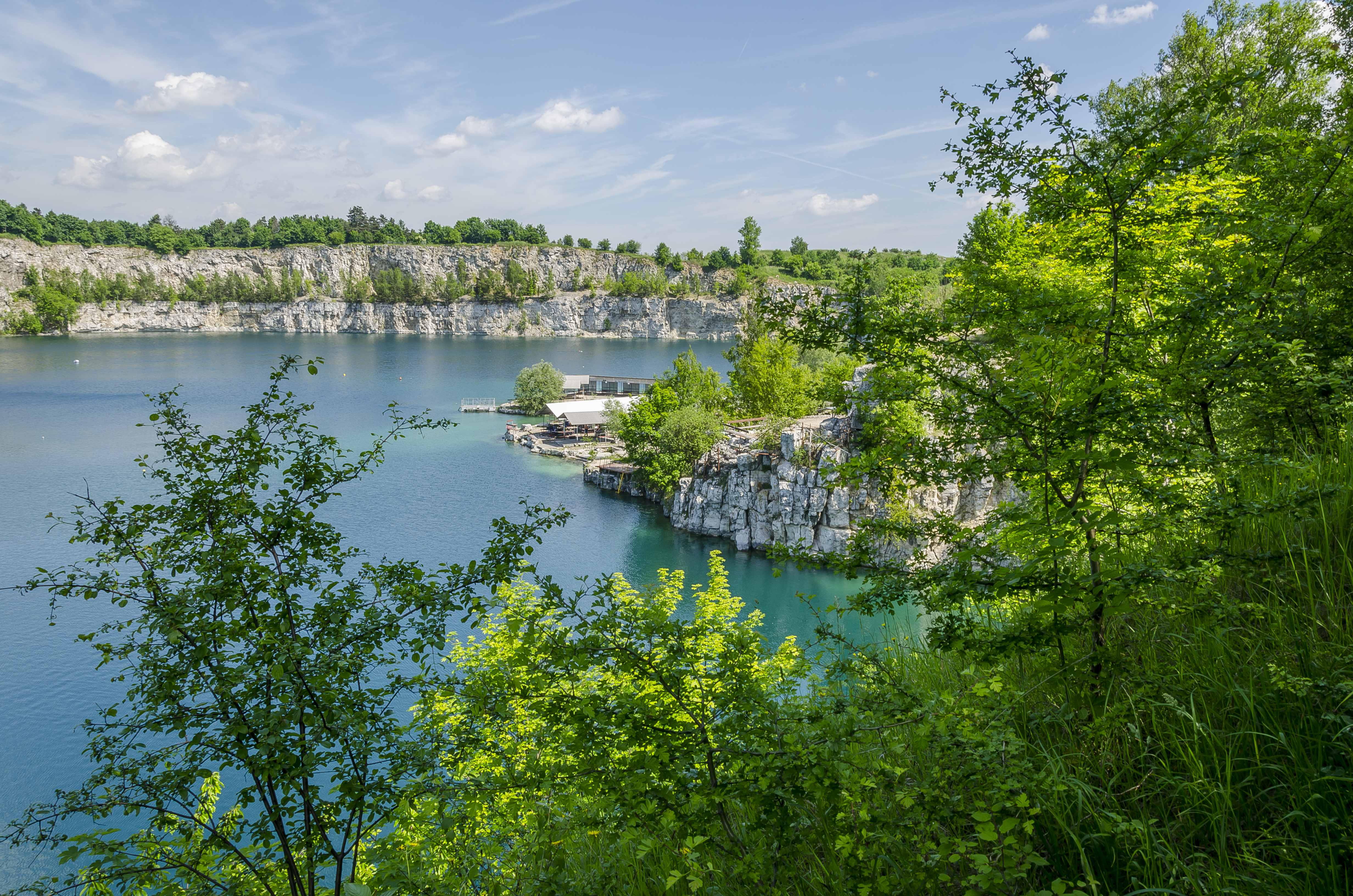
Le lac Zakrzówek.

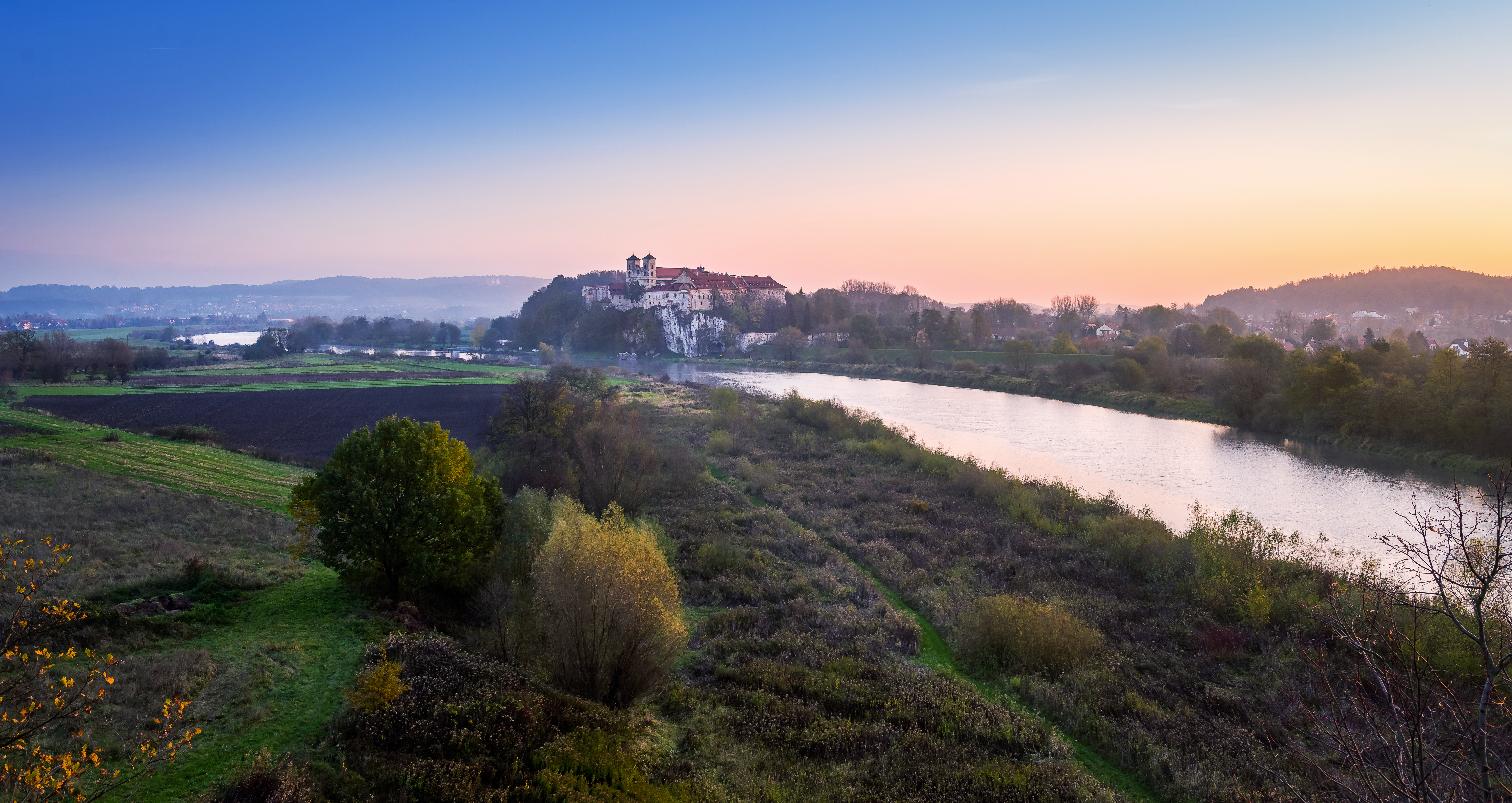
Le parc Tyniec-Bielany, au loin l'Abbaye de Tyniec.

Les quais de la Vistule, le tertre de Kościuszko, le tumulus de Krakus, le tumulus de Wanda ou la colline de Krzemionki sont d'autres espaces verts et des endroits de promenade et de repos très fréquentés par les habitants de Cracovie et les touristes.
Le lac artificiel de Zakrzówek est un des plus beaux endroits de plongée de Pologne. À l'ouest de la ville s'étire le parc paysager qui tire son nom de deux anciens villages, tous deux maintenant situés dans la ville de Cracovie : Tyniec et Bielany.

## Gouvernance de la ville

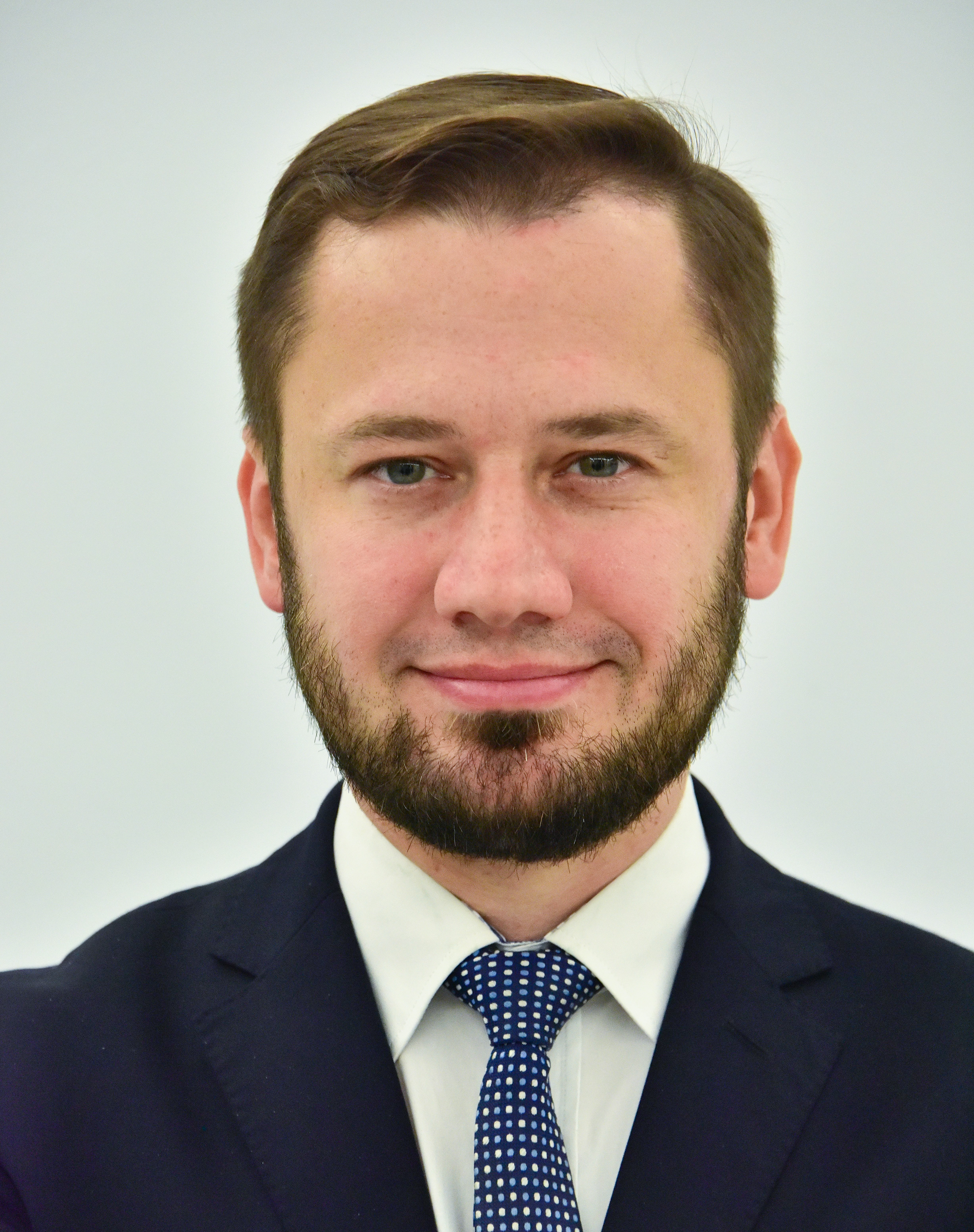
Aleksander Miszalski, président (maire) de Cracovie.

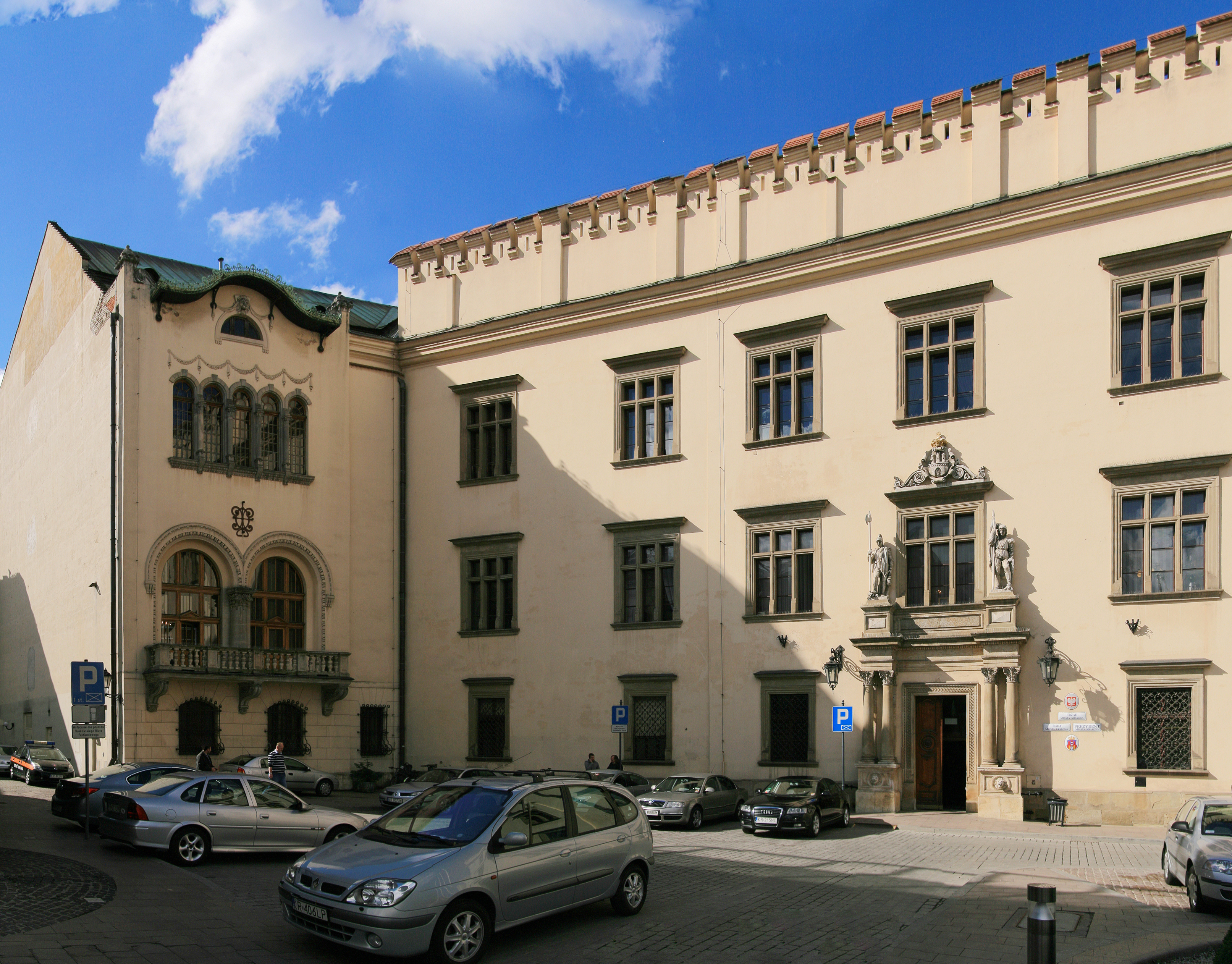
Le palais Wielopolski, bureau du maire de Cracovie et siège du conseil municipal.

Cracovie est l'un des centres urbains les plus importants du pays. Elle est chef-lieu de la voïvodie de Petite-Pologne et constitue la Métropole de Cracovie.
Le chef de l'exécutif de la municipalité de Cracovie, le maire de la ville (en polonais Prezydent Miasta), est élu pour quatre ans au suffrage universel direct. Il dirige la ville sous le contrôle du conseil municipal et des services de la municipalité. Le conseil municipal de Cracovie, qui a le pouvoir délibératif, compte 43 députés, élus en même temps que le maire de la ville.
Jacek Majchrowski (divers gauche), professeur de droit, est élu maire de Cracovie en 2002 et réélu en 2006, 2010, 2014 et 2018. Il est également président (prezes zarządu) de la « Métropole de Cracovie » (Metropolia Kraków), constituée en 2014.
En avril 2024, Alexander Miszalski est élu maire de la ville avec 51.04 % des voix.

### Division administrative
| Nom et numéro du quartier    | Population | Superficie (km2) |
| ---------------------------- | ---------- | ---------------- |
| Stare Miasto (I)             | 31 359     | 5,59             |
| Grzegórzki (II)              | 29 474     | 5,86             |
| Prądnik Czerwony (III)       | 46 621     | 6,38             |
| Prądnik Biały (IV)           | 70 647     | 23,70            |
| Krowodrza (V)                | 30 223     | 5,38             |
| Bronowice (VI)               | 22 428     | 9,57             |
| Zwierzyniec (VII)            | 20 392     | 28,66            |
| Dębniki (VIII)               | 61 637     | 46,71            |
| Łagiewniki (IX)              | 15 259     | 5,73             |
| Swoszowice (X)               | 27 493     | 24,16            |
| Podgórze Duchackie (XI)      | 53 747     | 10,65            |
| Bieżanów-Prokocim (XII)      | 62 830     | 18,46            |
| Podgórze (XIII)              | 36 885     | 25,16            |
| Czyżyny (XIV)                | 29 635     | 12,29            |
| Mistrzejowice (XV)           | 52 011     | 5,47             |
| Bieńczyce (XVI)              | 41 112     | 3,69             |
| Wzgórza Krzesławickie (XVII) | 20 205     | 23,75            |
| Nowa Huta (XVIII)            | 51 234     | 65,52            |
| Total                        | 705 000    |                  |

Les quartiers de Cracovie.

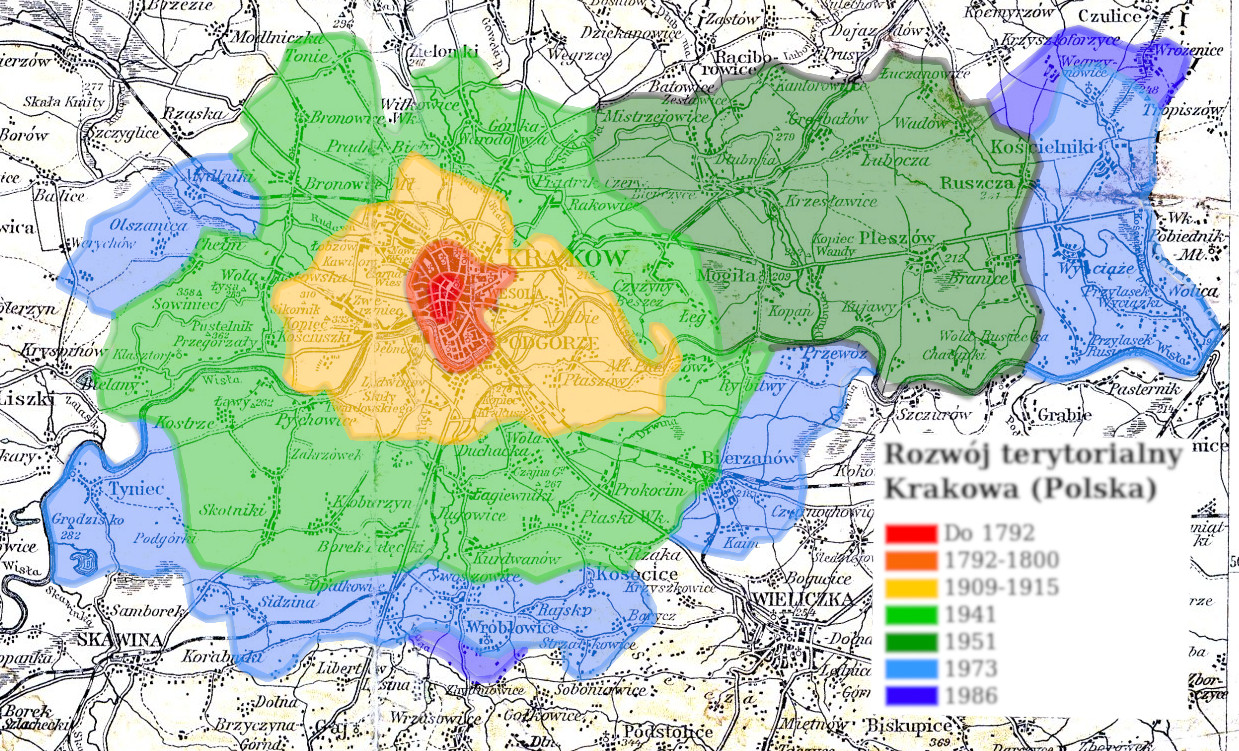
Développement territorial de Cracovie au XIXe siècle.

La ville est divisée en dix-huit quartiers (arrondissements)
Cette division administrative date du 27 mars 1991 et n'a pas subi de modification substantielle depuis. Les quartiers les plus anciens de Cracovie font partie de la ville depuis le Moyen Âge. Les villes de Kleparz et Kazimierz ont été rattachées à la ville de Cracovie à la fin du XVIIIe siècle. La ville de Podgórze, qui s'était développée au sud de la ville, de l'autre côté de la Vistule, a été intégrée en 1915. La cité ouvrière « modèle » de Nowa Huta, construite après la Seconde Guerre mondiale à l'est de la ville, a été rattachée à Cracovie en 1951.

## Éducation
Cracovie est le deuxième centre universitaire de Pologne, après Varsovie. Elle possède vingt-trois universités dont dix sont publiques où étudient 180 000 étudiants. L’université Jagellonne, l’un des fleurons de ce pôle intellectuel polonais, emploie à elle seule plus de 540 professeurs titulaires, 730 docteurs habilités, 2 600 cadres-enseignants et forme environ 50 000 étudiants et doctorants.

### Enseignement supérieur
Cracovie est un centre de formation important. Elle compte plus de dix établissements d'enseignement supérieur et de recherche regroupant 10 000 enseignants-chercheurs et chercheurs et 170 000 étudiants :
- Université Jagellonne
- Université d'économie
- Université de pédagogie
- École polytechnique
- École des mines et de la métallurgie
- Académie des beaux-arts
- Académie des arts du théâtre Stanisław-Wyspiański (ex=École nationale supérieure de théâtre Ludwik-Solski)
- Académie de musique (conservatoire)
- Université d'agriculture
- Université pontificale Jean-Paul II
- Académie Ignatianum, université jésuite
- École supérieure européenne Józef Tischner (privée)
- Académie Andrzej-Frycz-Modrzewski (privée)

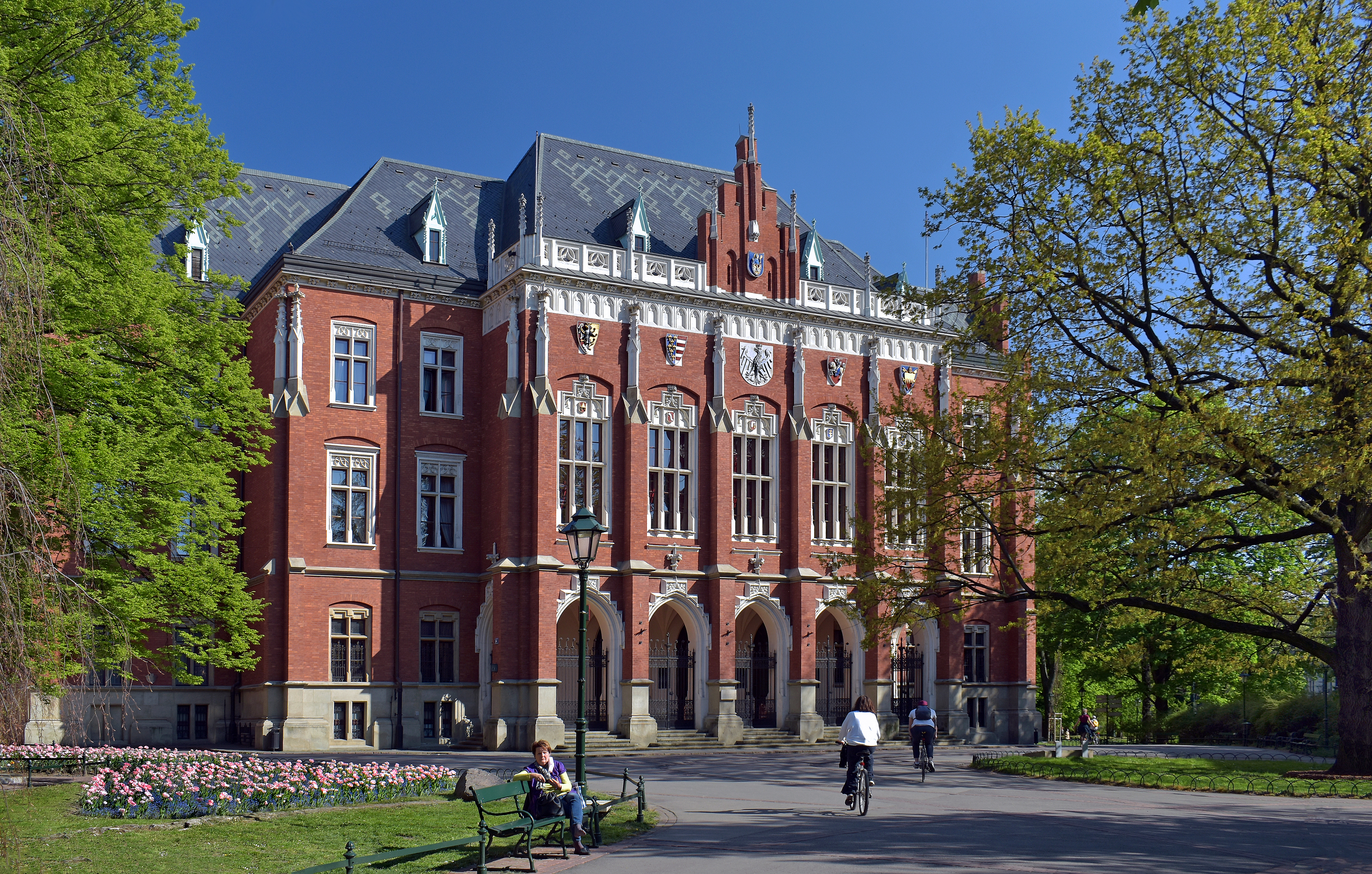
Université Jagellonne, Collegium Novum.
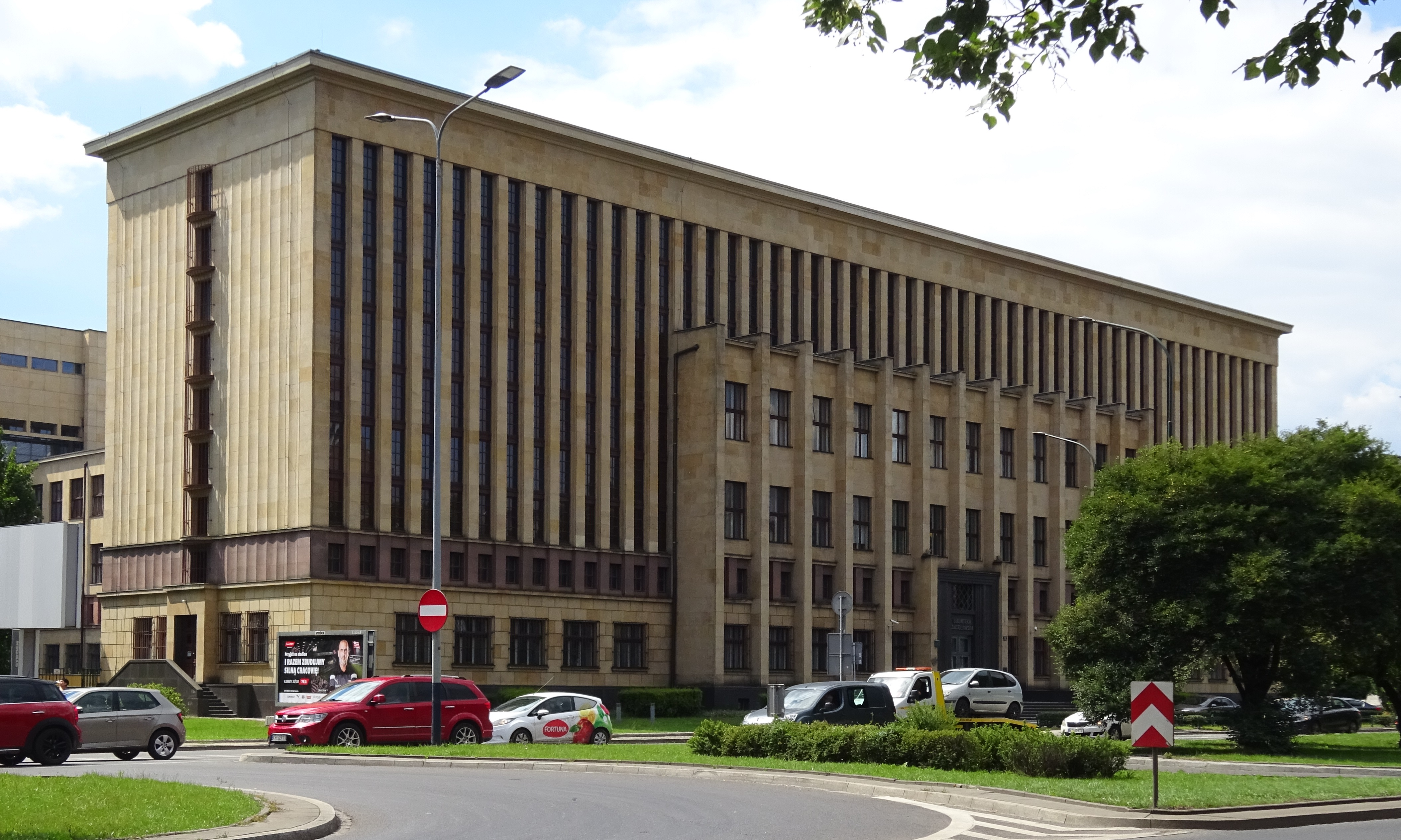
Université Jagellonne, Bibliothèque Jagellonne.
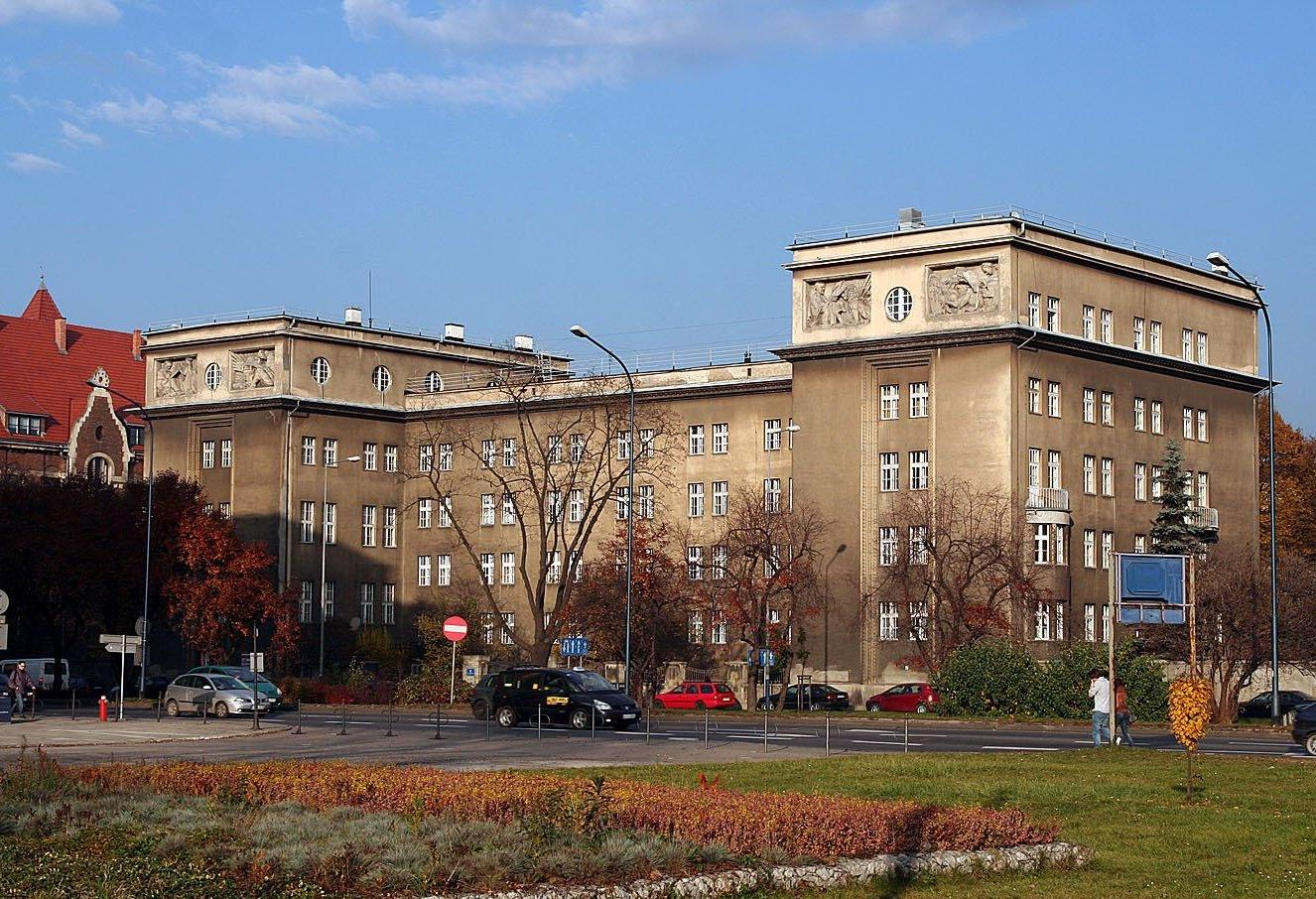
Université Jagellonne, Institut de Psychologie.
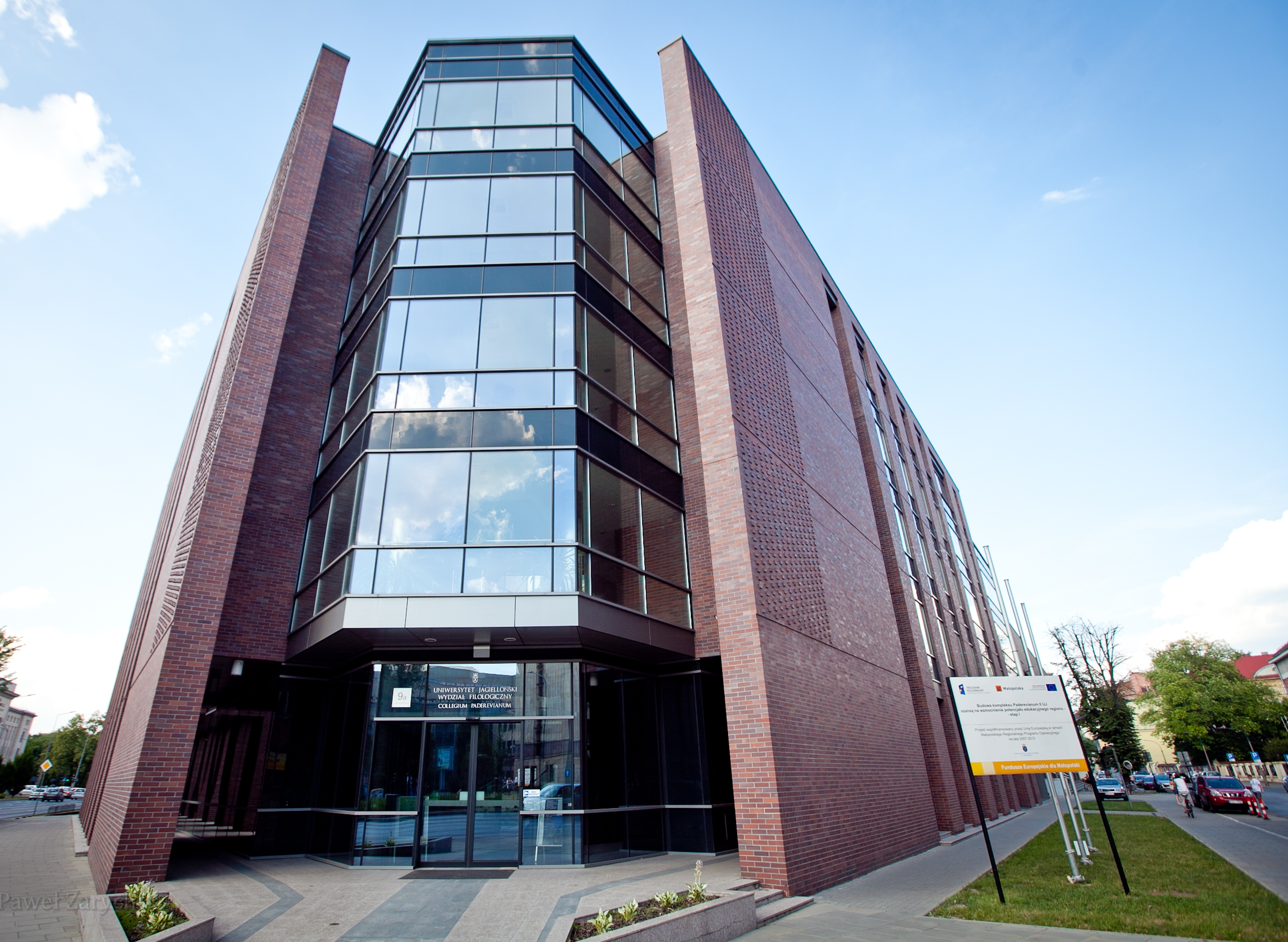
Université Jagellonne, Collegium Paderevianum.
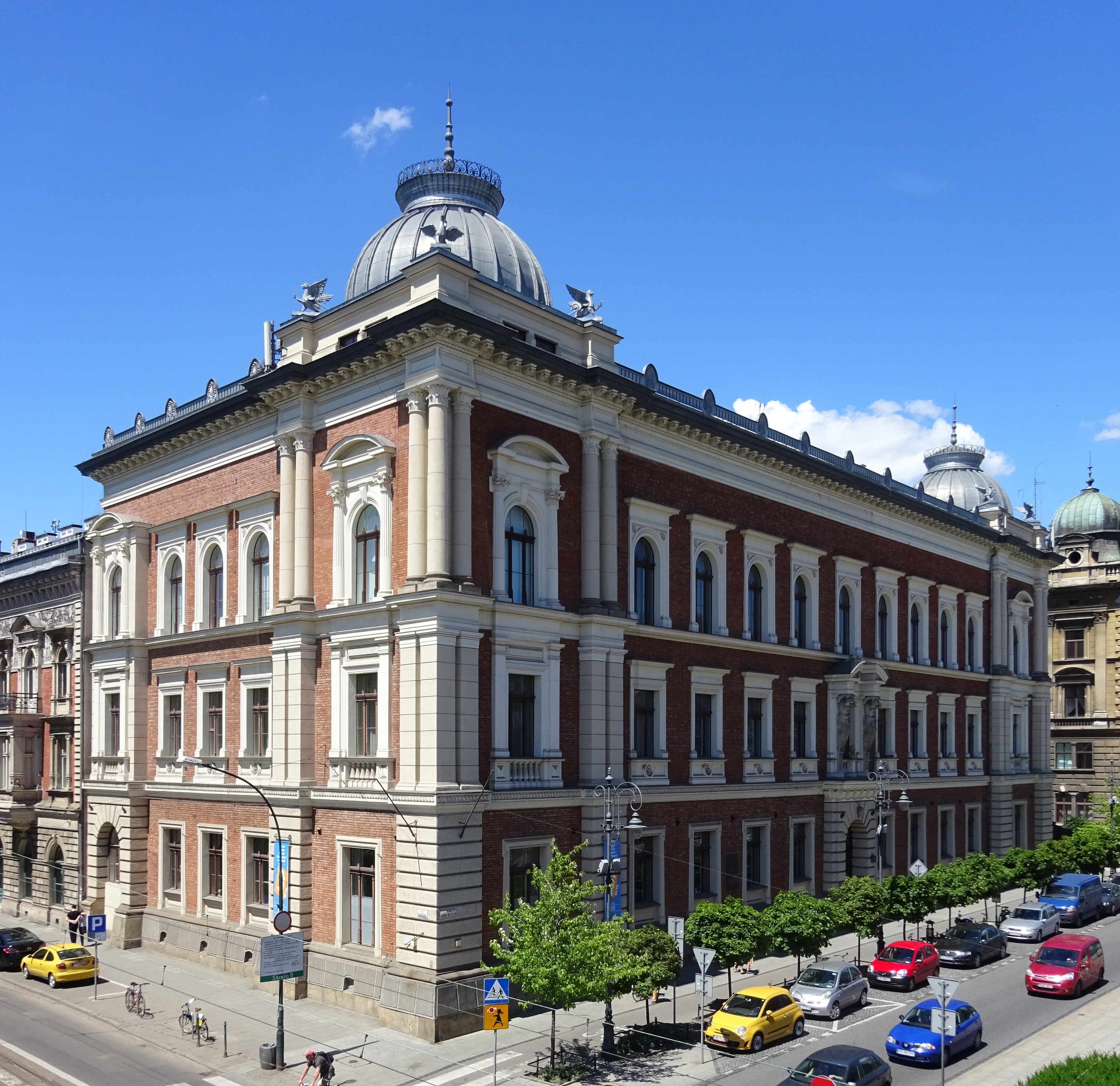
Académie des Beaux Arts.
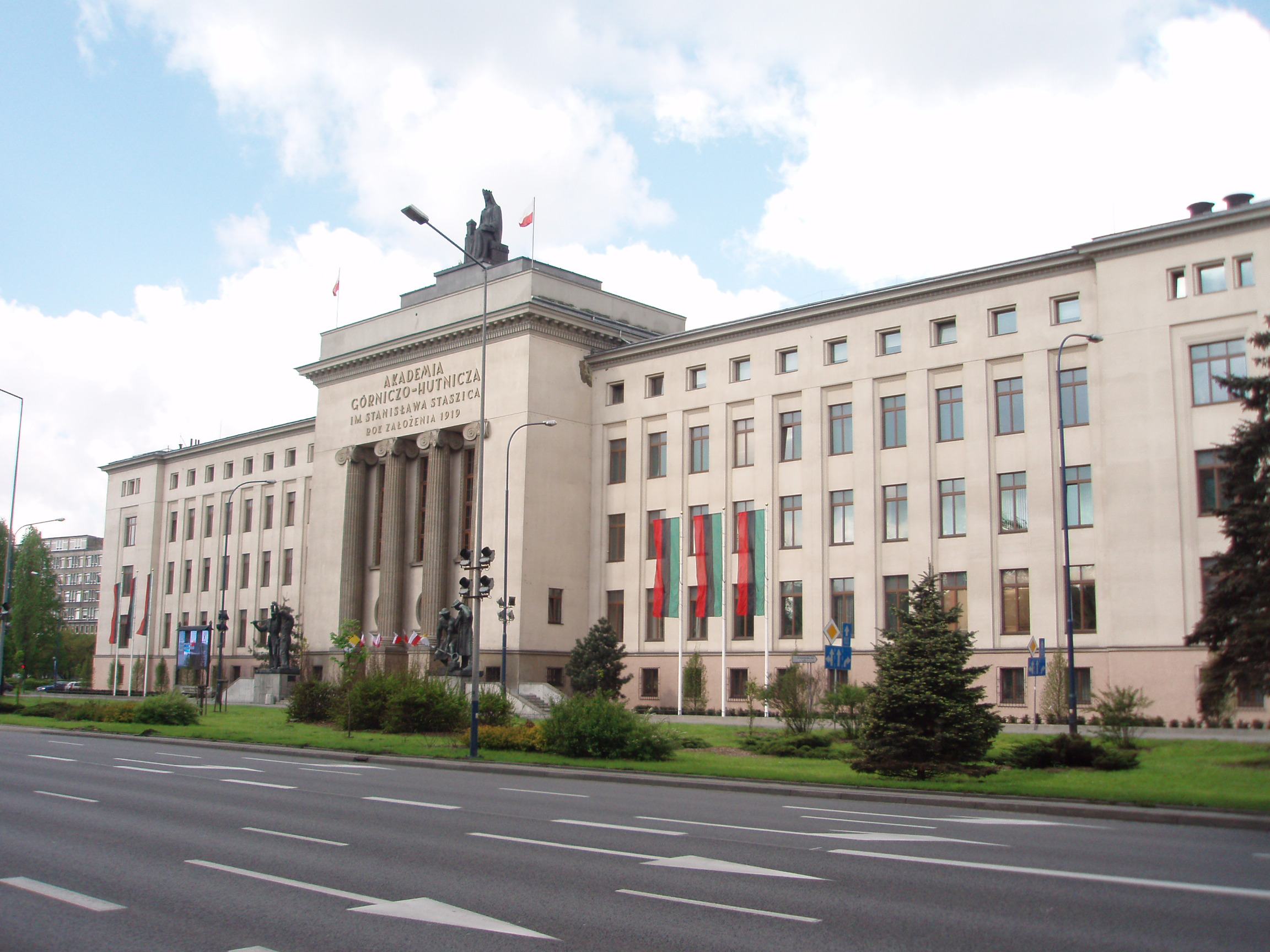
École des mines et de la métallurgie.
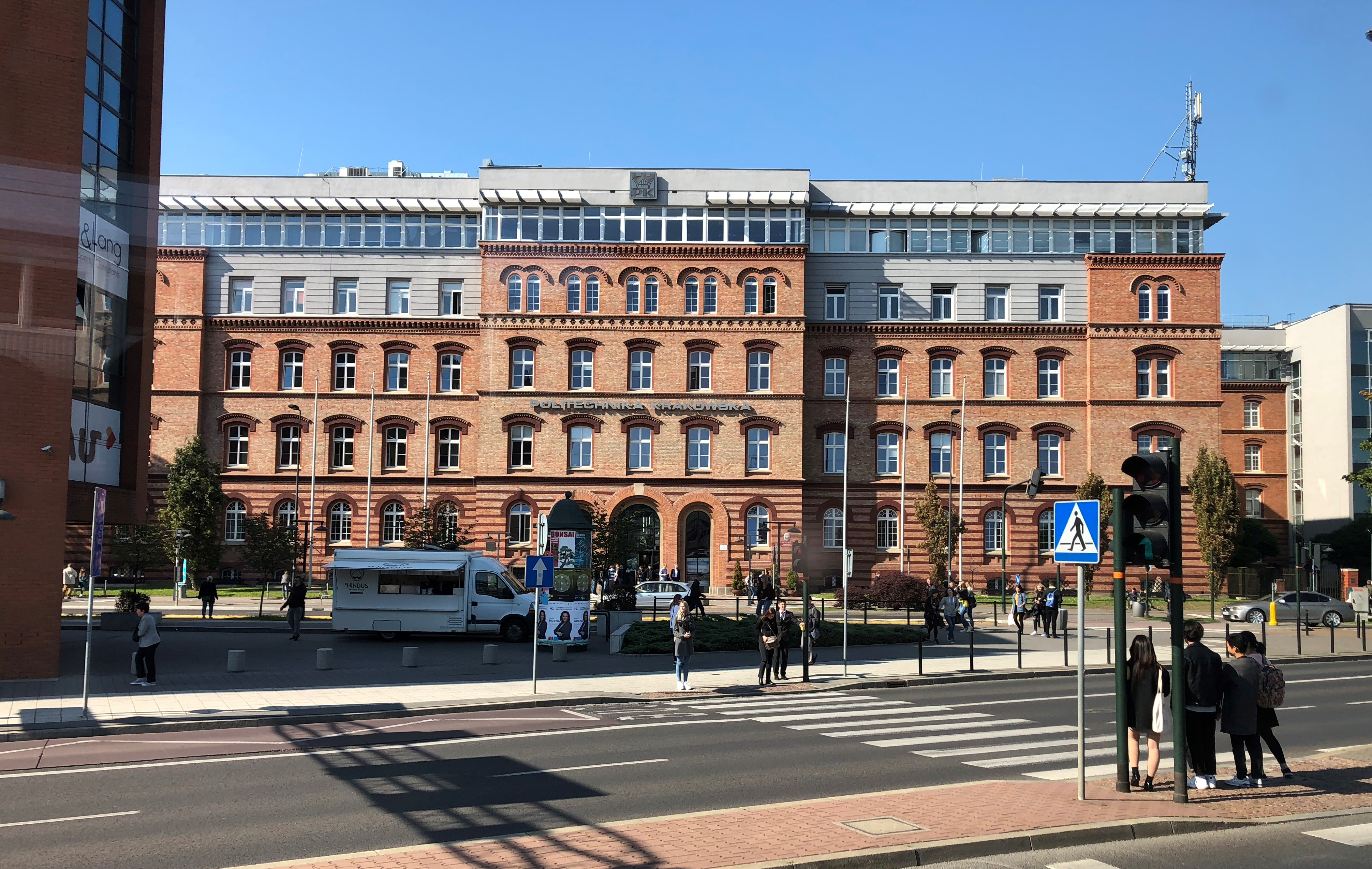
École polytechnique de Cracovie.
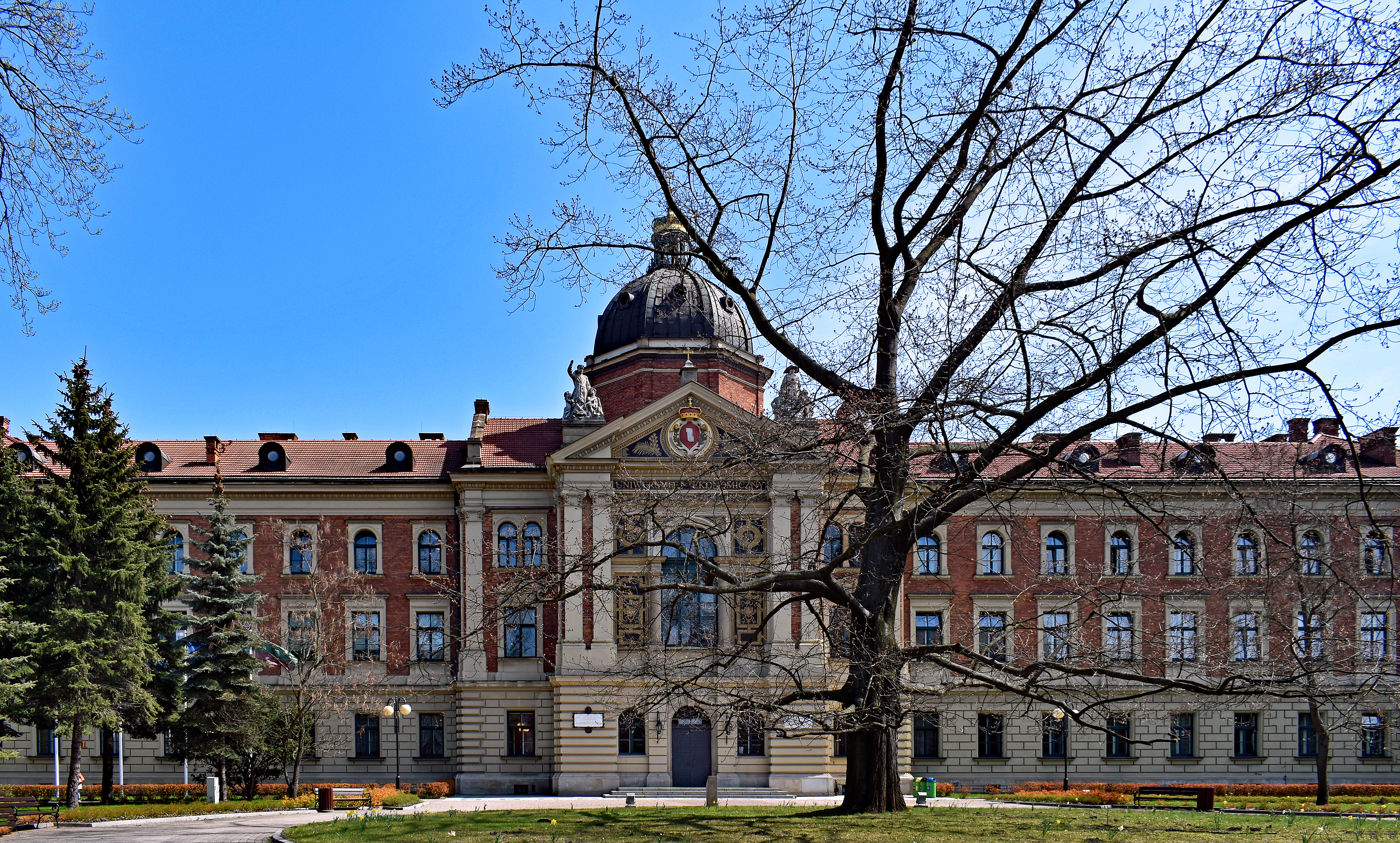
Université d'économie de Cracovie.
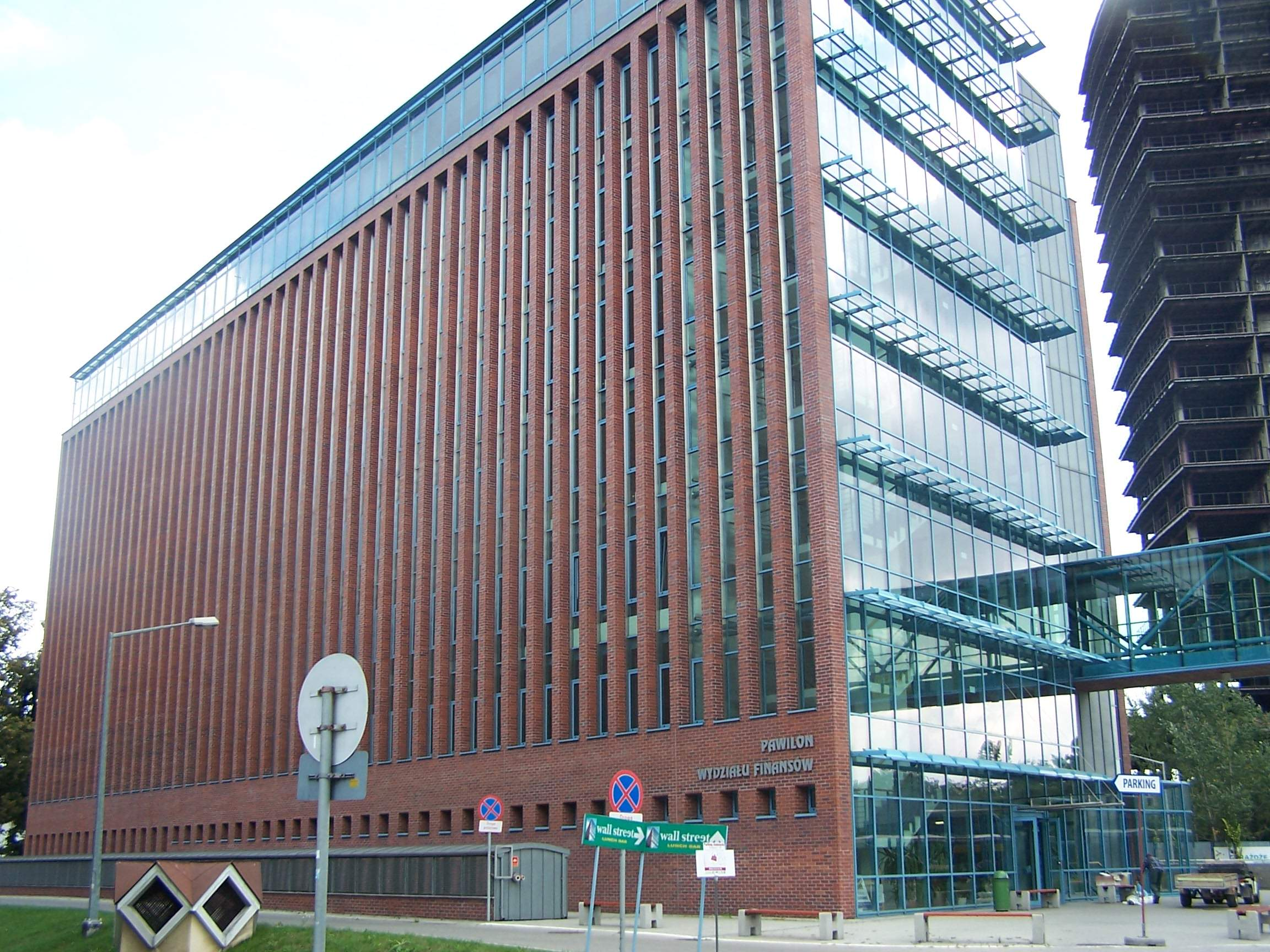
Université d'économie de Cracovie.
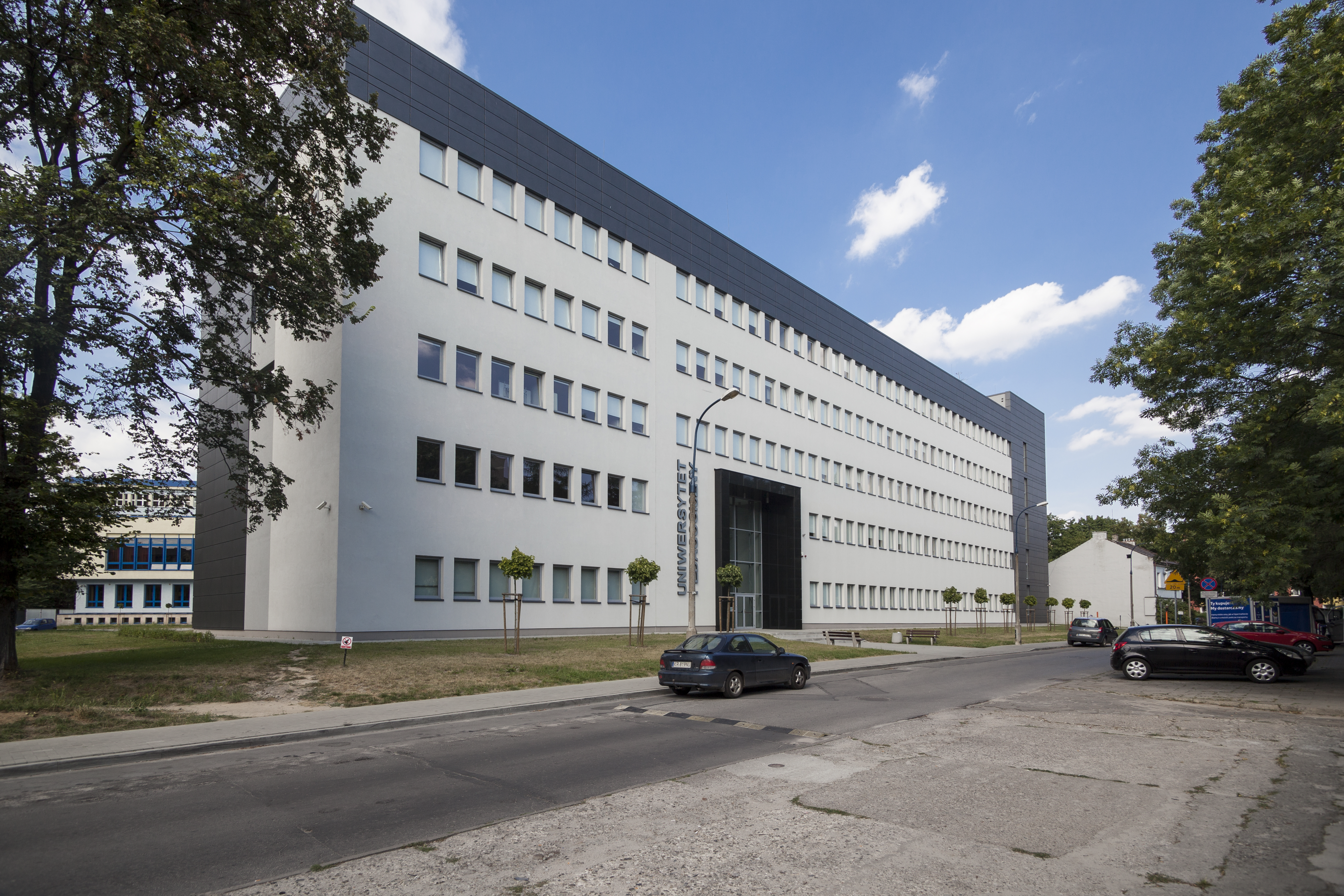
Université de pédagogie de Cracovie.
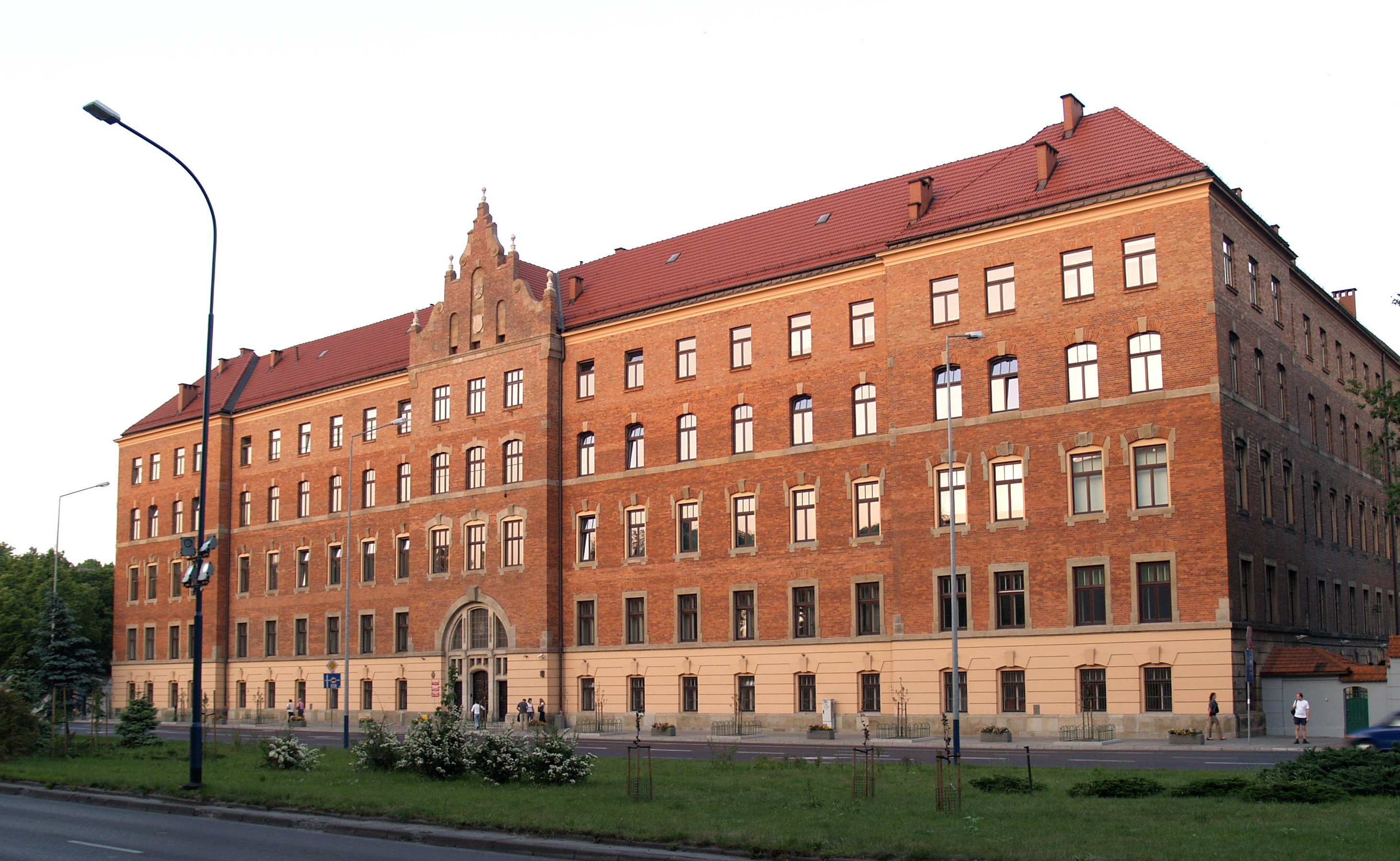
Université d'agriculture Hugo-Kołłątaj.
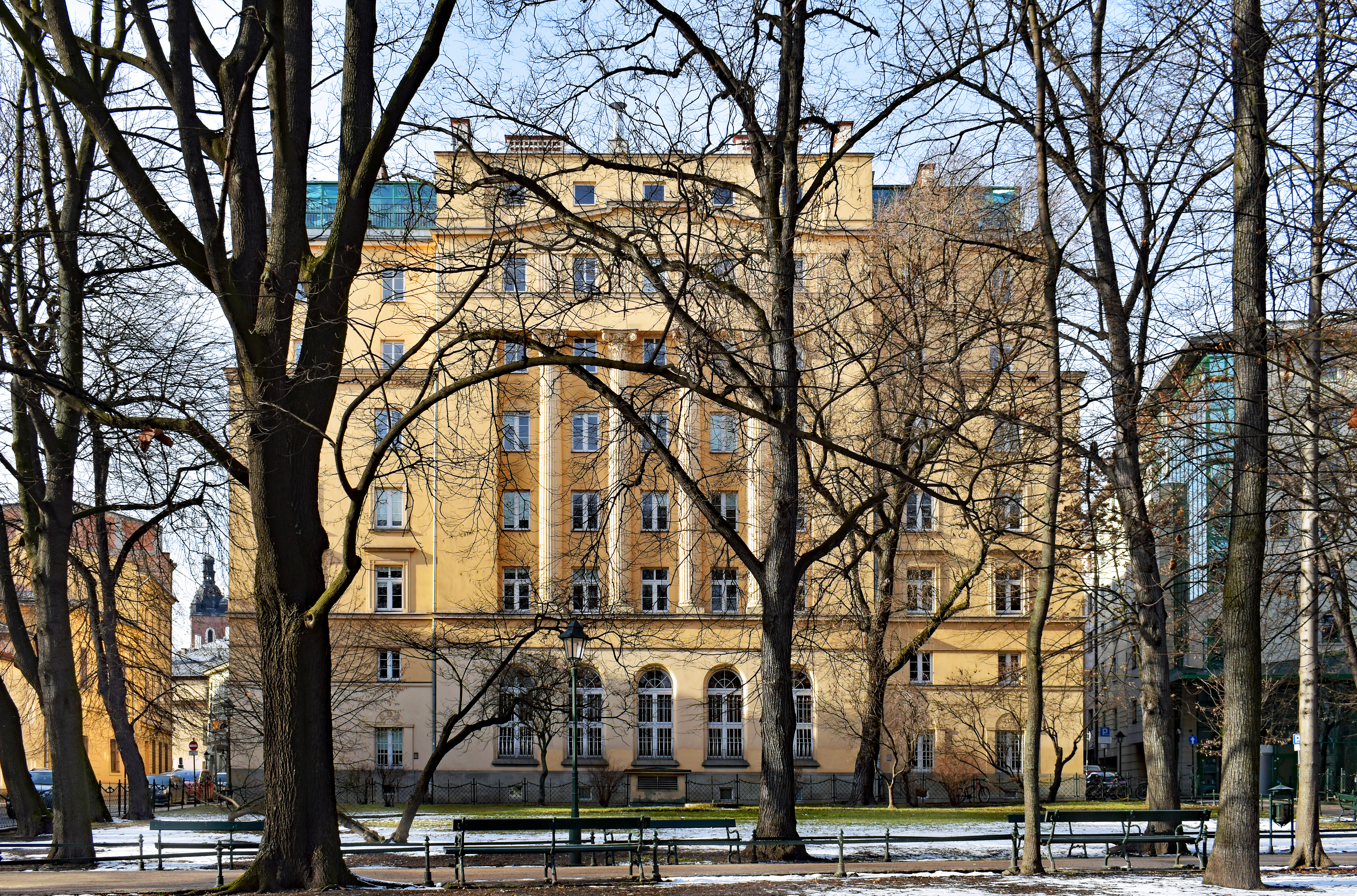
Académie de musique.
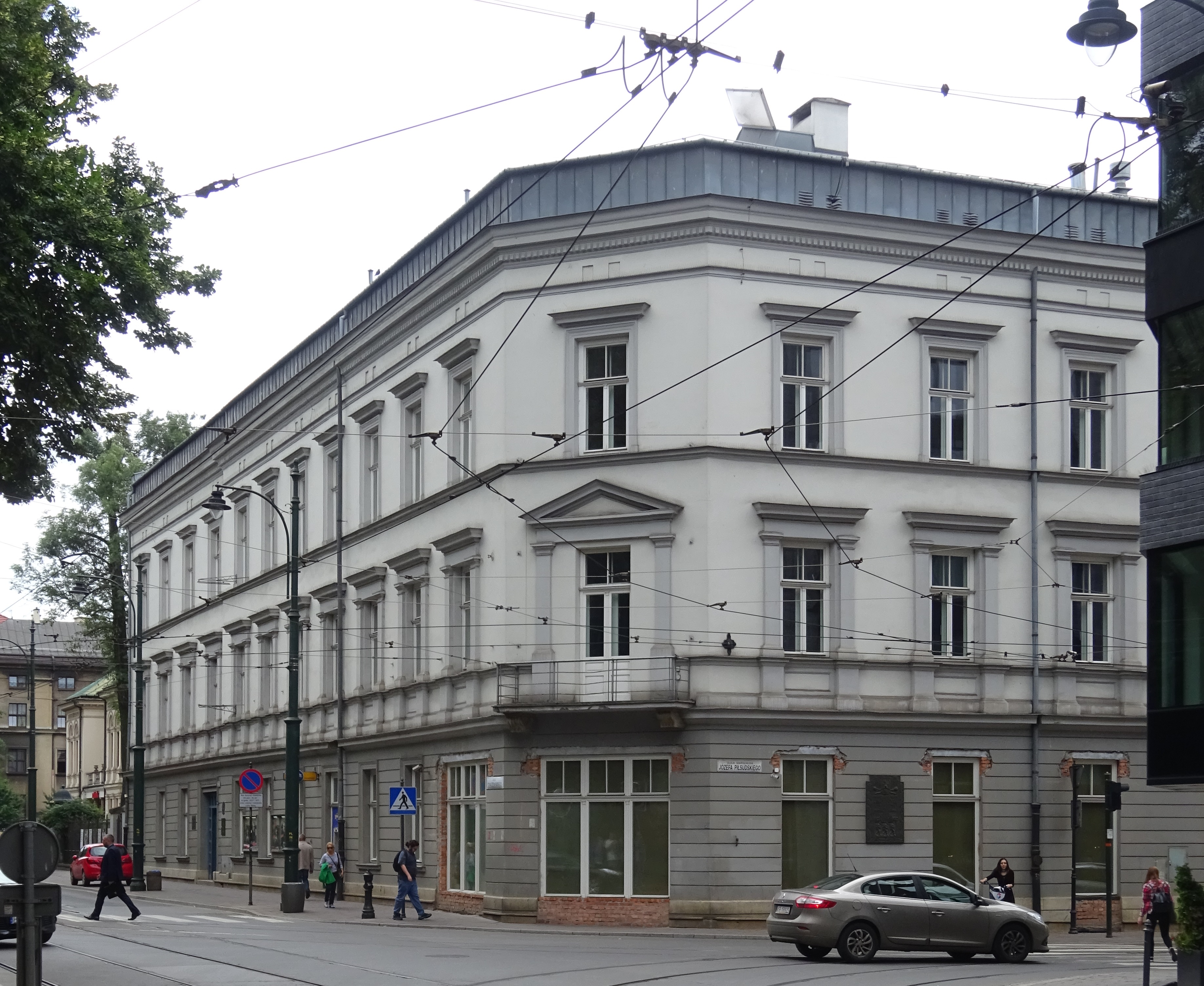
École nationale supérieure de théâtre Ludwik Solski.
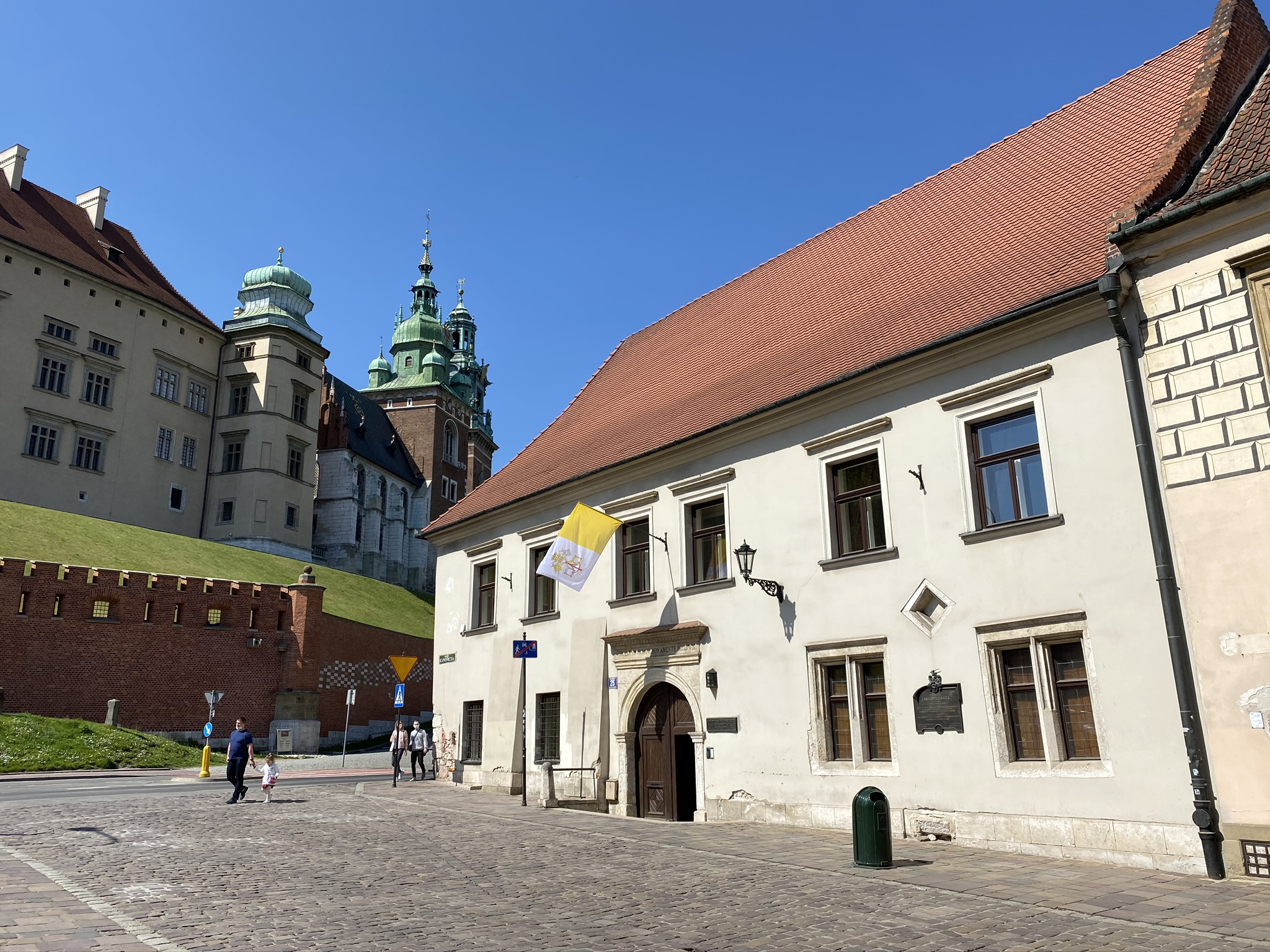
Université pontificale Jean-Paul II.

### Système scolaire
En 2018/2019, la ville compte 317 jardins d'enfants et écoles maternelles, 200 écoles primaires, 37 collèges, 92 établissements post-collège (szkoły ponadgimnazjalne) publics et privés dont 65 lycées publics d'enseignement général.
Deux écoles (privées) ont l'anglais comme langue d'enseignement (destinées notamment aux enfants de parents expatriés) :
- British International School of Cracow (en) (BISC)[115] ;
- International School of Kraków (pl) (ISK)[116].

Au sein du système scolaire public, il existe des sections bilingues, notamment :
- section française à la cité scolaire ZSO 7 regroupant le collège Jan Sobieski (Gimnazjum nr 18 im. Króla Jana III Sobieskiego) et le lycée Jeune-Pologne (XVII Liceum Ogólnokształcące im. Młodej Polski), créée en 1992[117] ;
- section espagnole au lycée Adam-Mickiewicz (Liceum nr VI im. Adama Mickiewicza), créée en 1997[118] ;
- section anglaise au lycée Adam-Mickiewicz (Liceum nr VI im. Adama Mickiewicza)[119].

## Économie
Cracovie est un centre économique majeur pour la Pologne et pour la voïvodie de Petite-Pologne. Elle bénéficie d’un taux de chômage bien moins élevé que la moyenne nationale avec 4,8 % pour 13 % dans le pays.
À la suite de la chute du régime communiste, le secteur privé n’a cessé de progresser de manière régulière. De nombreuses multinationales se sont installées à Cracovie : Google, IBM, Motorola, Delphi, General Electric, Aon Hewitt, Hitachi, Philip Morris, Capgemini ou encore le groupe allemand MAN, constructeur de poids lourds et dont la ville abrite une usine de production. L'entreprise coréenne Samsung a ouvert un Centre d’innovation à Cracovie, spécialisé dans le traitement automatique du langage naturel.

### Tourisme
Le tourisme est un secteur d'activité important à Cracovie, qui est la ville la plus visitée de Pologne. En 2019, la ville a accueilli environ 14 050 000 touristes, dont 3 050 000 étaient des étrangers (14,2 % viennent d'Allemagne, 13,9 % du Royaume-Uni, 11,5 % d'Italie, 11,2 % de France, 10,4 % d'Espagne, 5,4 % d'Ukraine).
Cracovie est aussi le point de départ d'excursions vers les Mines de sel de Wieliczka, Niepołomice, Tyniec, Krzeszowice, Kalwaria Zebrzydowska, Lanckorona, Wadowice, Tarnów, Zakopane au cœur du Parc national des Tatras, Pieskowa Skała dans le parc national d'Ojców, l'ancien camp de concentration d'Auschwitz-Birkenau.

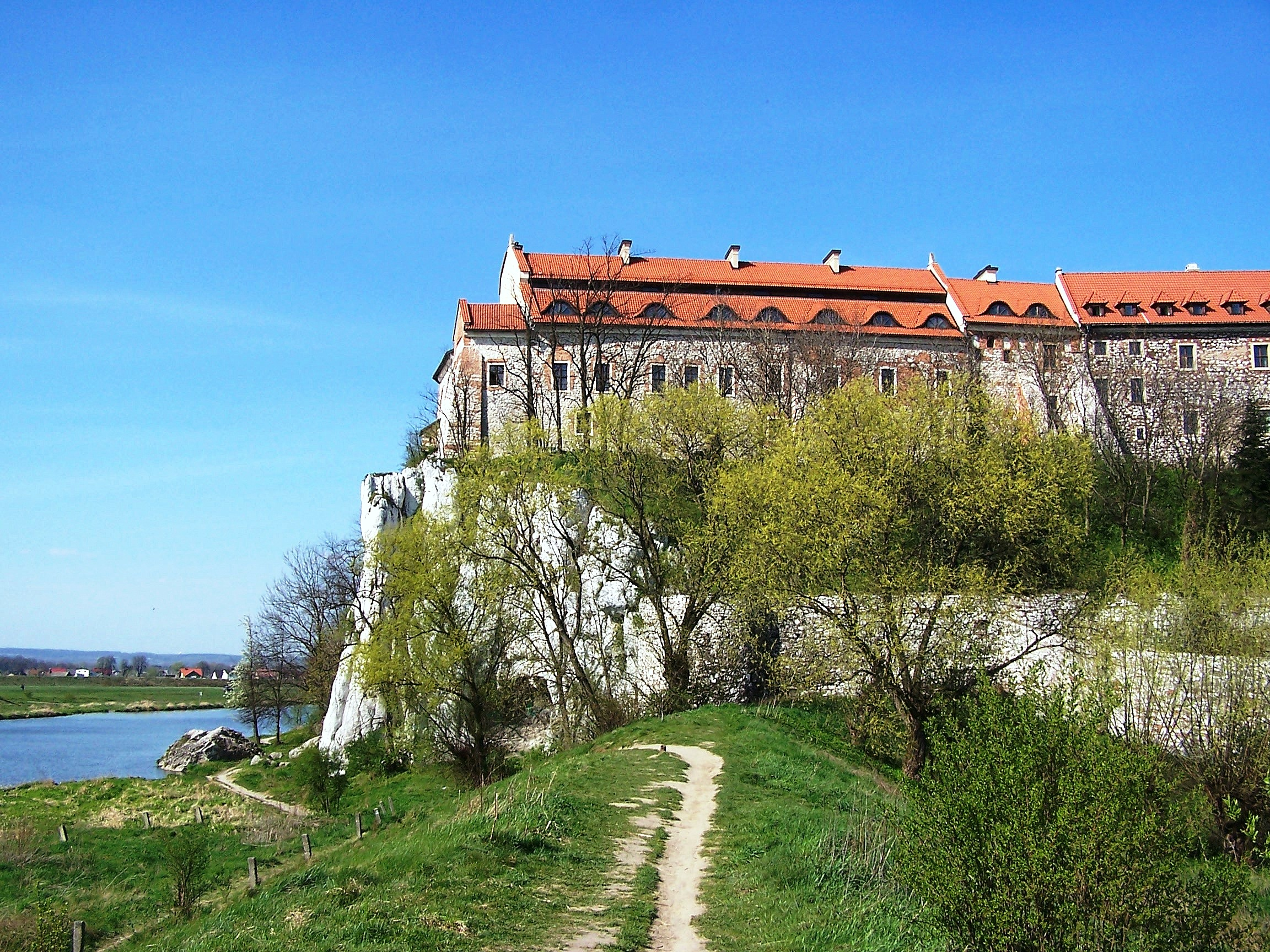
Abbaye de Tyniec.
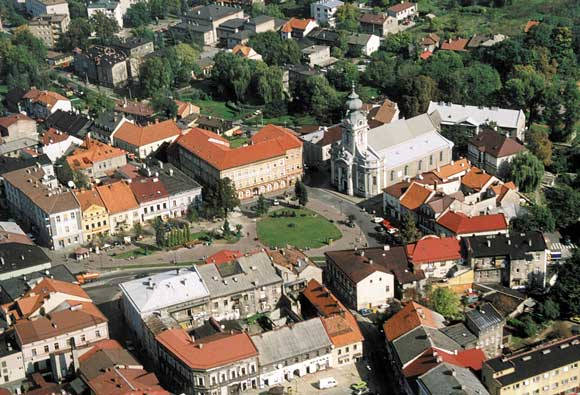
Wadowice.
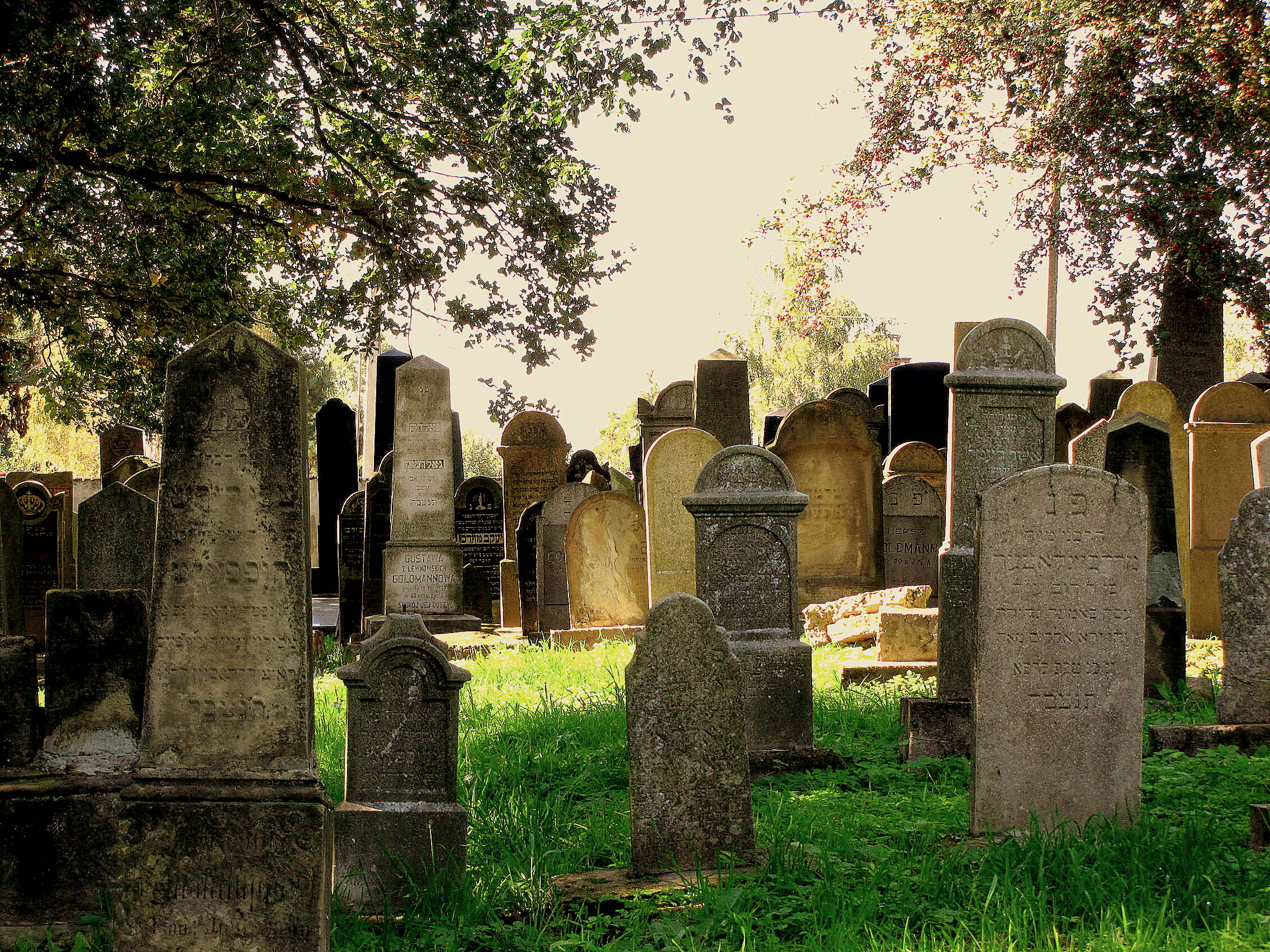
Wadowice.
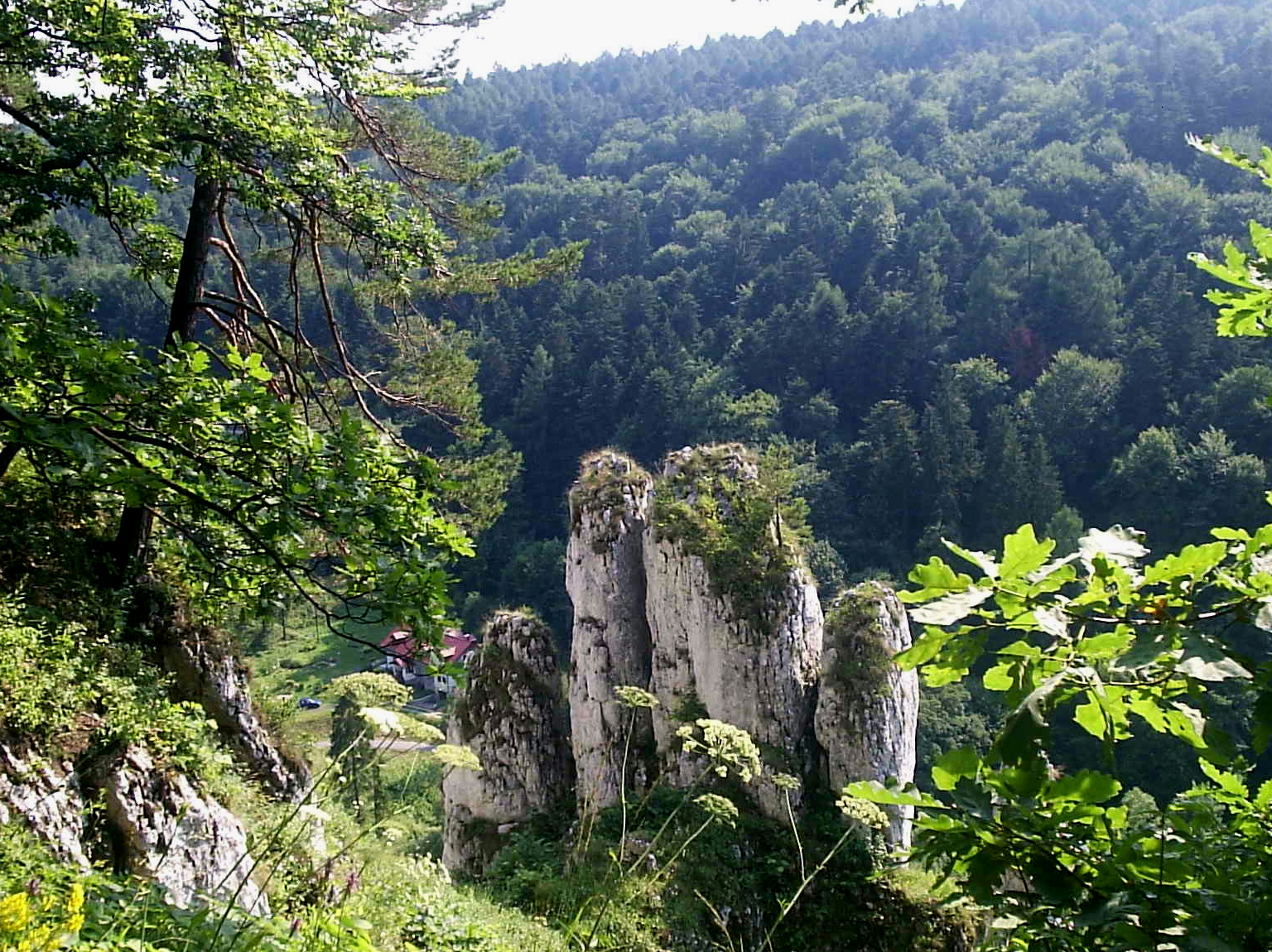
Parc national d'Ojców.
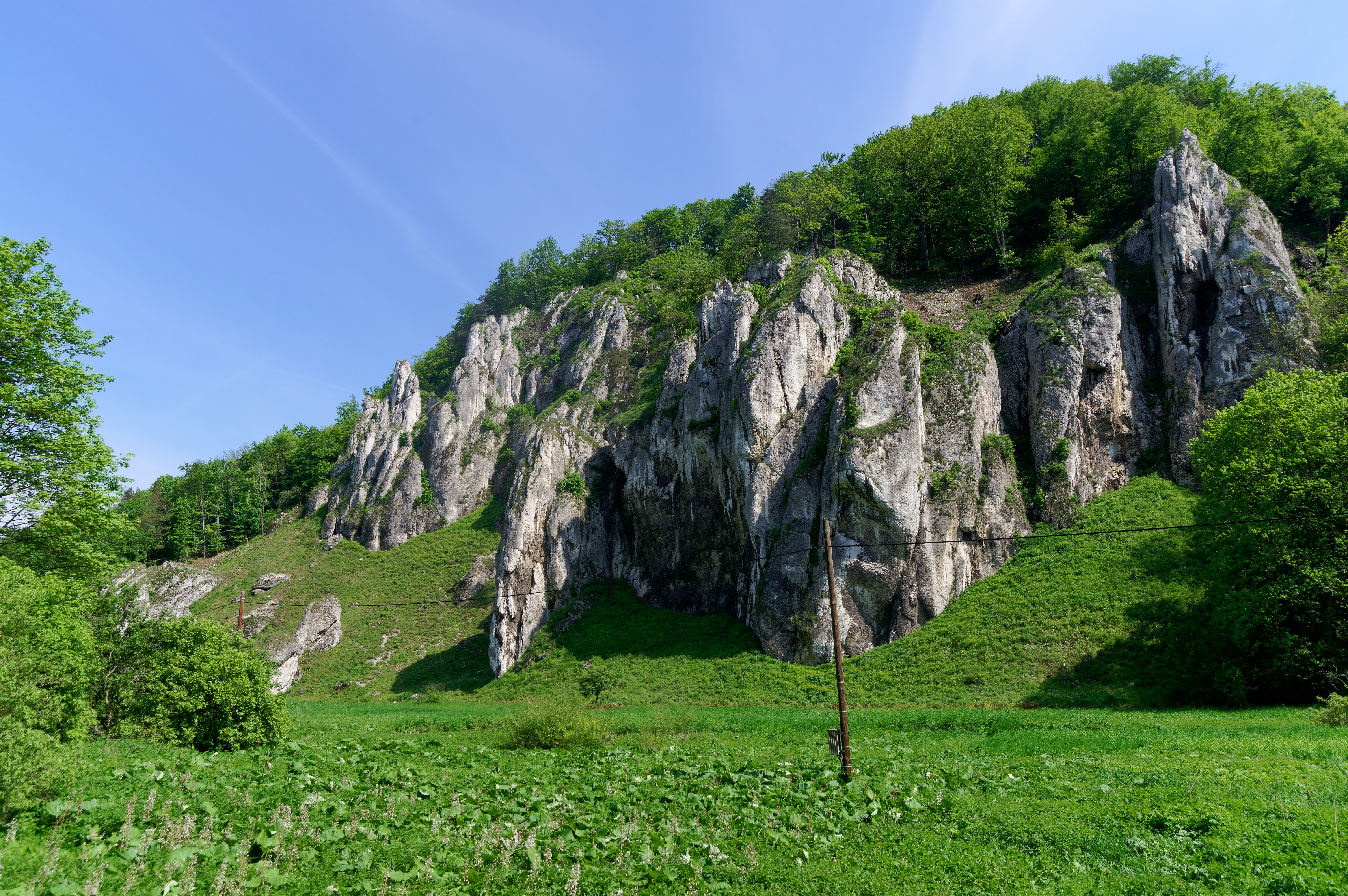
Parc national d'Ojców.
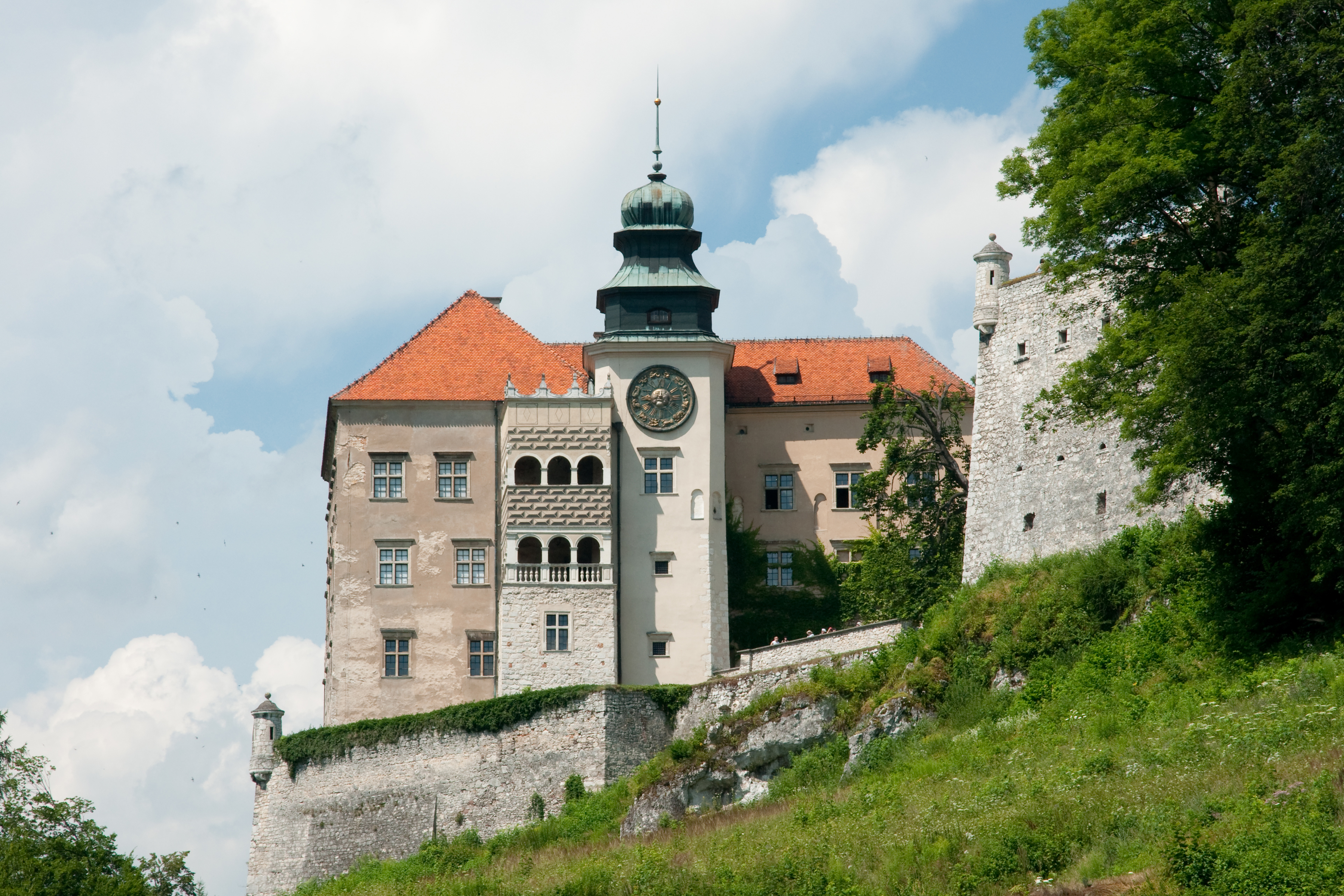
Pieskowa Skała.
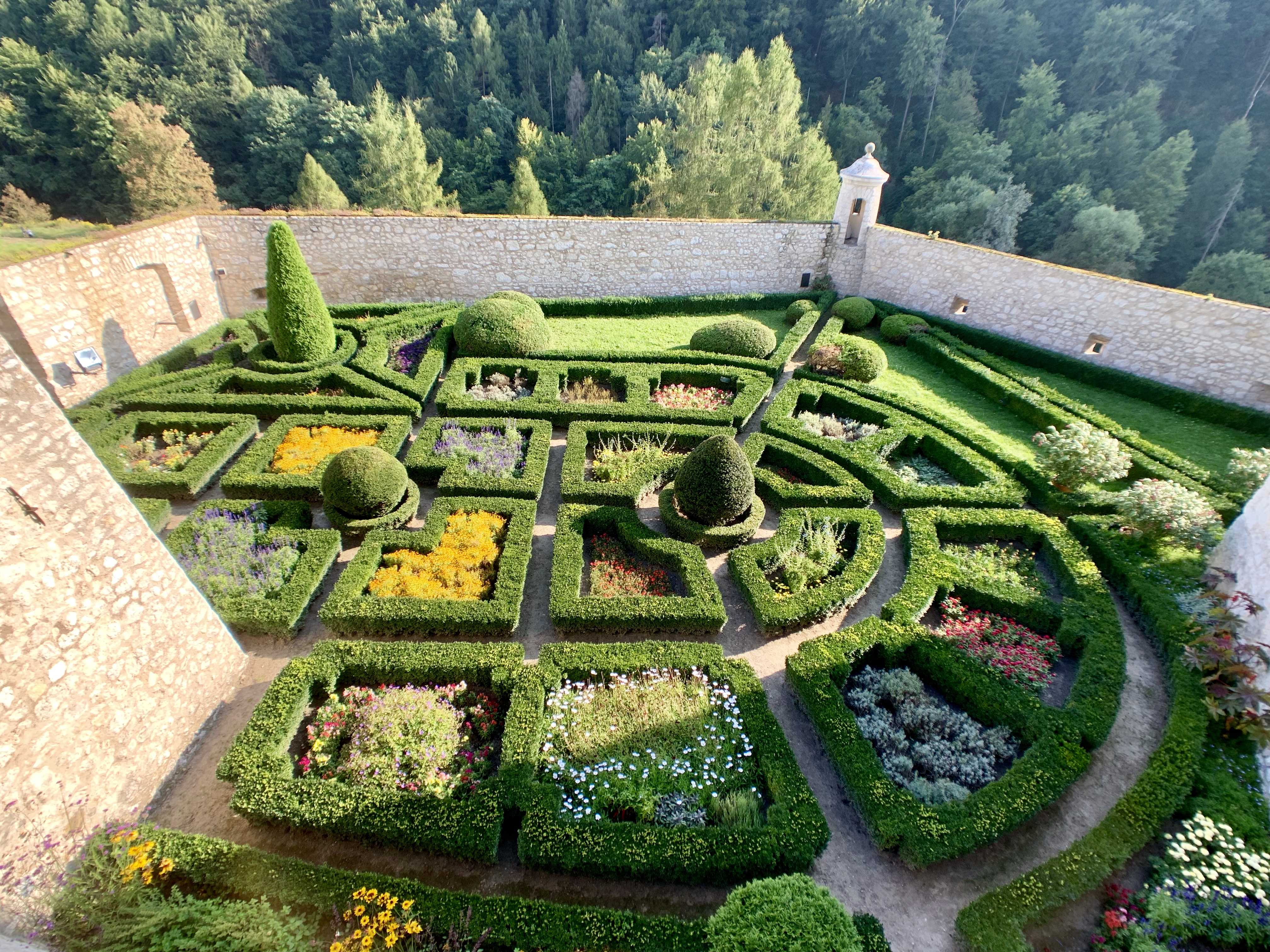
Pieskowa Skała.
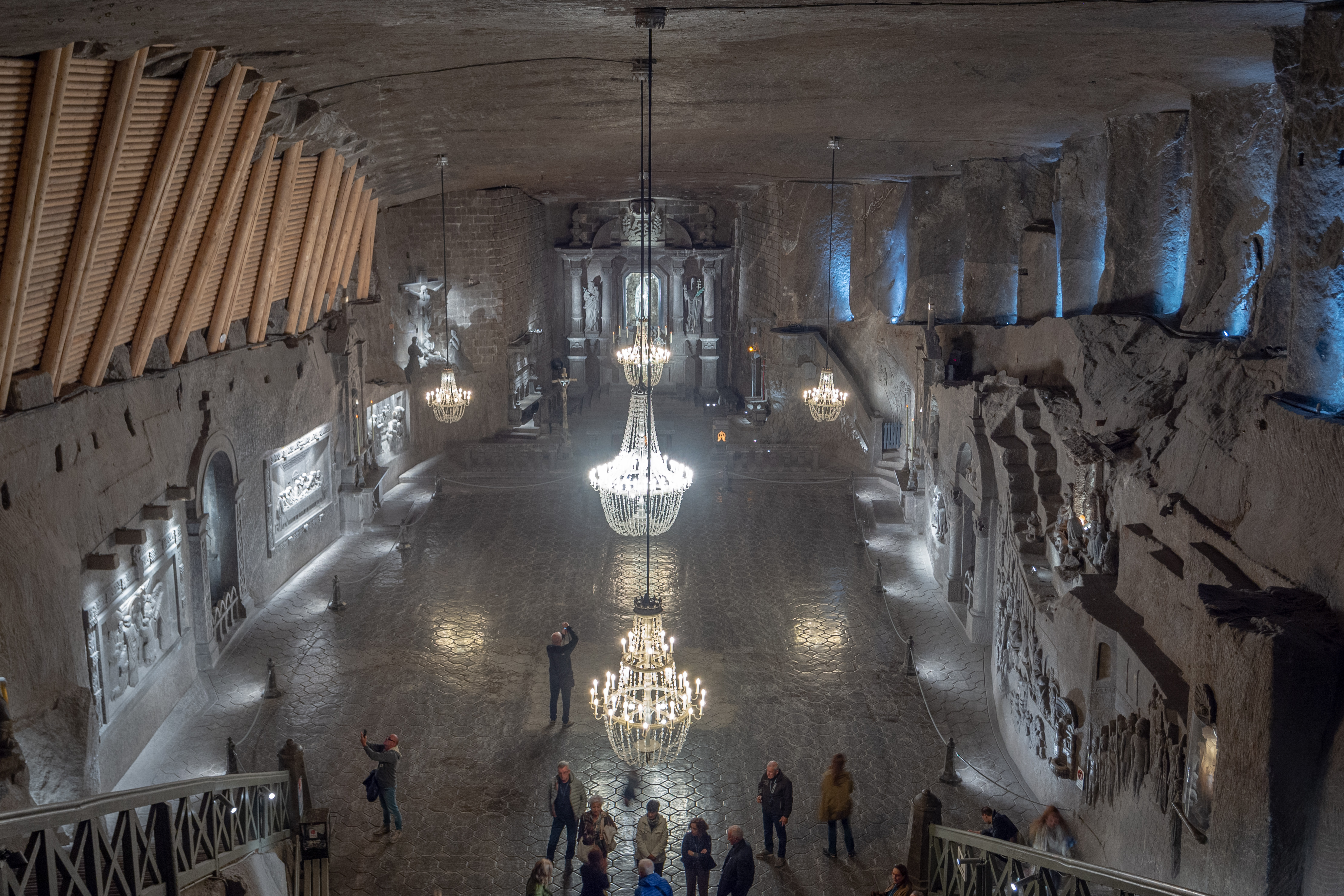
Mines de sel de Wieliczka.
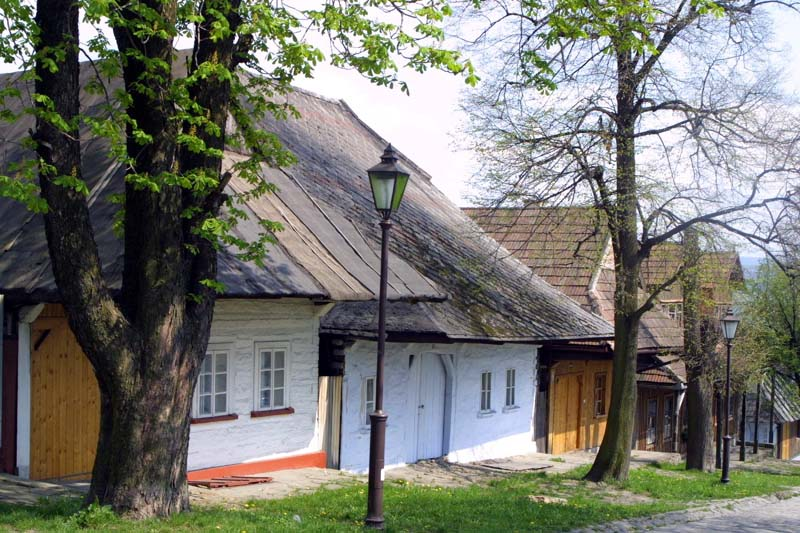
Lanckorona.
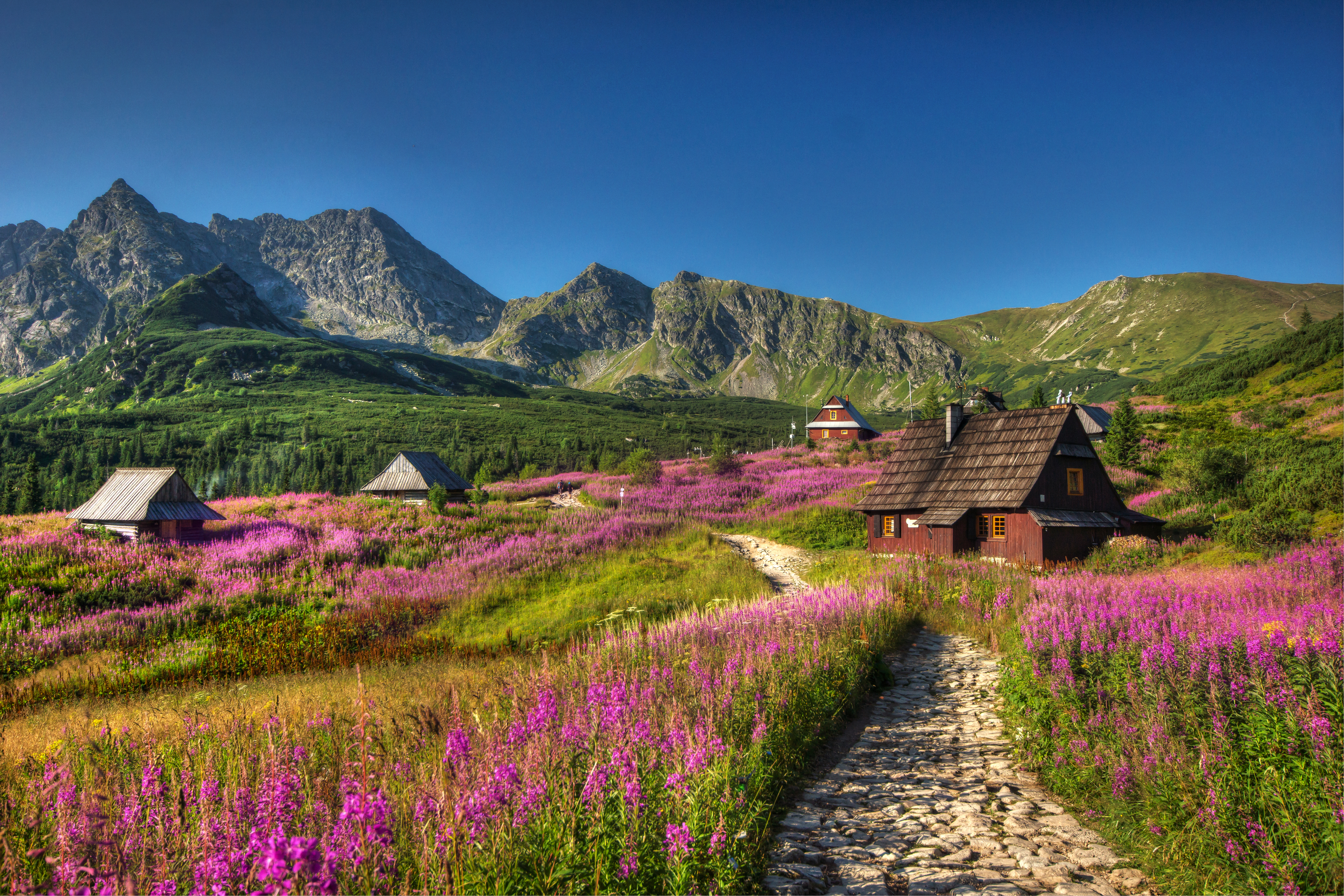
Parc national des Tatras.
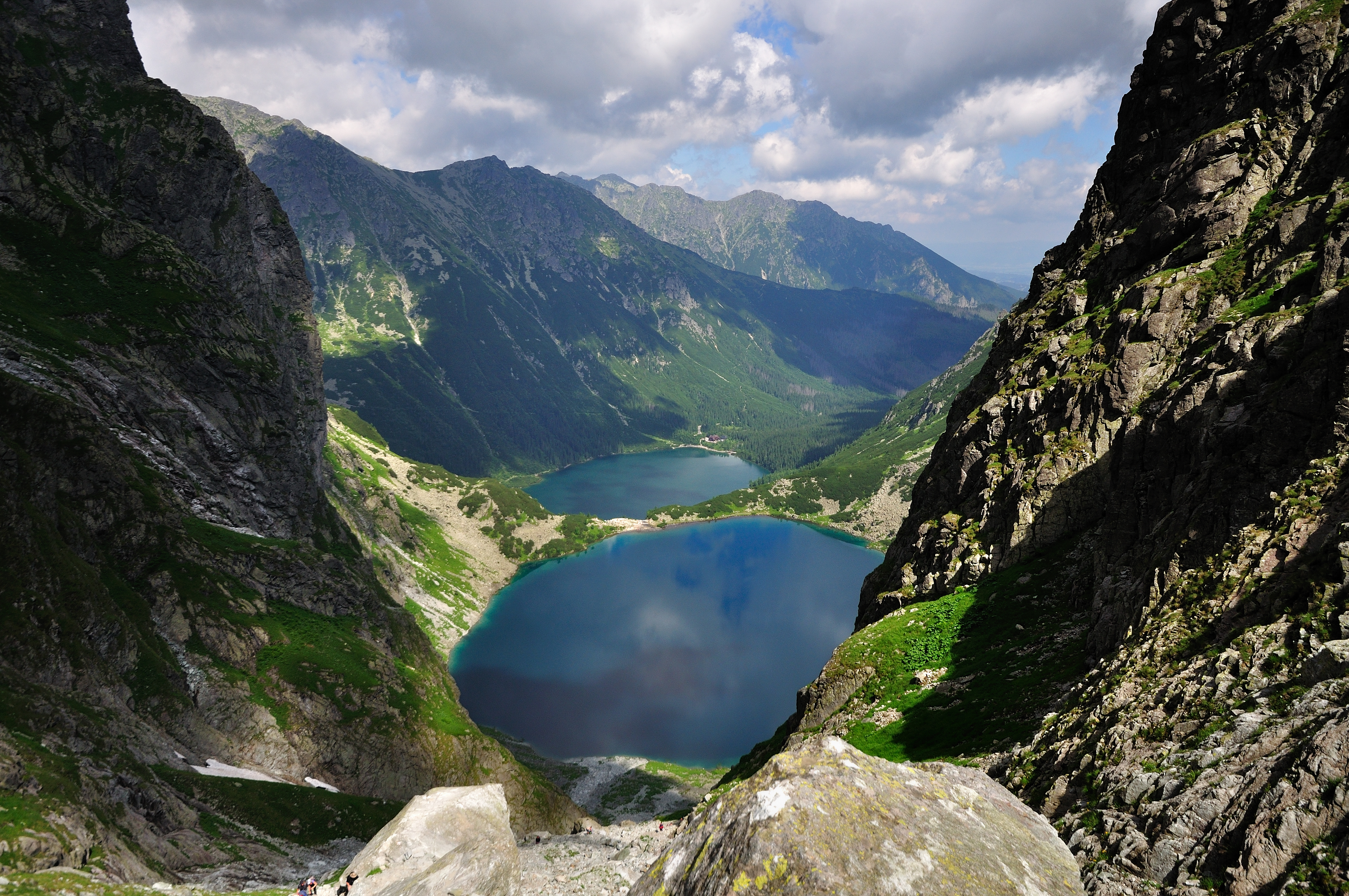
Parc national des Tatras.
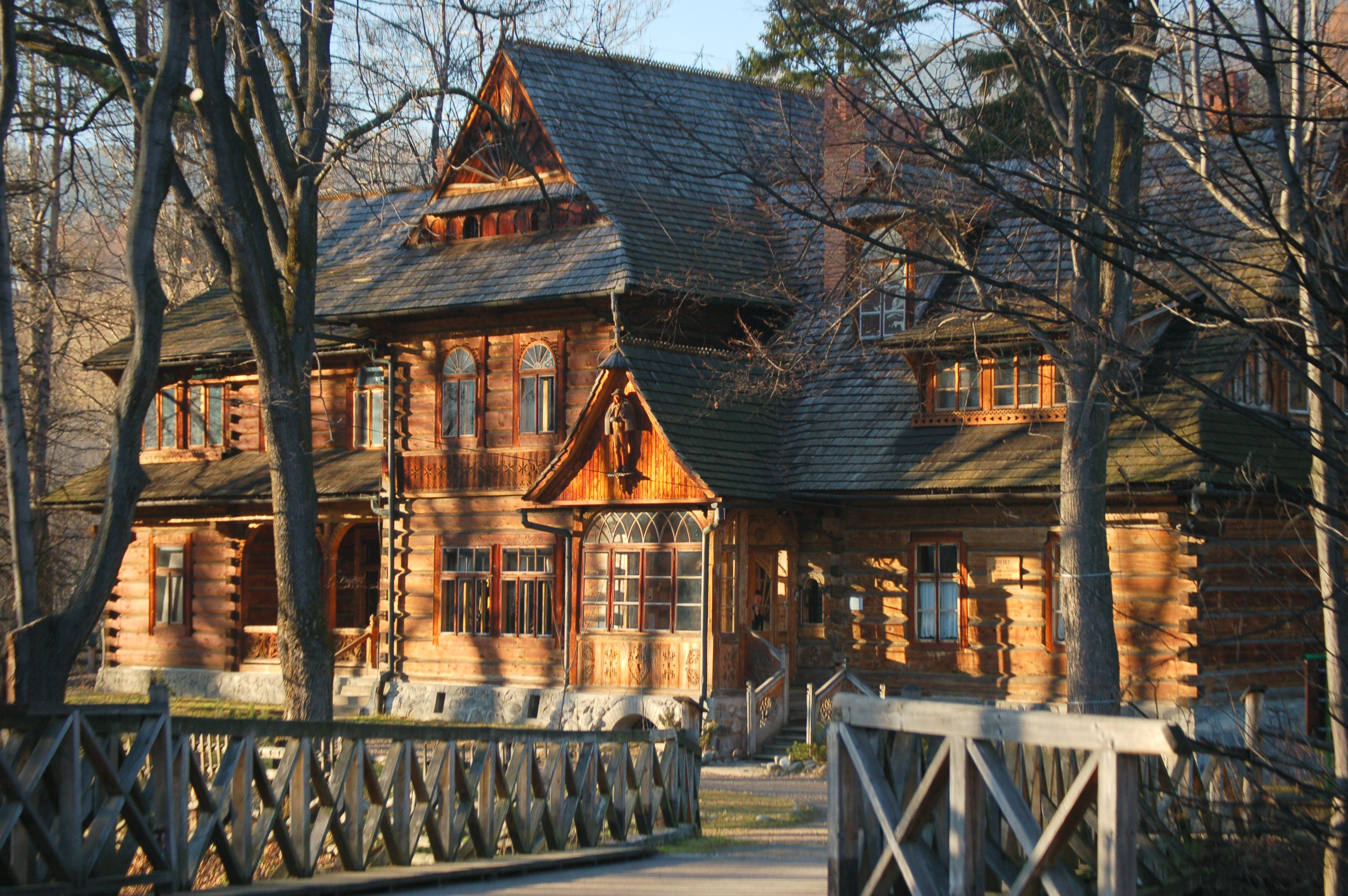
Zakopane.
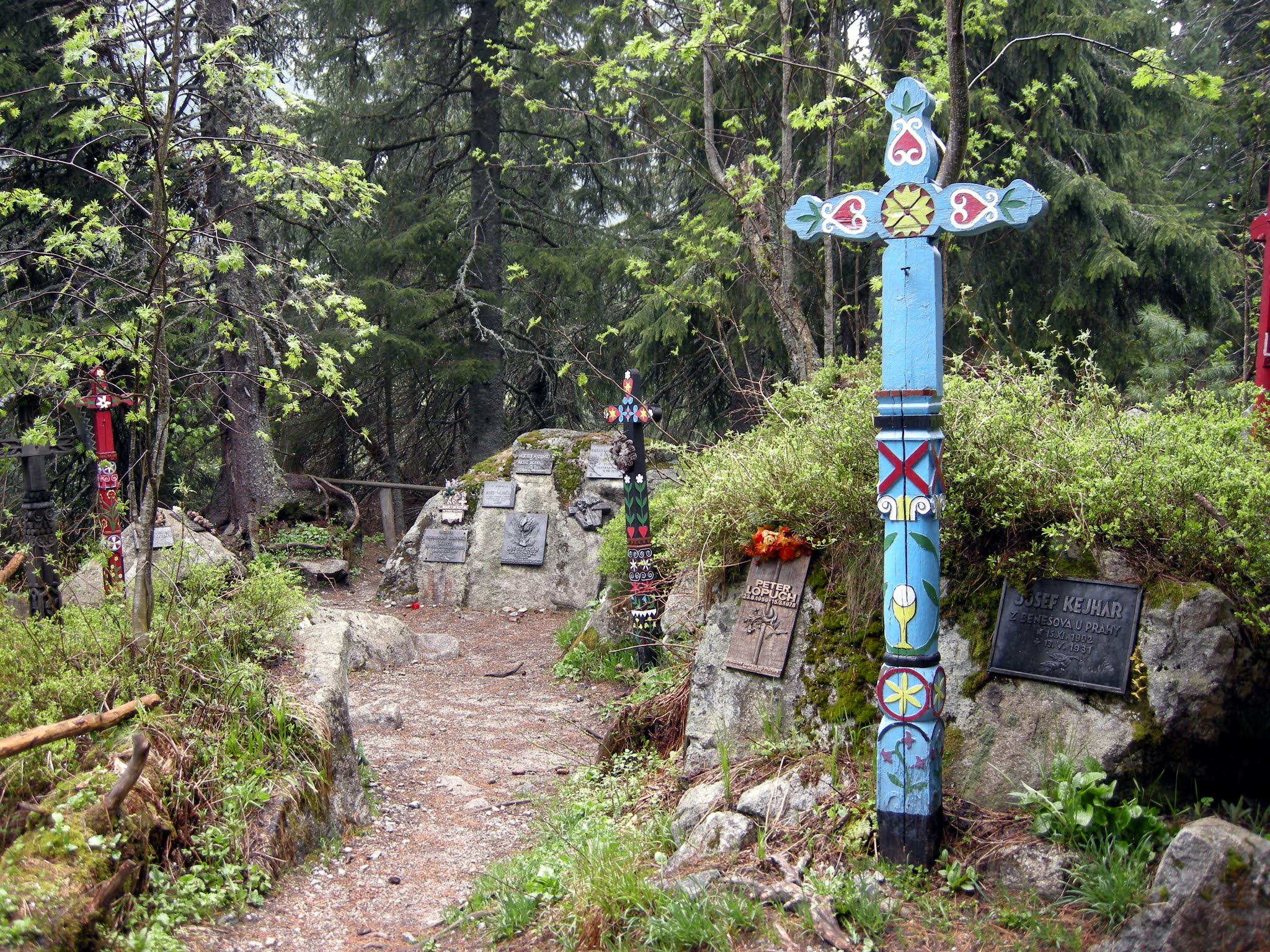
Zakopane.
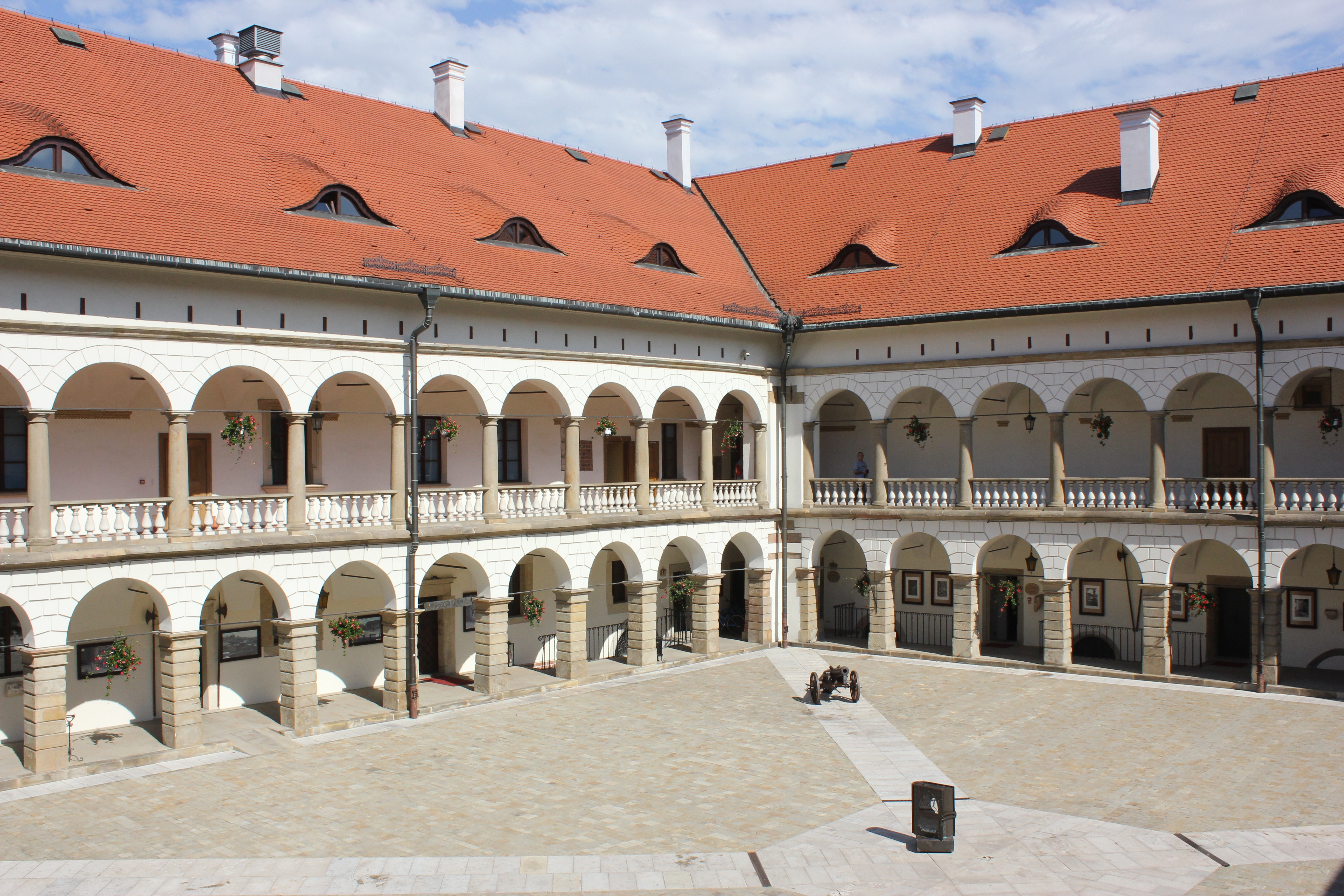
Niepołomice.
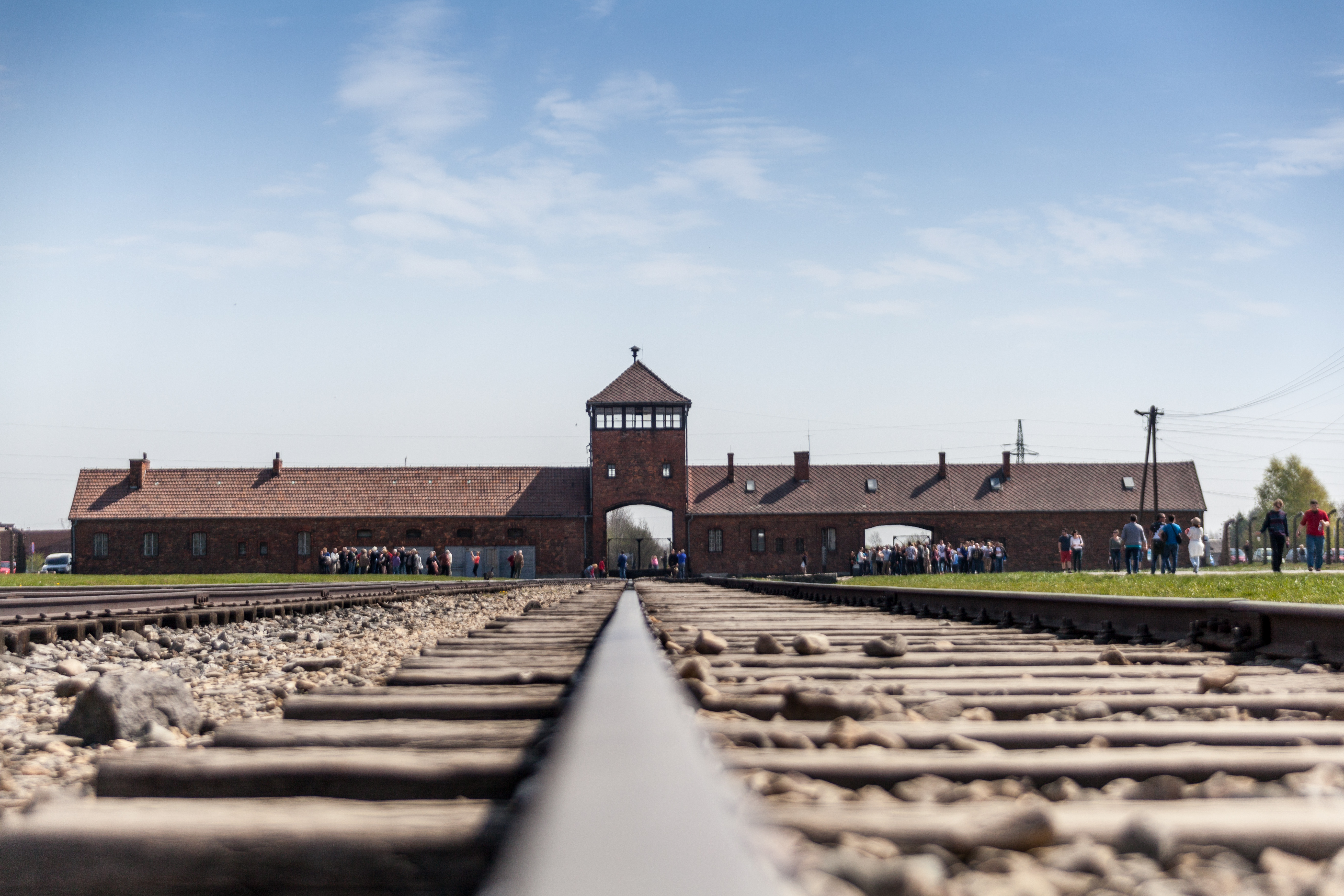
Auschwitz.

### Transports
Le système des transports en commun à Cracovie repose sur un vaste réseau de tramways renforcé par un réseau de bus. Cet ensemble est géré par la SIKiT (Régie de l'infrastructure communale et des transports), alors que la majorité des prestations est réalisée par la MPK (Société municipale de transport). Le tout est complété par des trains locaux et des opérateurs privés de minibus desservant la banlieue plus éloignée. La plus grande partie du centre historique de la ville a été piétonnisée, laissant une place à des calèches à cheval et à des véhicules électriques destinés à la visite de la ville.
Le musée d'ingénierie municipale situé dans les bâtiments de l'ancien dépôt de tramways à Kazimierz présente le développement des transports publics, des centrales électriques et de la production de gaz à Cracovie.
Les projets, approuvés par le référendum du 25 mai 2014, seront la construction de plusieurs pistes cyclables ainsi que deux lignes de métro[réf. nécessaire]. Les travaux du métro de Cracovie devraient commencer en 2028.
Des liaisons ferroviaires directes sont disponibles vers l'ensemble des grandes villes polonaises. Des trains express partent régulièrement vers Varsovie. D'autres effectuent des liaisons vers des destinations internationales comme Berlin, Bratislava, Budapest, Prague, Hambourg, Lviv, Kiev et Odessa, Vienne. La Gare centrale de chemins de fer, située dans la proximité de la Vieille ville, est reliée avec le réseau de tramways de la ville et forme un ensemble avec la gare routière, desservie par de nombreuses lignes régulières d'autocars à rayon local, régional, national ou international.
L'aéroport Jean-Paul II se situe à 11 km à l'ouest du centre de la ville, à Balice. En 2018, plus de 6,7 millions de passagers ont transité par cet aéroport. Des navettes ferroviaires en partance de la gare centrale desservent l'aéroport en quinze minutes. Les autres aéroports les plus proches de Cracovie sont ceux de Katowice-Pyrzowice, Poprad-Tatras (en Slovaquie) et Rzeszów-Jasionka.

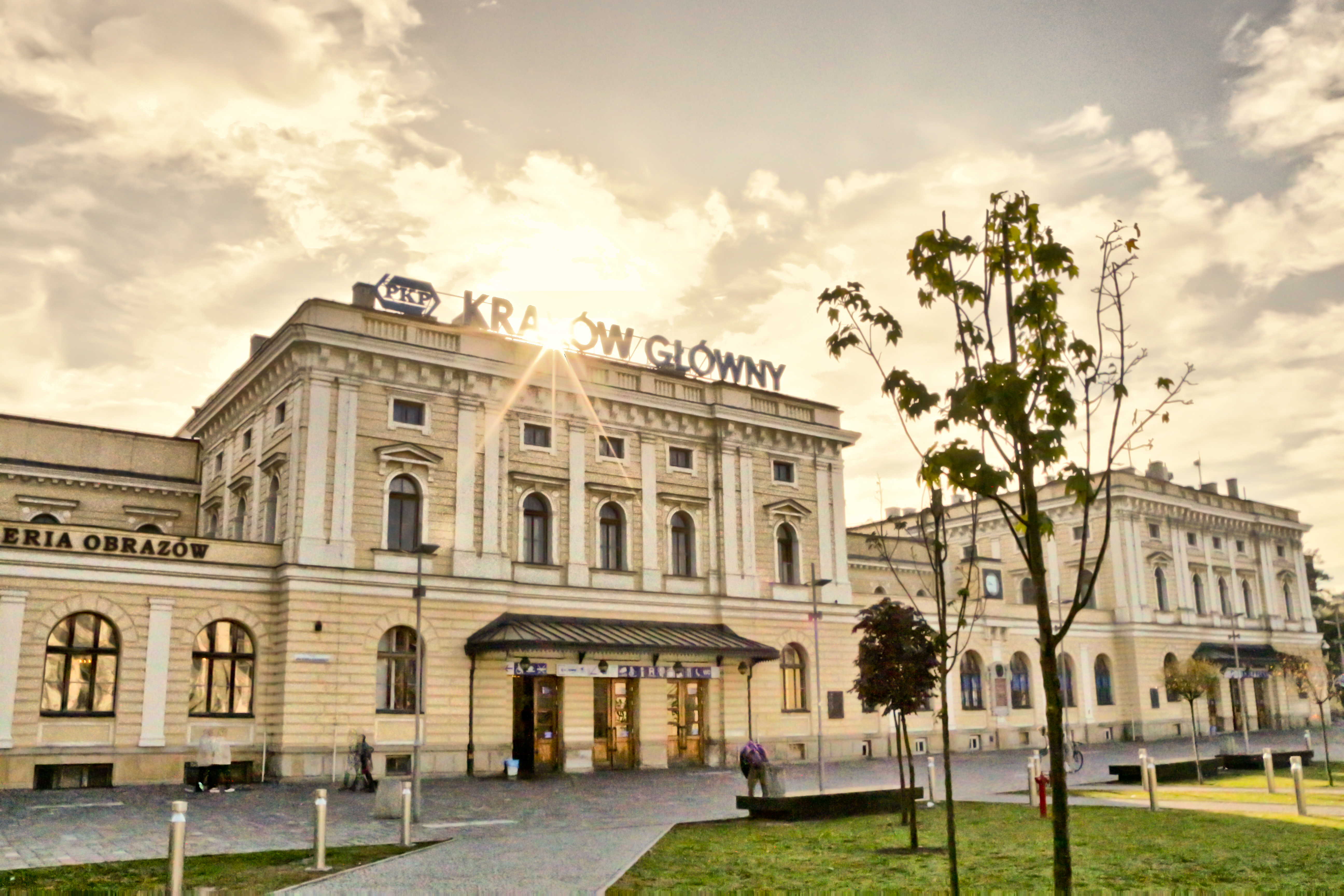
Gare centrale.
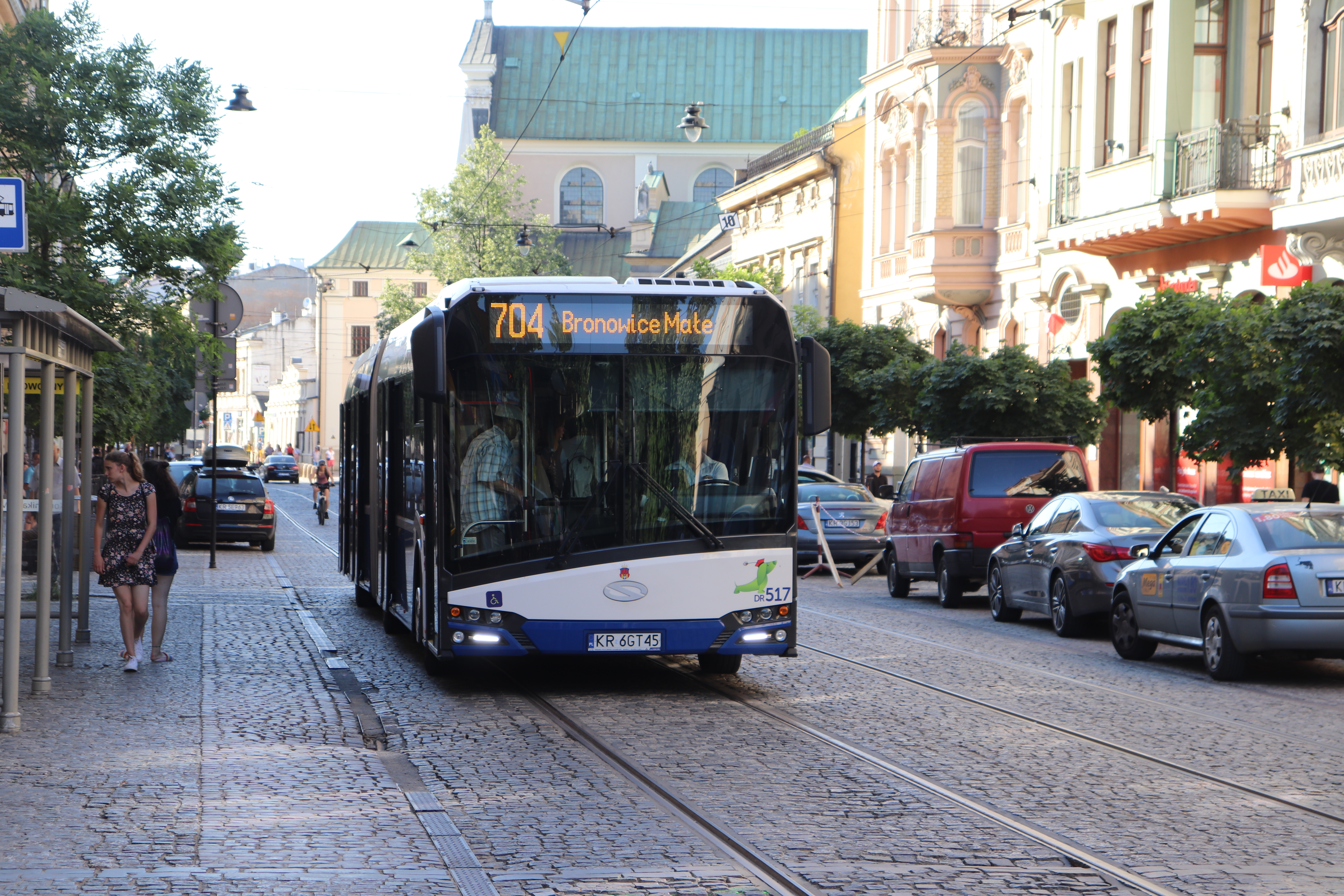
Autobus urbain Solaris.
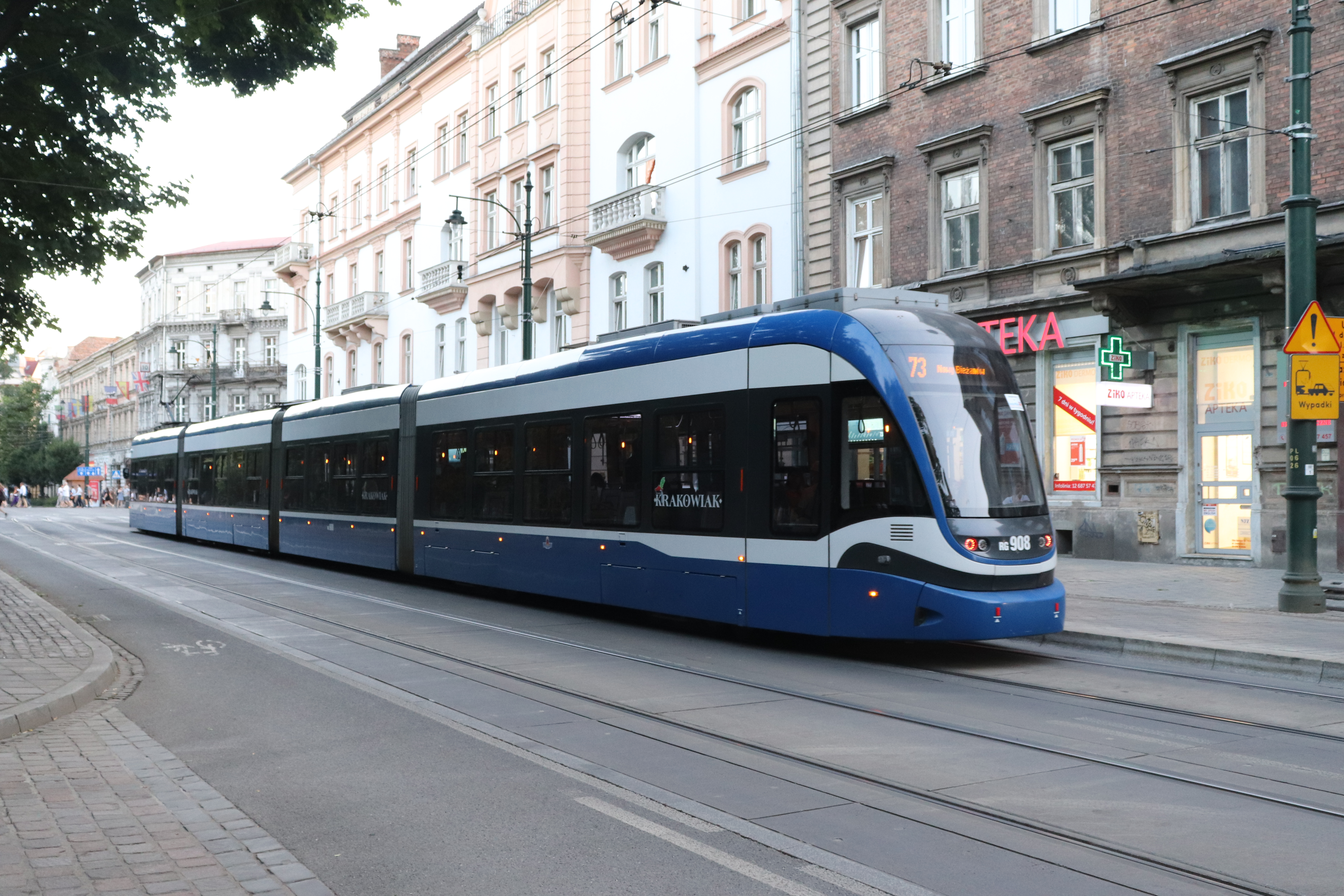
Tramway Pesa.
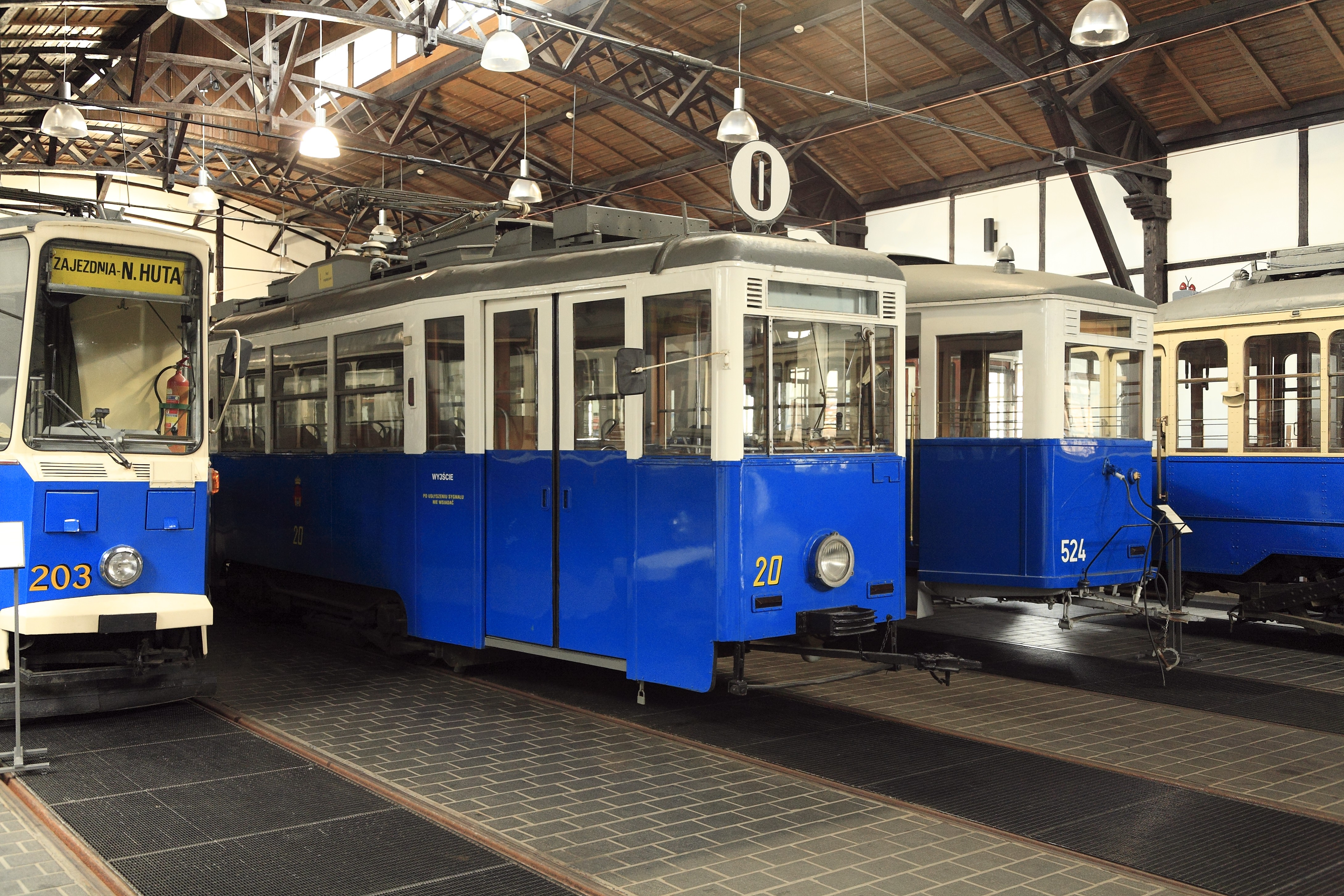
Musée de l'ingénierie municipale.
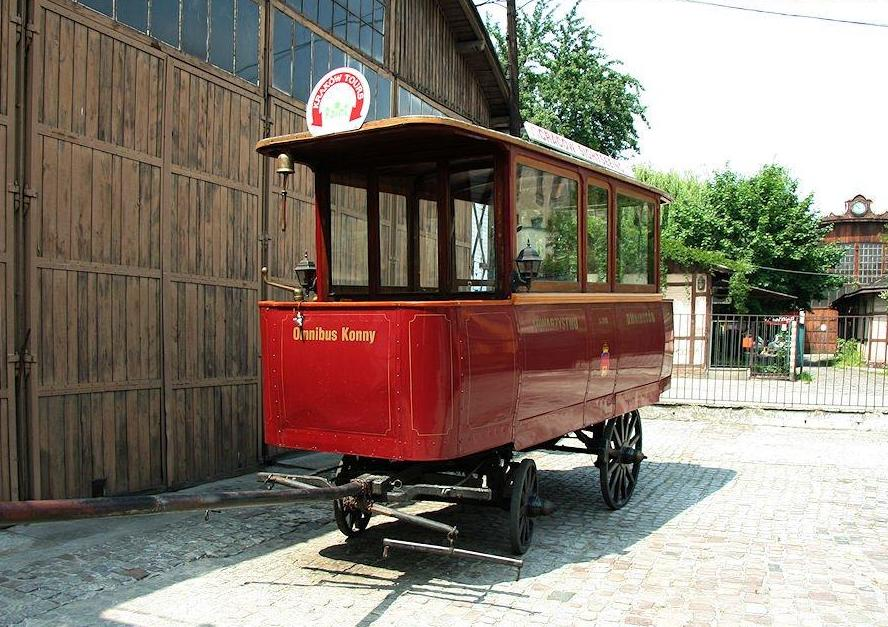
Musée de l'ingénierie municipale.

## Sport
Cracovie est la ville hôtesse du championnat du monde masculin de volley-ball 2014 et du championnat d'Europe masculin de handball 2016. Elle a aussi été choisie comme la ville européenne du sport pour 2014.
Le football est l'un des sports les plus populaires dans la ville. Les deux équipes les plus importantes de la ville sont le Wisła Cracovie (treize fois champion de Pologne) et le Cracovia (cinq fois champion de Pologne). Ces deux clubs, créés tous deux en 1906, sont également les deux plus anciens en Pologne,. Ils sont impliqués dans la plus grande rivalité sportive de Pologne et l'une des plus importantes en Europe, surnommée « guerre sainte (en) ». La ville compte encore trois autres clubs de football, de moindre envergure : l'Hutnik Cracovie, le Wawel Cracovie et le Garbarnia Cracovie, ancien champion national.
En rugby, Cracovie compte un club, le Juvenia Cracovie, qui joue en première division et qui s'entraîne dans le stade dont il est propriétaire, le Juvenia Stadium. Cracovie possède d'autres équipes de haut niveau dans d'autres sports, telles que la section hockey sur glace du Cracovia, dix fois championne de Pologne, ainsi que celle de basket-ball féminin du Wisła Cracovie, vingt-deux fois championne nationale.
Le marathon de Cracovie, couru annuellement par plusieurs milliers de participants provenant de deux douzaines de pays, se déroule dans la ville depuis 2002.
Comme infrastructures, Cracovie compte plusieurs stades et salles. Son enceinte la plus importante est le stade Henryk-Reyman (33 326 places), stade du Wisła situé à quelques centaines de mètres du stade Józef-Piłsudski (15 016 places), l'antre du Cracovia. Une nouvelle arène sportive, la Tauron Arena Kraków, utilisée pour les concerts, l'athlétisme en salle, le hockey, le basket-ball et le futsal est en service depuis avril 2014, et son coût est évalué à 363 millions de złotys. Elle peut accueillir 15 328 visiteurs (18 000 au maximum lors des concerts).
Cracovie a été candidate à l'organisation des jeux olympiques d'hiver de 2022. Le référendum local du 25 mai 2014 a montré l'impopularité du processus avec 70 % de votes négatifs, ce qui a amené à annuler la candidature.

## Personnalités liées à la ville
- Boleslas Ier de Pologne
- Judith de Hongrie
- Emnilda de Lusace
- Bezprym
- Casimir Ier le Restaurateur
- Stanislas de Szczepanow
- Boleslas II de Pologne
- Gallus Anonymus
- Mieszko Bolesławowic
- Boleslas III Bouche-Torse
- Ladislas II le Banni
- Boleslas IV de Pologne
- Casimir II le Juste
- Hélène de Znojmo
- Vincent Kadlubek
- Kinga de Pologne
- Zbigniew Olesnicki
- Jean de Kenty
- Casimir IV Jagellon
- Elisabeth de Habsbourg
- Filippo Buonaccorsi
- Vladislas IV de Bohême
- Jean Ier Albert Jagellon
- Alexandre Ier Jagellon
- Sigismond Ier de Pologne
- Bernard Maciejowski
- Tadeusz Kutrzeba
- Alexander Abusch
- Adam Asnyk
- Théodor Axentowicz
- Bach (rabbin)
- Stefan Banach
- Ewa Bandowska-Turska
- Hans Boner
- Olga Boznańska
- Jerzy Adam Brandhuber
- Albert Chmielowski
- Saint Casimir
- Joseph Conrad
- Nicolas Copernic
- Ewa Demarczyk
- Félix Dembiński
- Jost Ludwig Dietz
- Andrzej Duda
- Hans Dürer
- Anna Dymna
- Tadeusz Estreicher
- Jonathan Eybeschutz
- Jacob Joshua Falk
- Jan Frycz
- Robert Gadocha
- Mordechai Gebirtig
- Jadwiga Gibczyńska
- Marek Grechuta
- Henryk Grossmann
- Ludwig Gumplowicz
- Jarosław Guzy
- Alice Halicka
- Friedrich Halm
- Wojciech Has
- Roman Haubenstock-Ramati
- Zvi Hecker
- Jerzy Hoffman
- Josef Hoffmann
- Stanislas Hosius
- Roman Ingarden
- Moïse Isserlès
- Maria Jarema
- Jean-Paul II
- Sidonia Jędrzejewska
- Helen Jonas-Rosenzweig
- Emanuela Kalb
- Tadeusz Kantor
- Antoni Kępiński
- Andrzej Kijowski
- Zygmunt Konieczny
- Juliusz Kossak
- Wojciech Kossak
- Robert Kubica
- Eugeniusz Kwiatkowski
- Jan Lebenstein
- Stanislas Lem
- Edward Lepszy
- Roma Ligocka
- Ewa Lipska
- Franciszek Macharski
- Bronisław Malinowski
- Tomasz Marczyński
- Jan Matejko
- Max Klezmer Band
- Czesław Miłosz
- Andrzej Munk
- Janusz Muniak
- Jerzy Nowosielski
- Karol Olszewski
- Tadeusz Pankiewicz
- Krzysztof Penderecki
- Zbigniew Preisner
- Tadeusz Pieronek
- Jan Polack
- Zofia Posmysz
- Marian Raciborski
- Agnieszka Radwańska
- Karin Reschke
- Jan Rokita
- Lucjan Rydel
- Sarah Schenirer
- Julian Sierawski
- Marian Smoluchowski
- Teresa Socha-Lisowska
- Jerzy Stuhr
- Janusz Stega
- Tadeusz Stryjeński
- Zofia Stryjeńska
- Gena Turgel
- Jerzy Turowicz
- Grzegorz Turnau
- Karl Freiherr von Urban
- Józef Szujski
- Wisława Szymborska
- Nathan Nata Spira
- Zbigniew Wassermann
- Katarzyna Weigel
- Zygmunt Wróblewski
- Stanisław Wyspiański
- Sofía Casanova
- Stanisław Komornicki
- Roman Dyboski
- Sigismond II de Pologne

## Relations internationales

### Nom de Cracovie dans différentes langues
Le nom de Cracovie (Kraków) est adapté dans la plupart des langues étrangères. La ville est connue sous le nom de Krakau en allemand, Krakov en croate, en tchèque, en slovaque, en serbe, Krakkó en hongrois, Krokuva en lituanien, Cracovia en latin, espagnol et italien, ou encore sous le nom de Cracóvia en portugais. En russe, elle s'appelle Краков, Krakiv (Краків) en ukrainien et Kroke (קראָקע) en yiddish. Enfin, elle porte le nom de Cracow orthographié plus récemment Krakow en anglais. En chinois, on utilise les sinogrammes suivants : 克拉科夫 (prononcé en mandarin standard kèlākēfū).

### Jumelages
La ville a signé des jumelages ou des accords de coopération avec, :
- Bordeaux (France) depuis 1993[141]
- Bratislava (Slovaquie)
- Budapest (Hongrie) depuis 2005
- Chișinău (Moldavie)
- Cambridge (États-Unis) depuis 1989
- Curitiba (Brésil) depuis 1993
- Cuzco (Pérou)
- Édimbourg (Écosse) depuis 1995
- Fès (Maroc) depuis 2004[142]
- Florence (Italie) depuis 1992
- Francfort-sur-le-Main (Allemagne) depuis 1991
- Göteborg (Suède) depuis 1990
- Grozny (Russie) depuis 1997
- Guadalajara (Mexique)
- Innsbruck (Autriche) depuis 1998[143]
- Kiev (Ukraine) depuis 1993
- Lahore (Pakistan) depuis 2007
- La Serena (Chili) depuis 1995
- Leipzig (Allemagne) depuis 1995[144]
- Louvain (Belgique) depuis 1991
- Liège (Belgique) depuis 1978
- Lviv (Ukraine) depuis 1995
- Milan (Italie) depuis 2003
- Nuremberg (Allemagne) depuis 1991
- Orléans (France) depuis 1992[145],[146]
- Pécs (Hongrie) depuis 1998
- Quito (Équateur)
- Rochester (États-Unis) depuis 1973
- Rome (Italie)
- Saint-Pétersbourg (Russie) depuis 2006
- San Francisco (États-Unis) depuis 2009
- Séville (Espagne) depuis 2002
- Soleure (Suisse) depuis 1990
- Split (Croatie)
- Tbilissi (Géorgie)
- Veliko Tarnovo (Bulgarie) depuis 1975
- Vilnius (Lituanie)
- Zagreb (Croatie) depuis 1975

## Galerie de photos

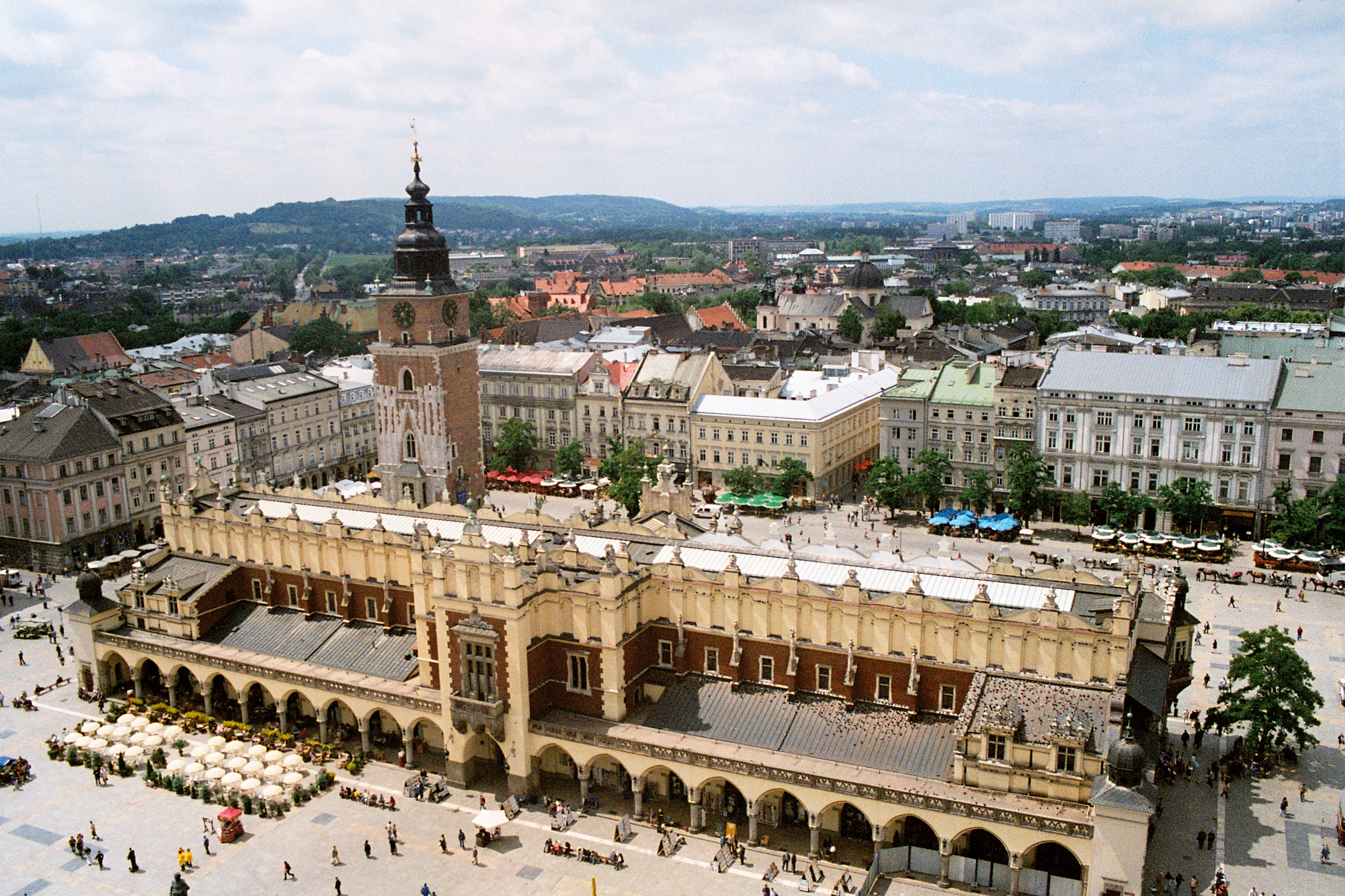
Halle aux draps Sukiennice.
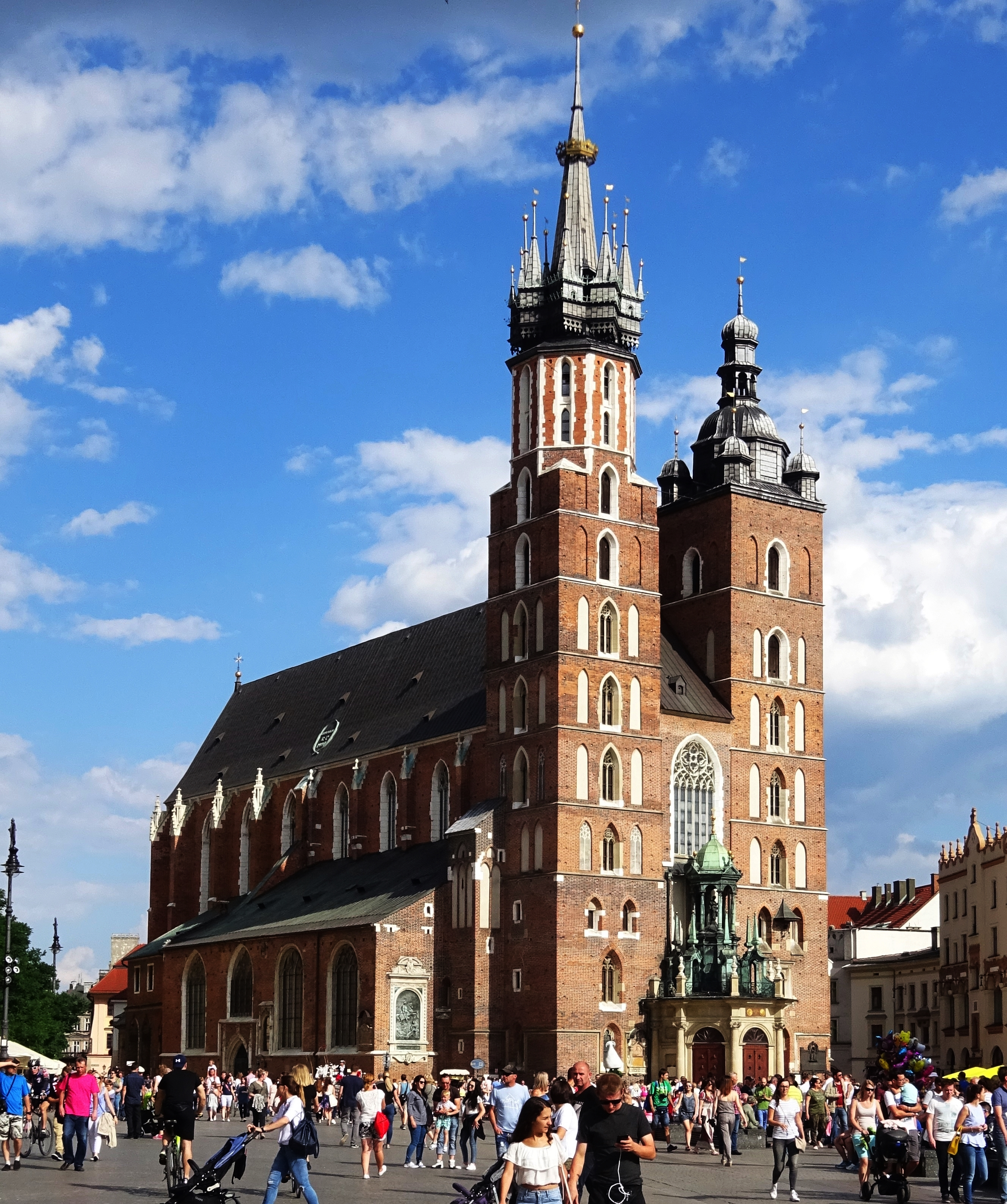
Basilique Sainte-Marie.
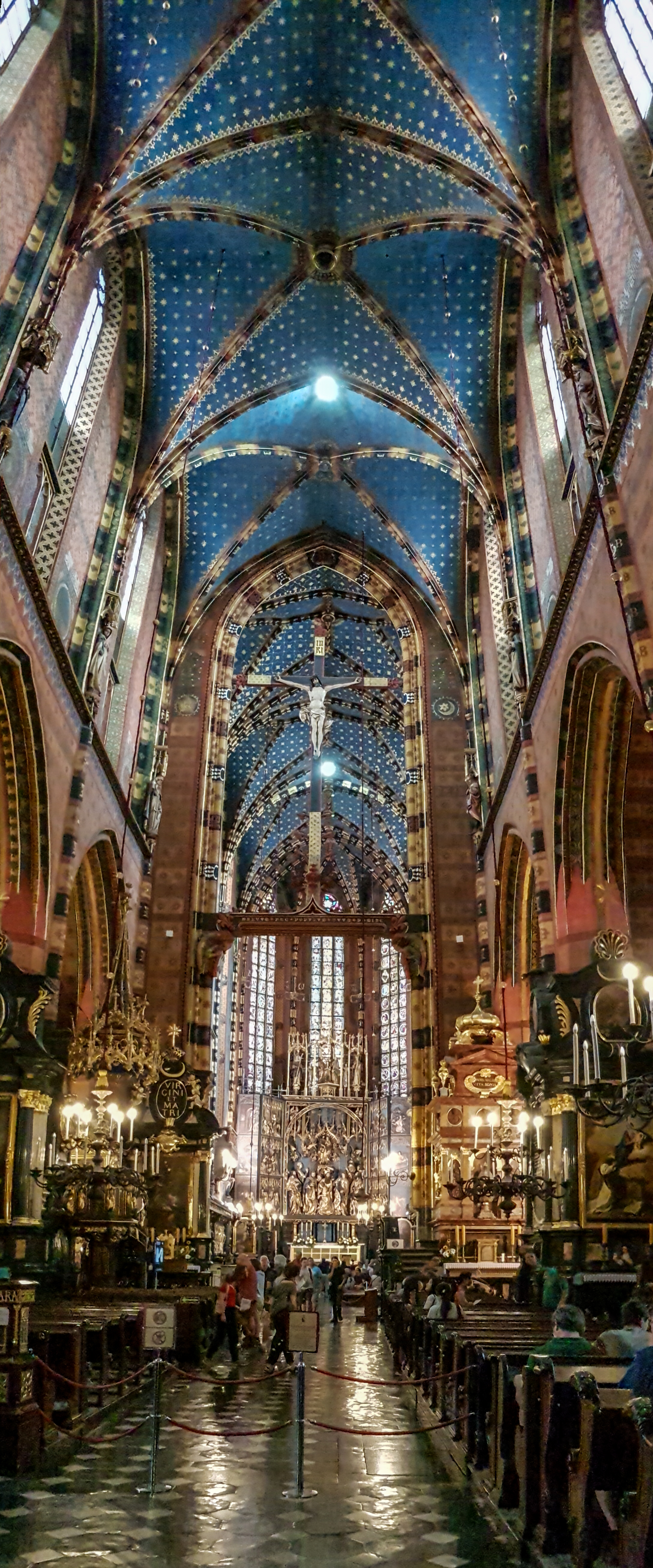
Intérieur de la Basilique Sainte-Marie.
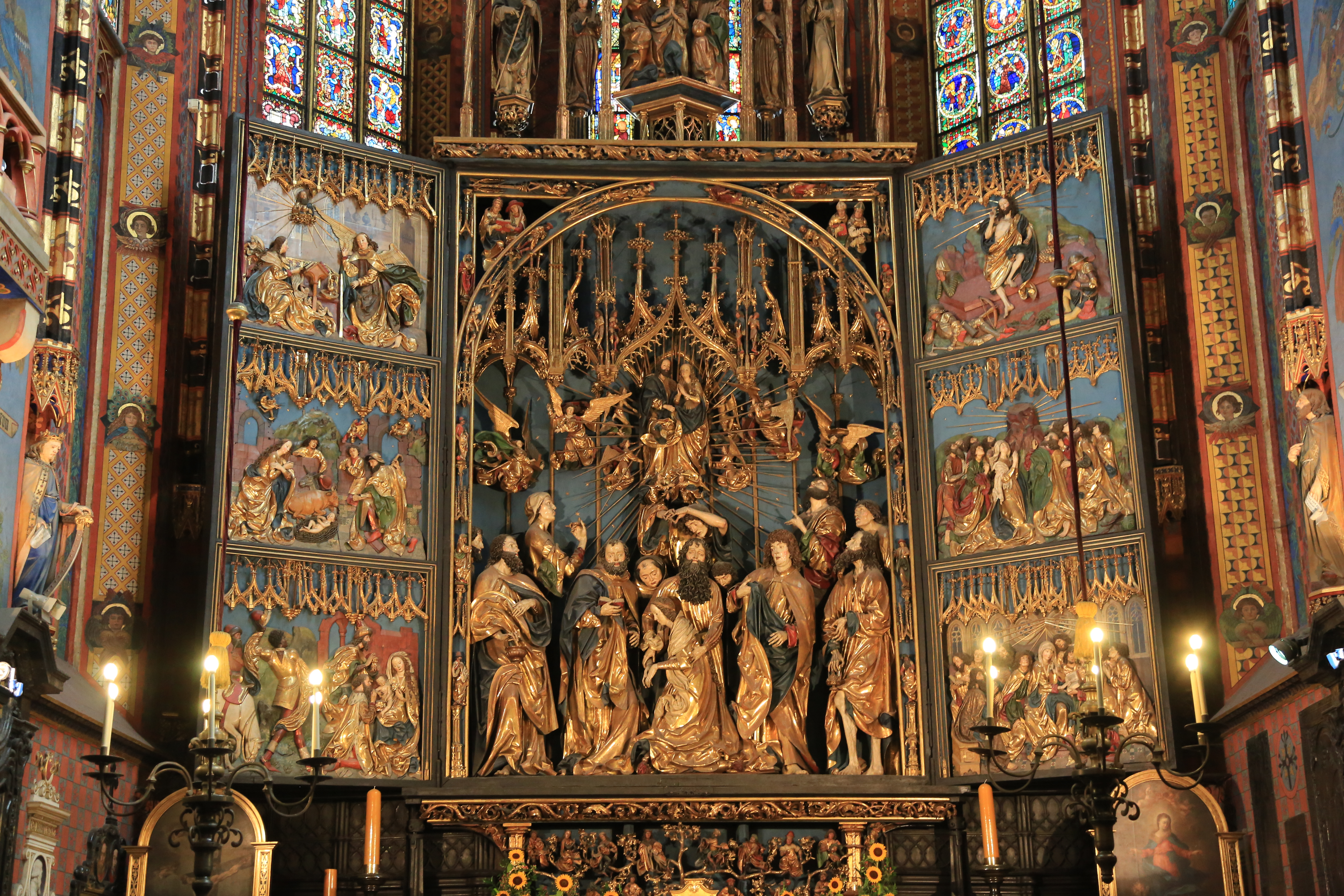
Retable de Veit Stoss.
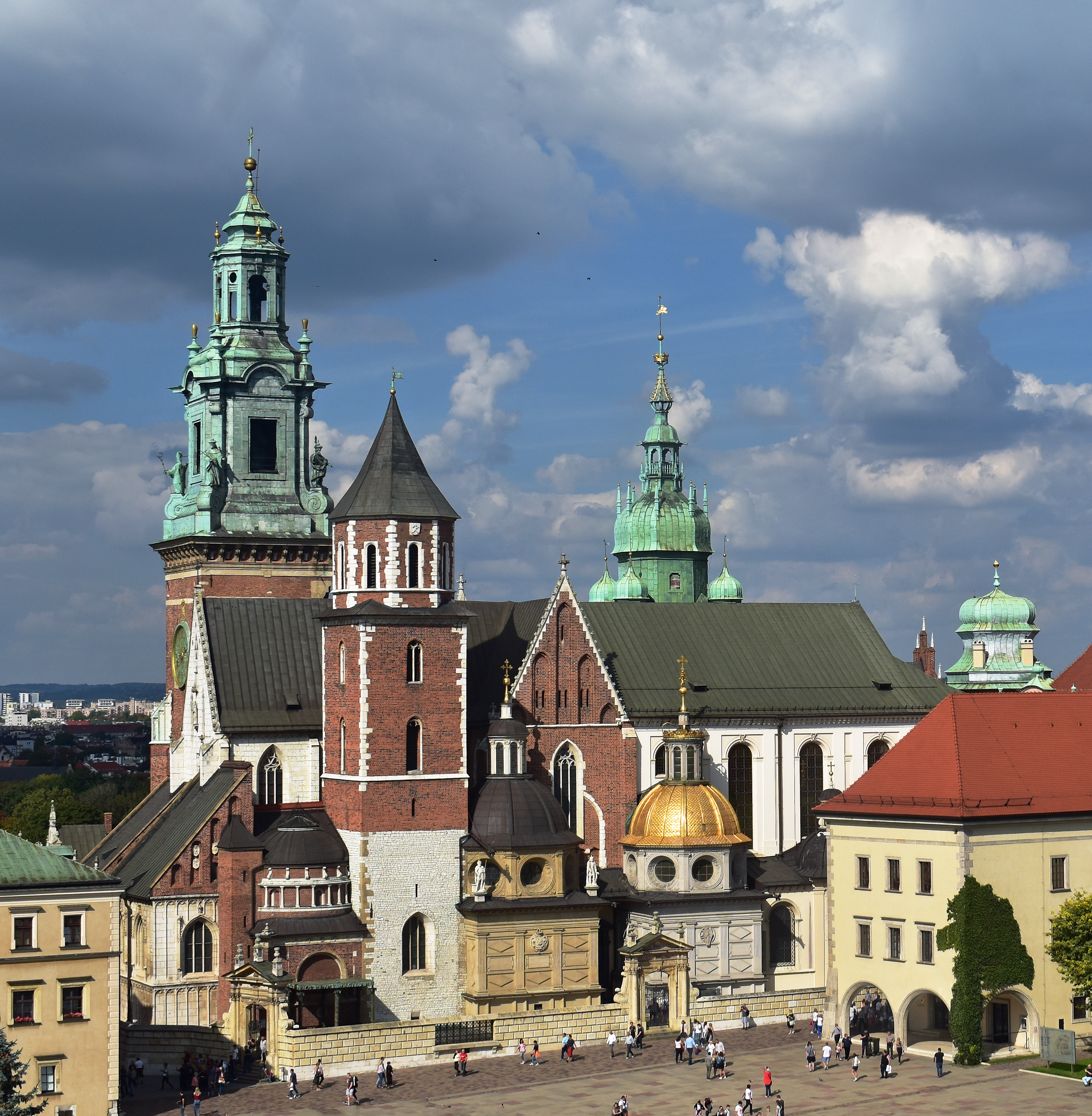
Cathédrale du Wawel.
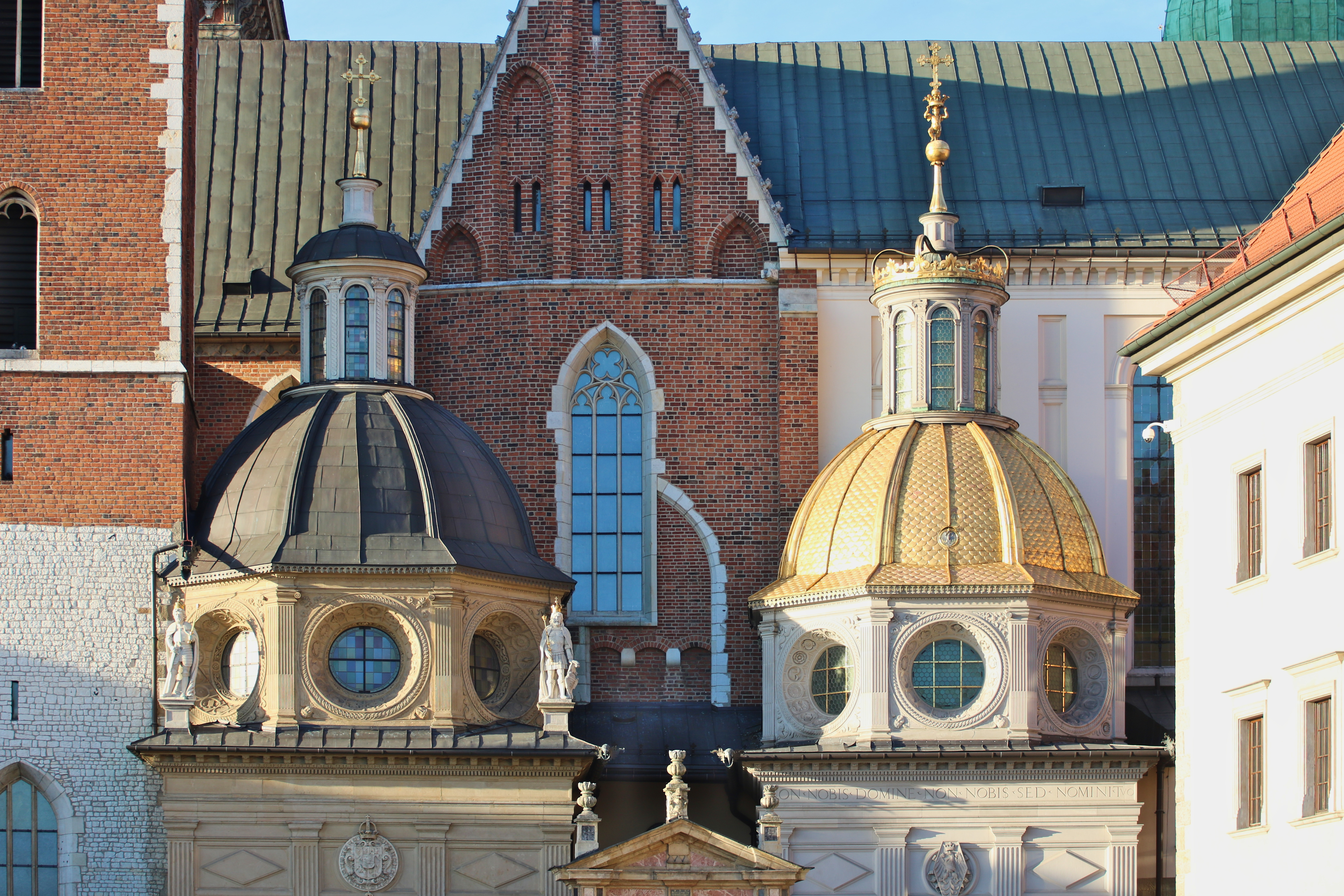
Chapelle de Sigismond.
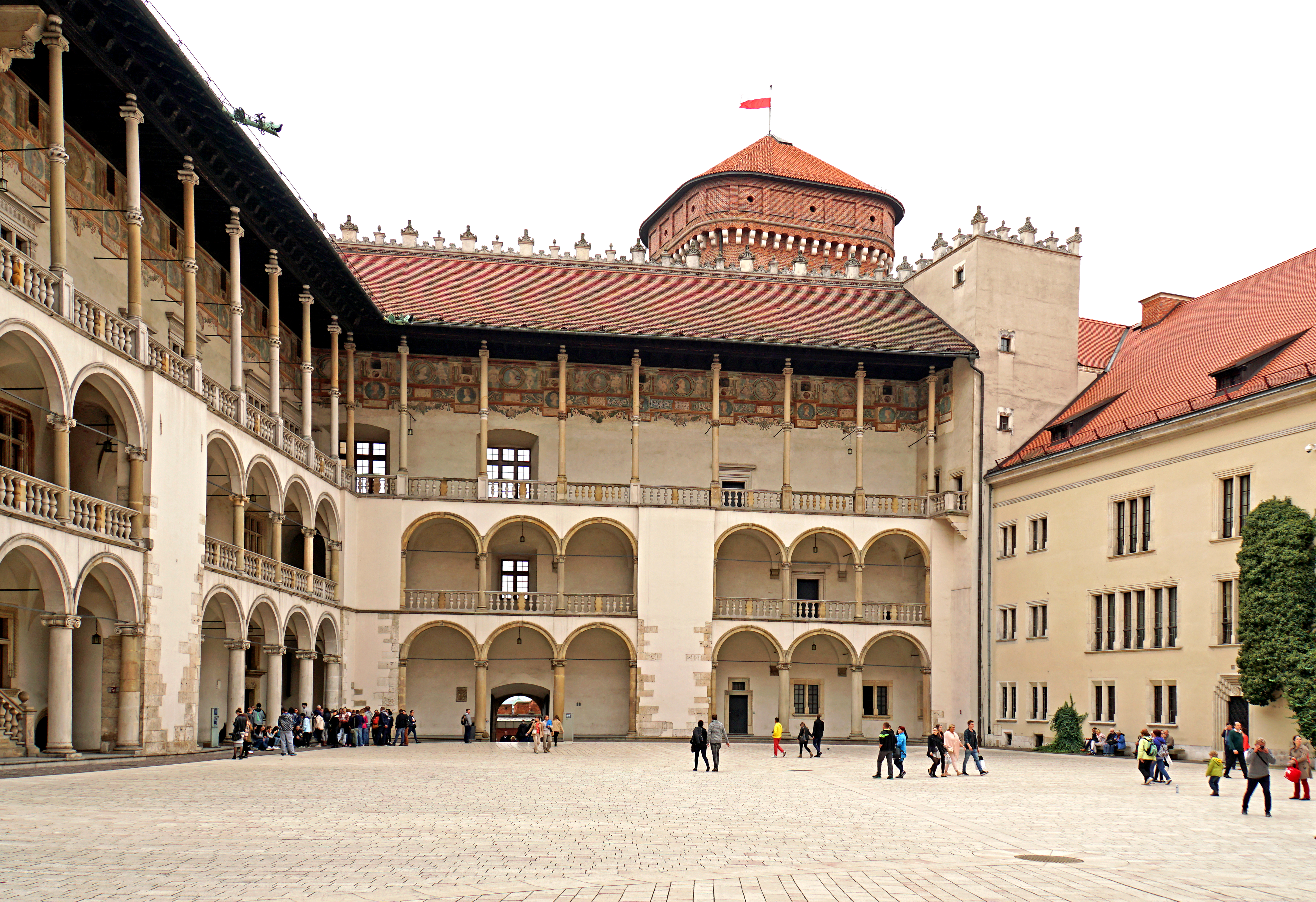
Château du Wawel.
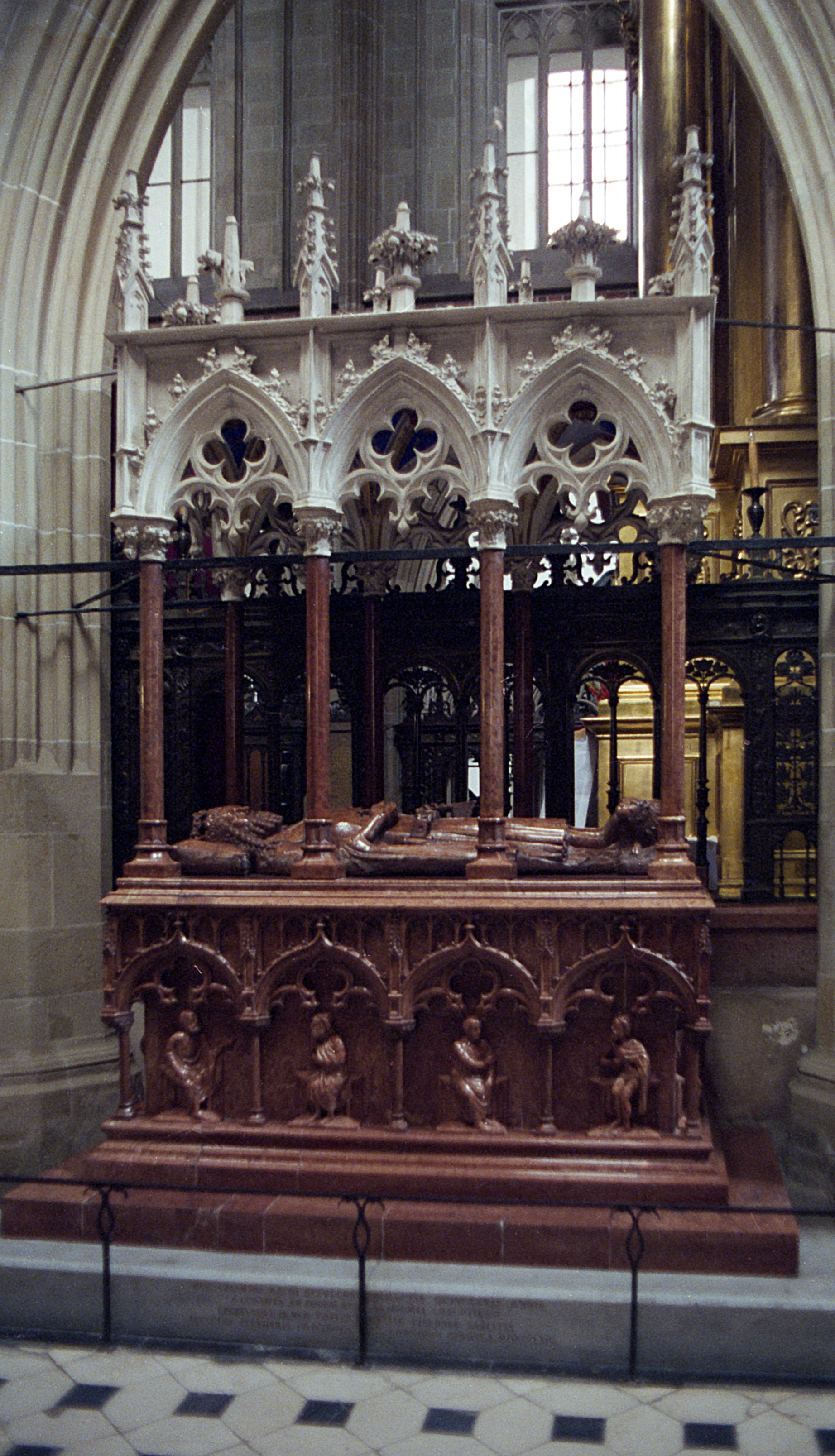
Tombeau du roi Casimir le Grand.
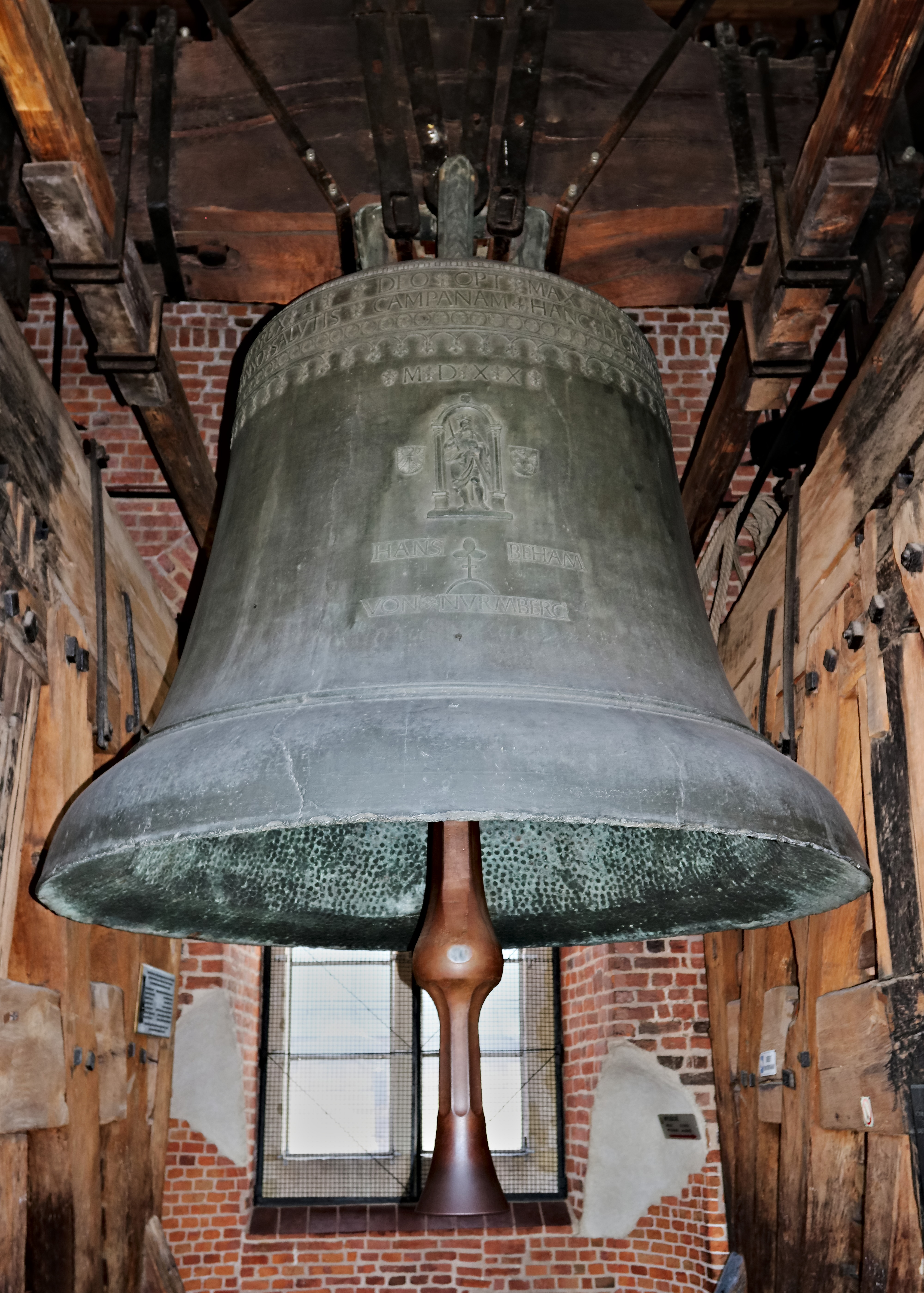
Cloche de Sigismond.
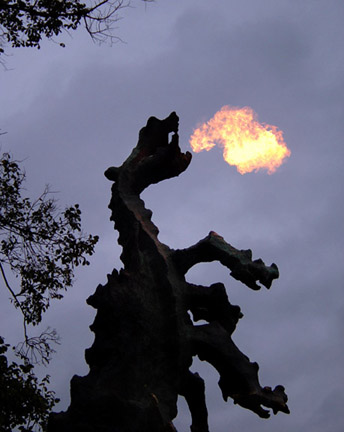
Dragon du Wawel.
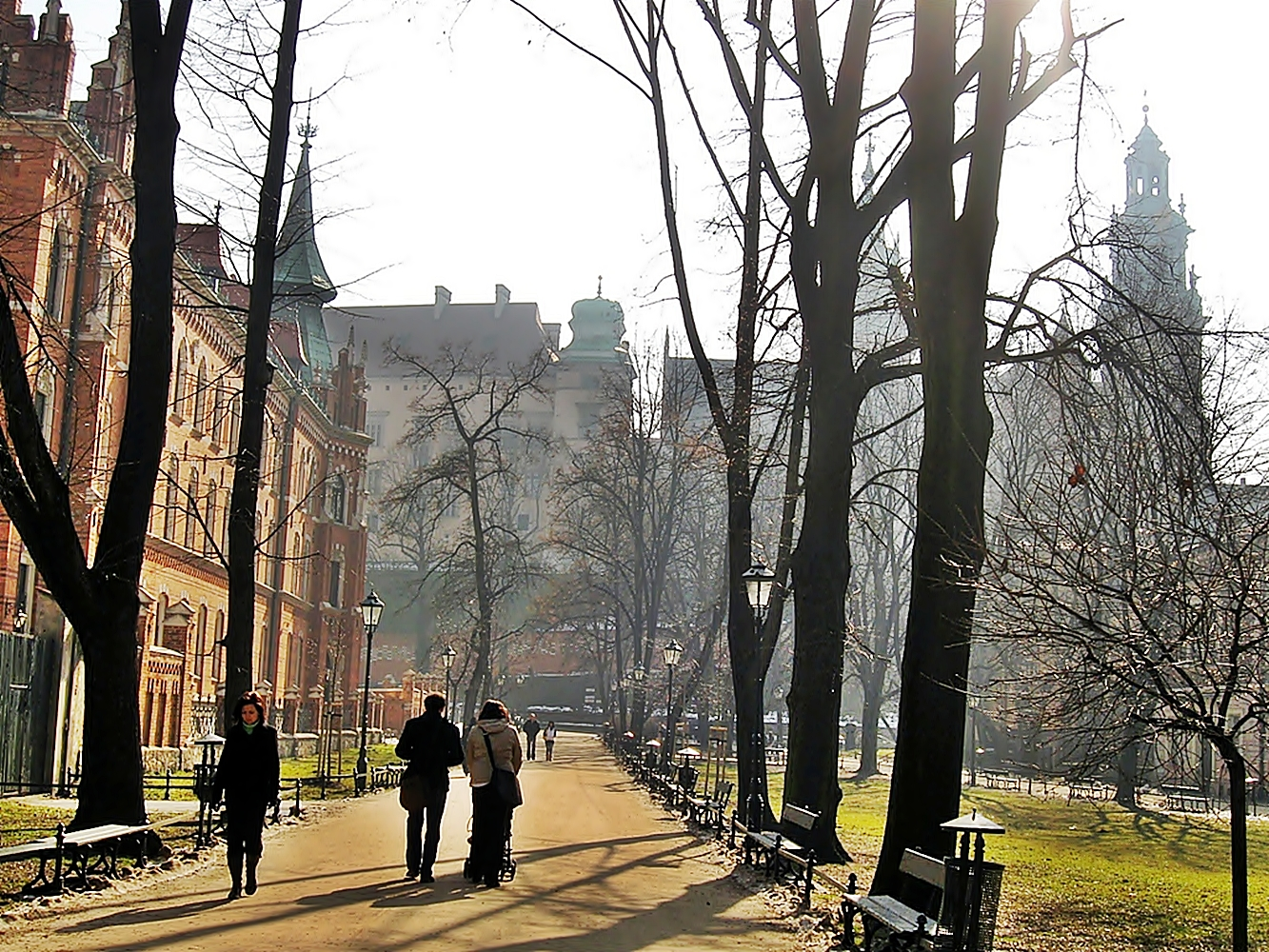
Parc Planty.
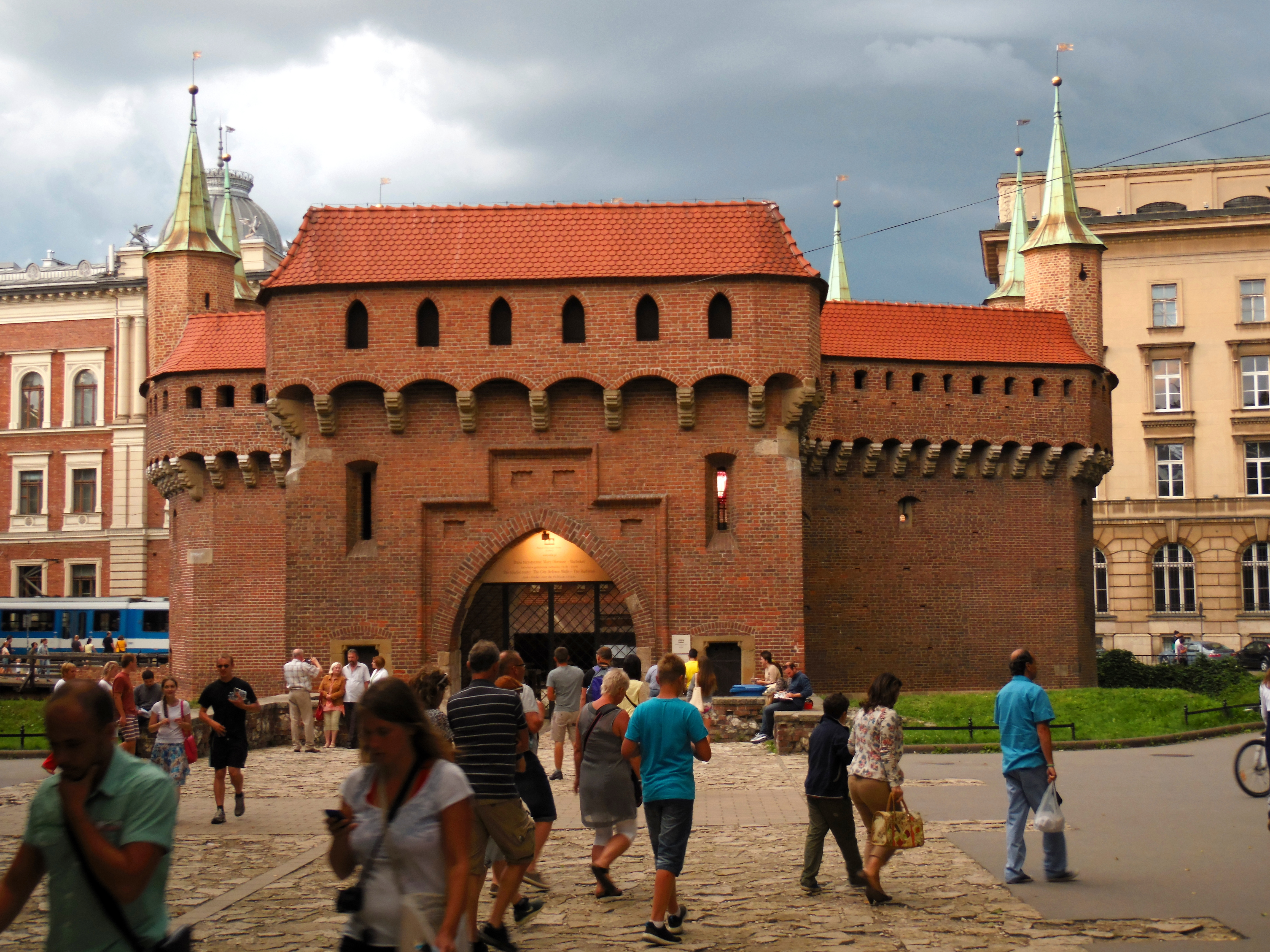
Barbacane de Cracovie.
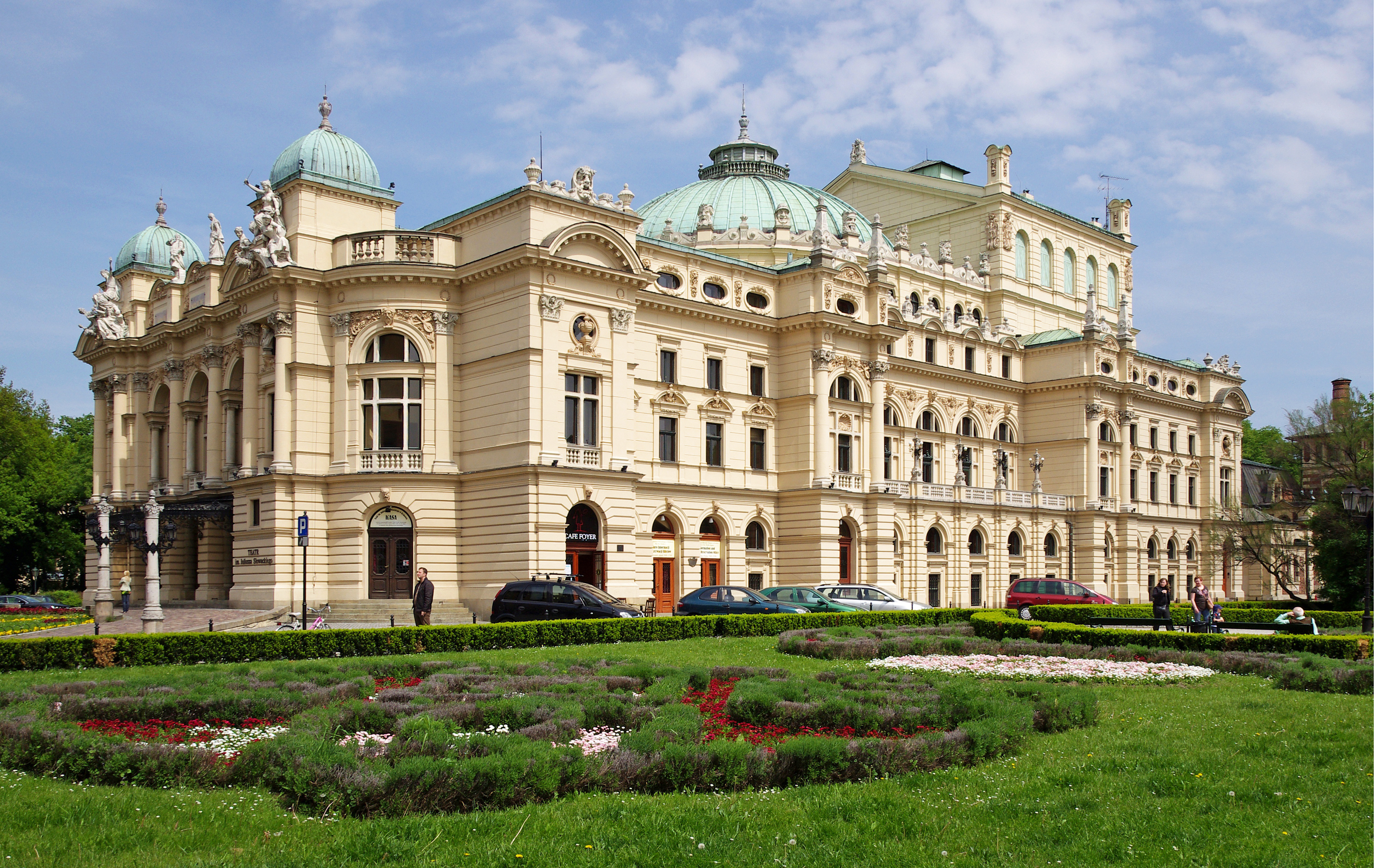
Théâtre Juliusz-Słowacki.
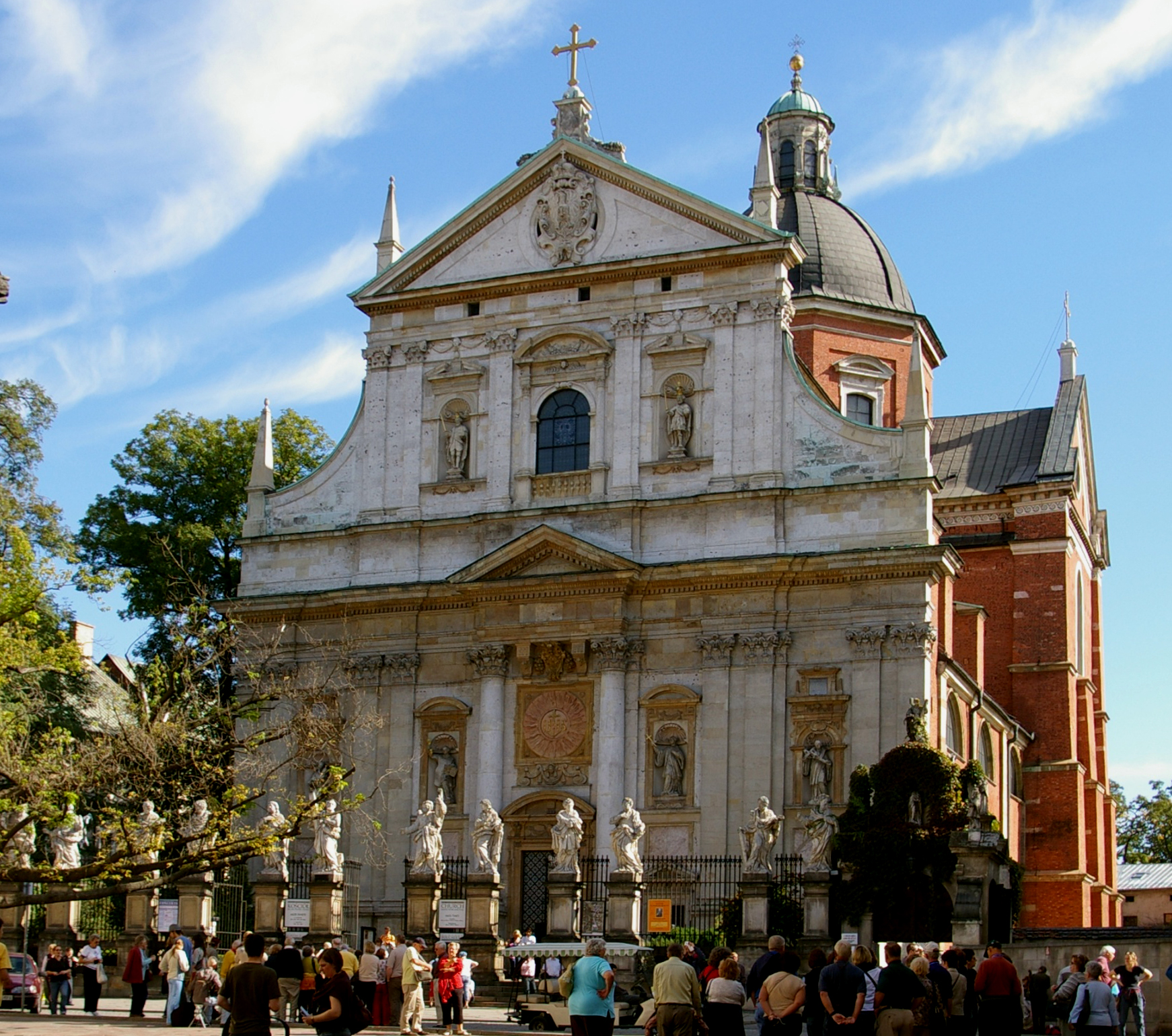
Église Saints-Pierre-et-Paul.
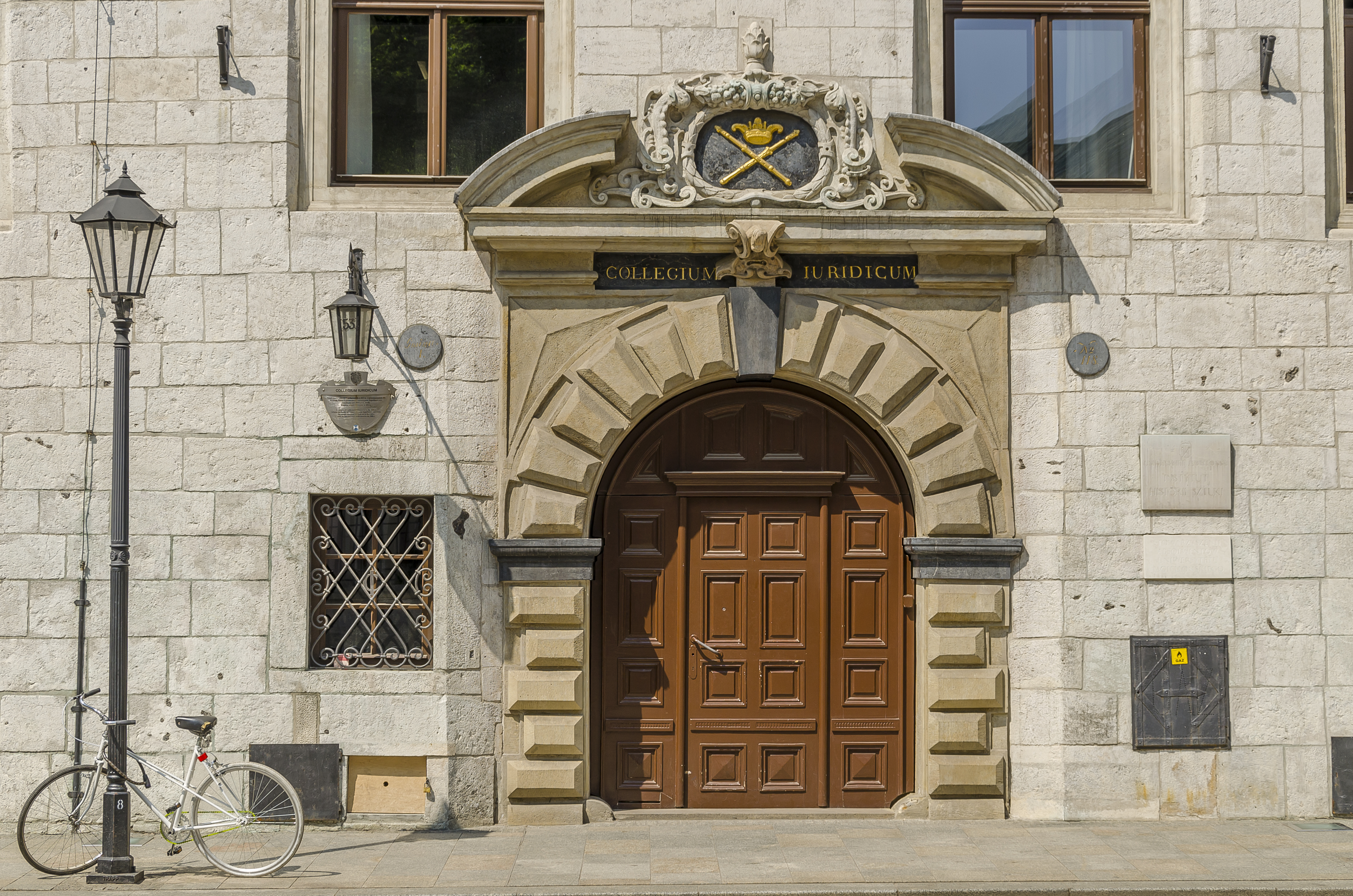
Université Jagellonne, l'Institut de l'histoire des arts.
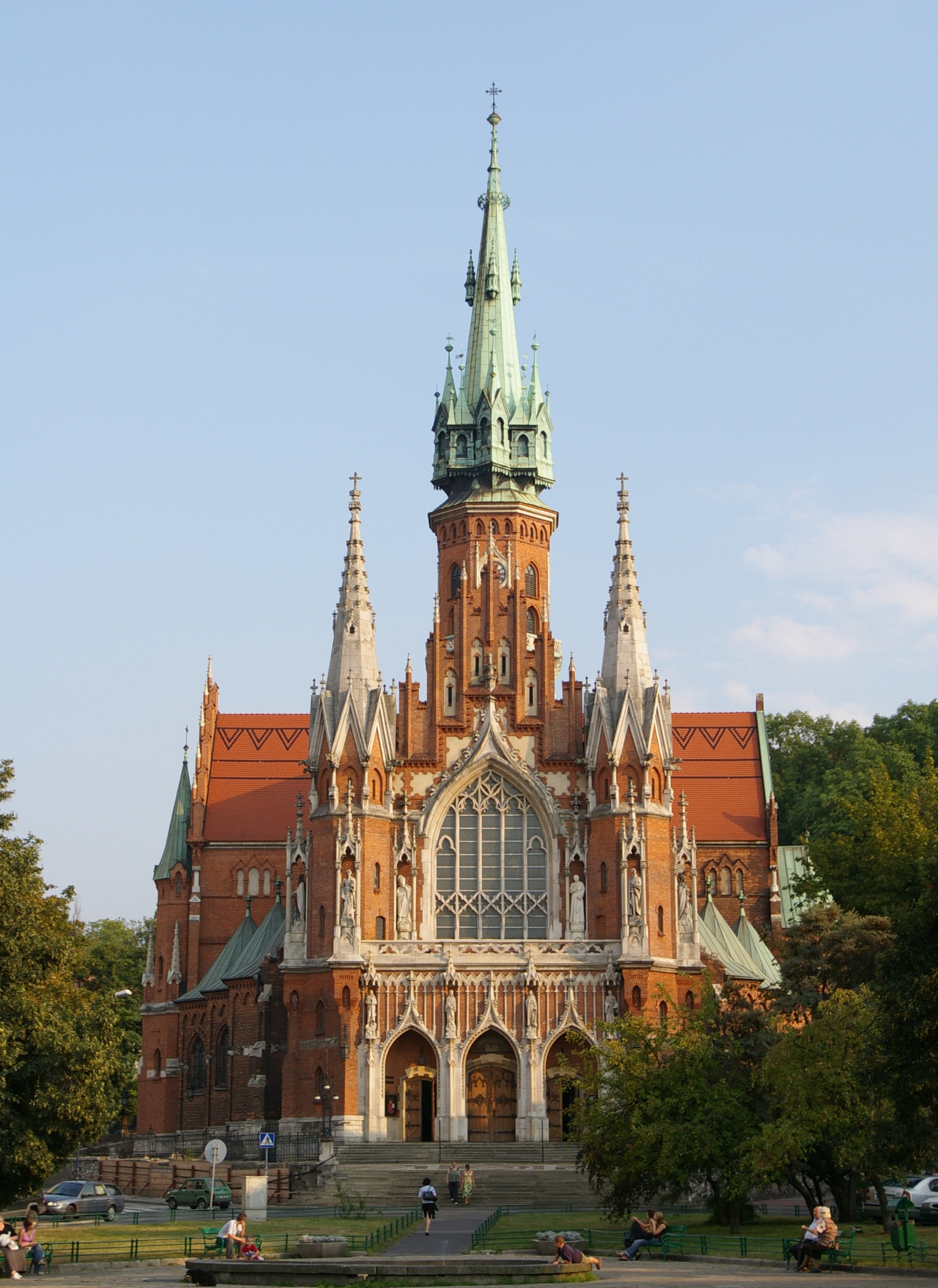
Église Saint Joseph de Podgórze.
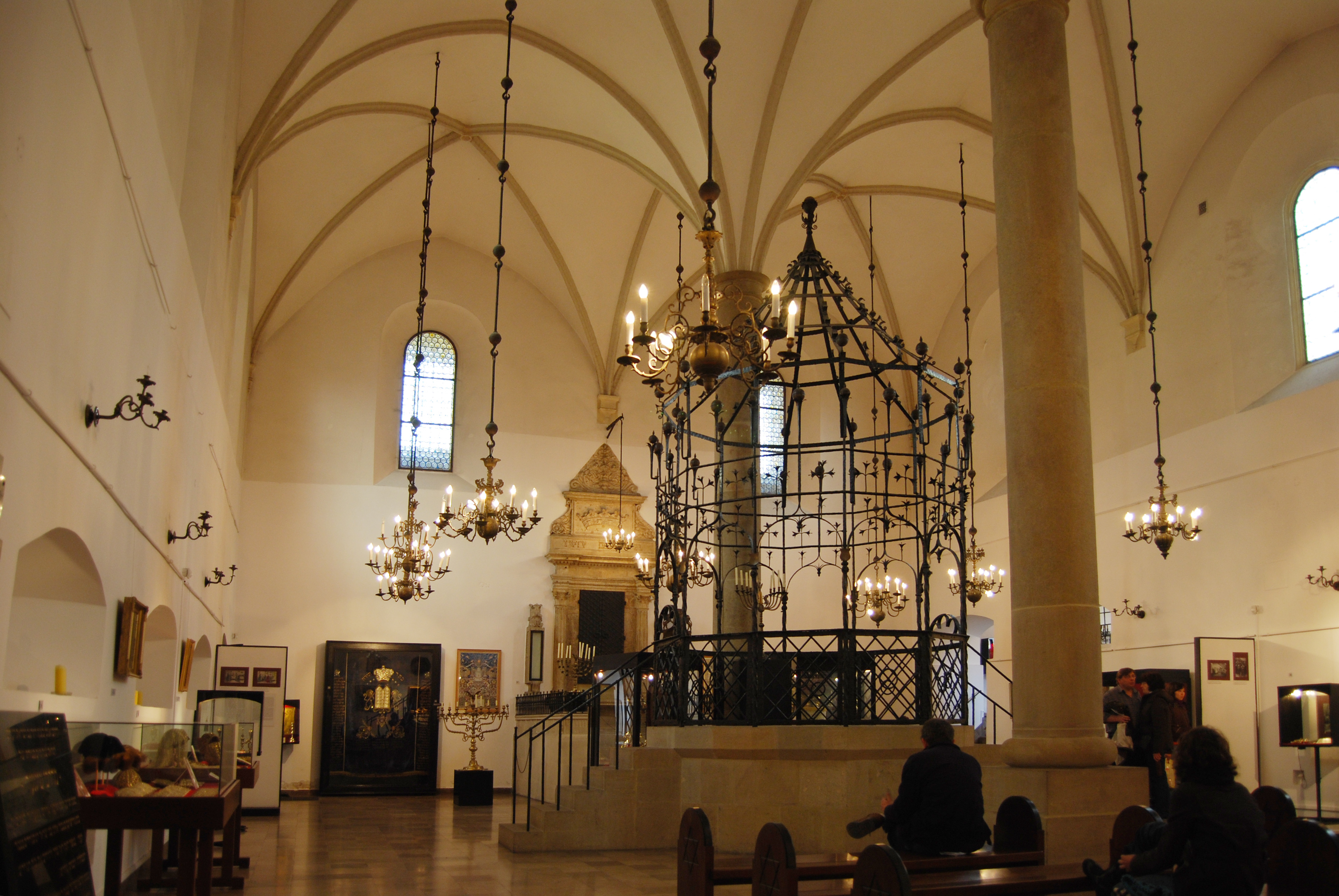
L'intérieur de la Vieille synagogue de Kazimierz.
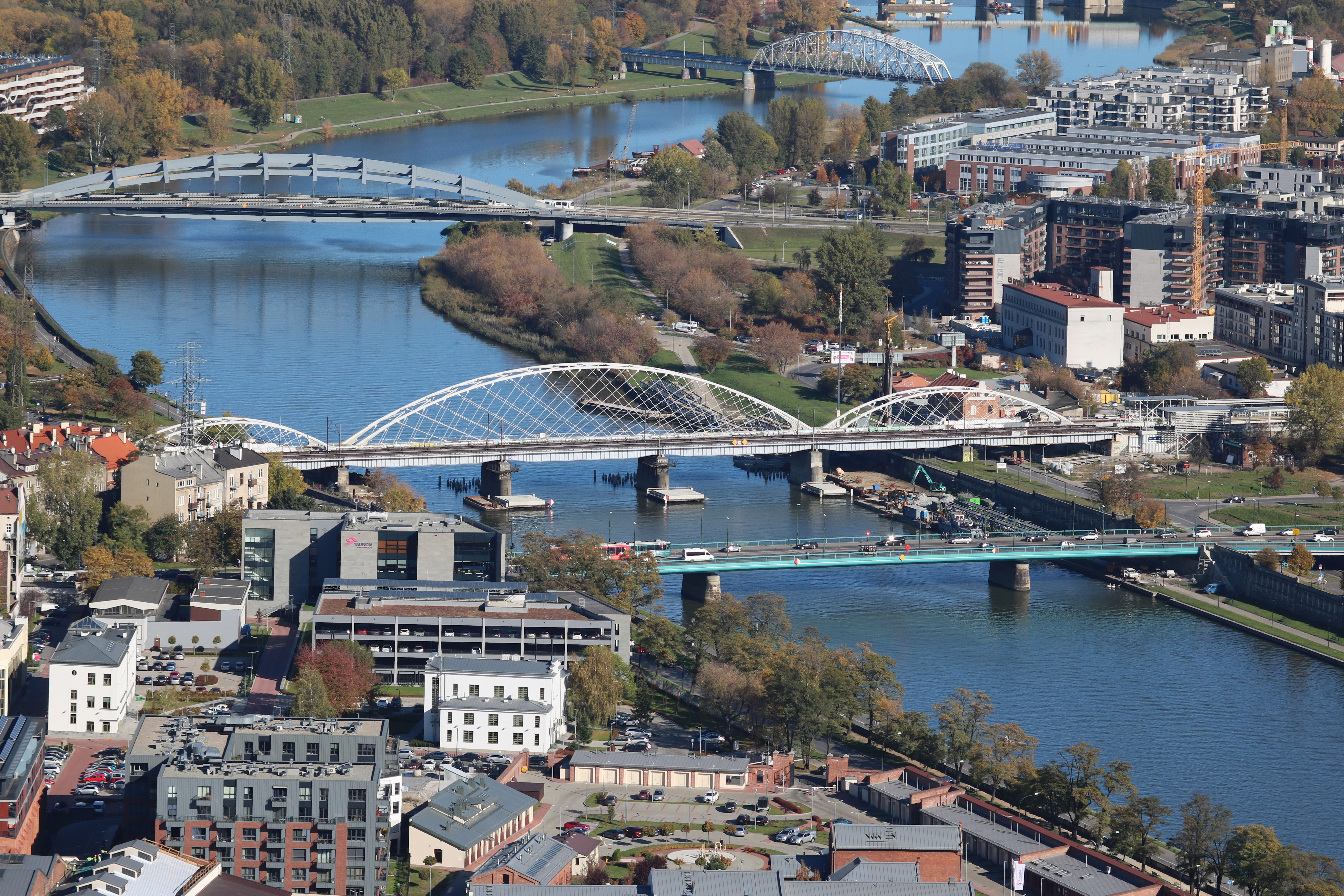
La Vistule.
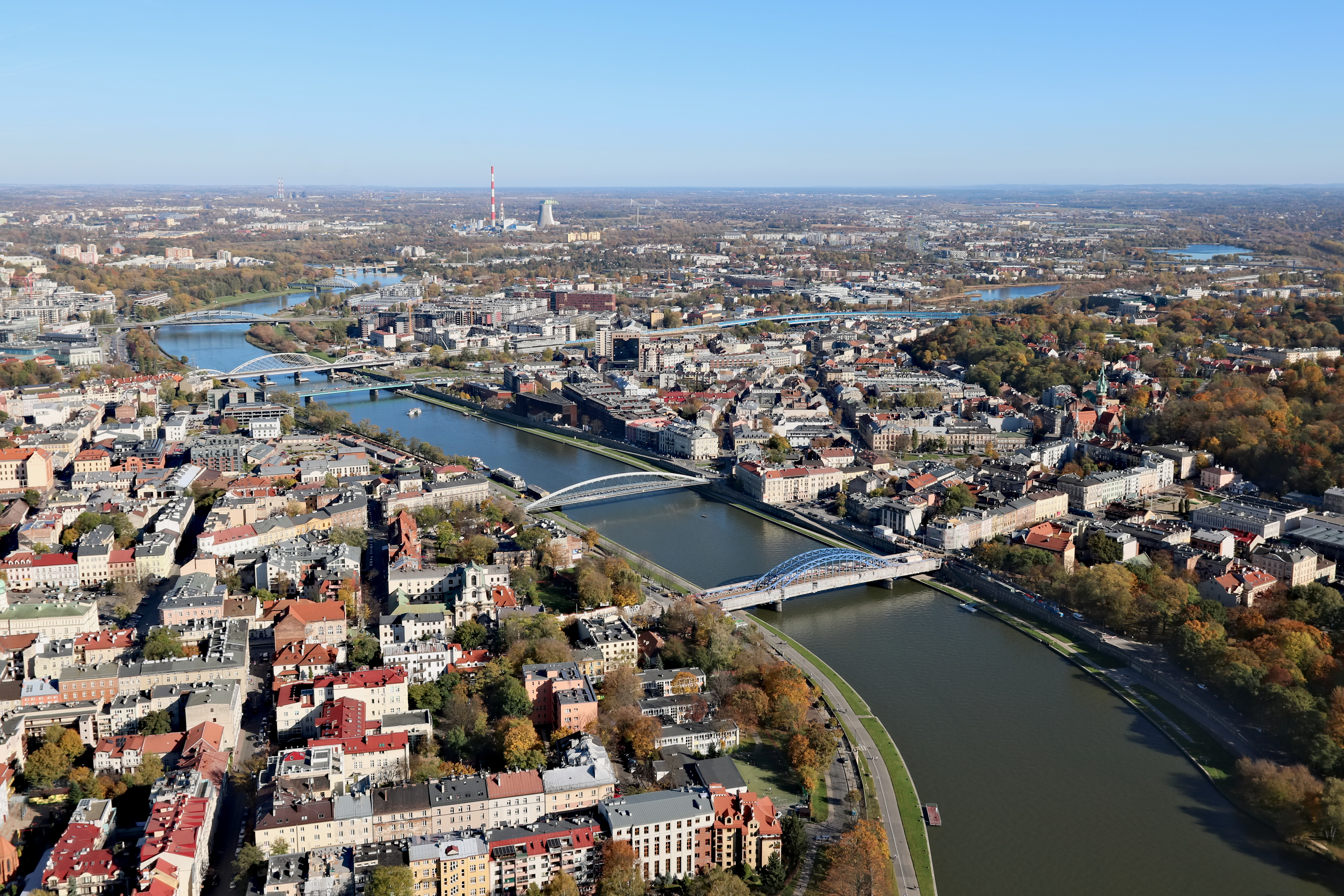
La Vistule.
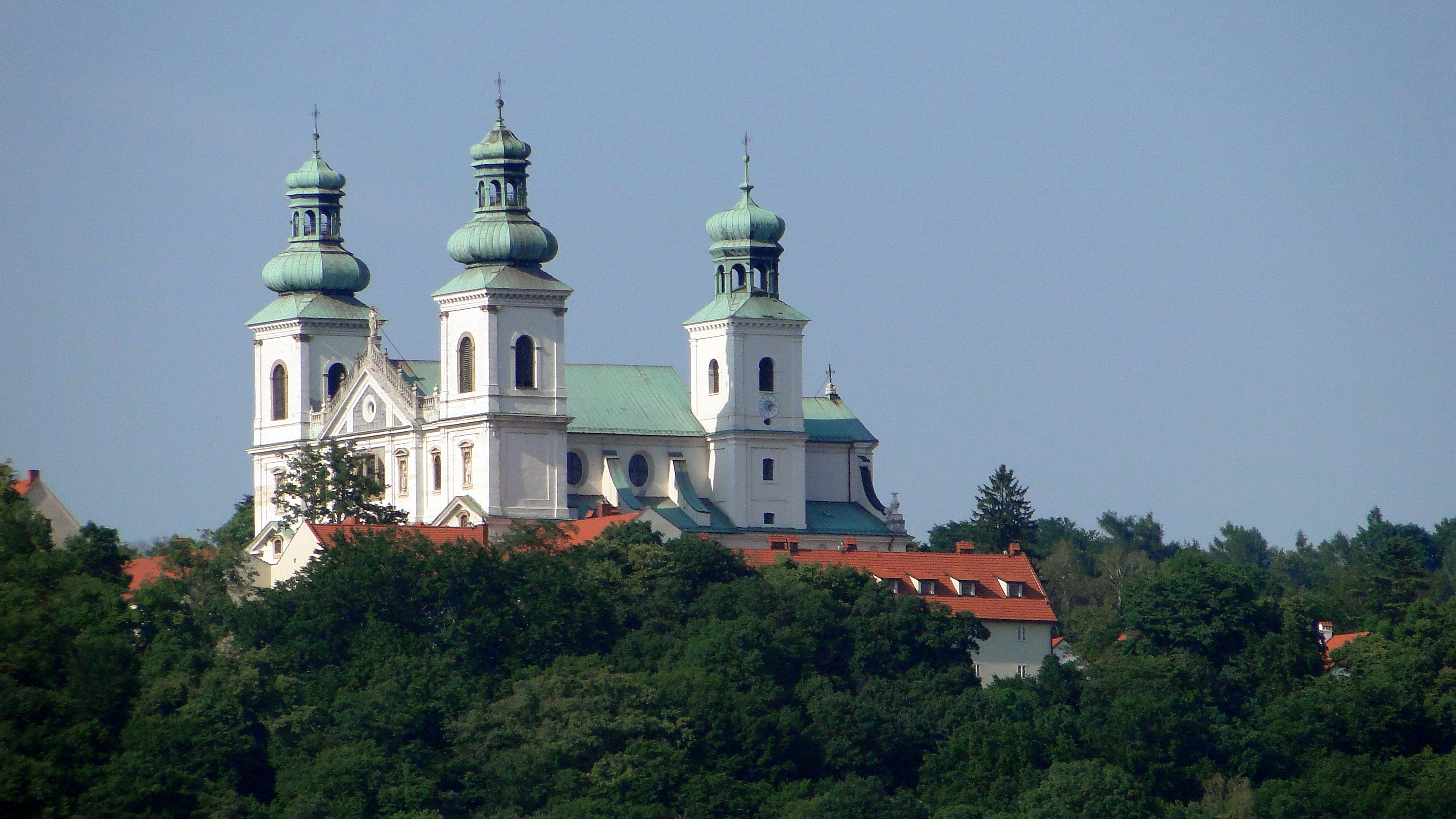
Église Saint-Benoît.
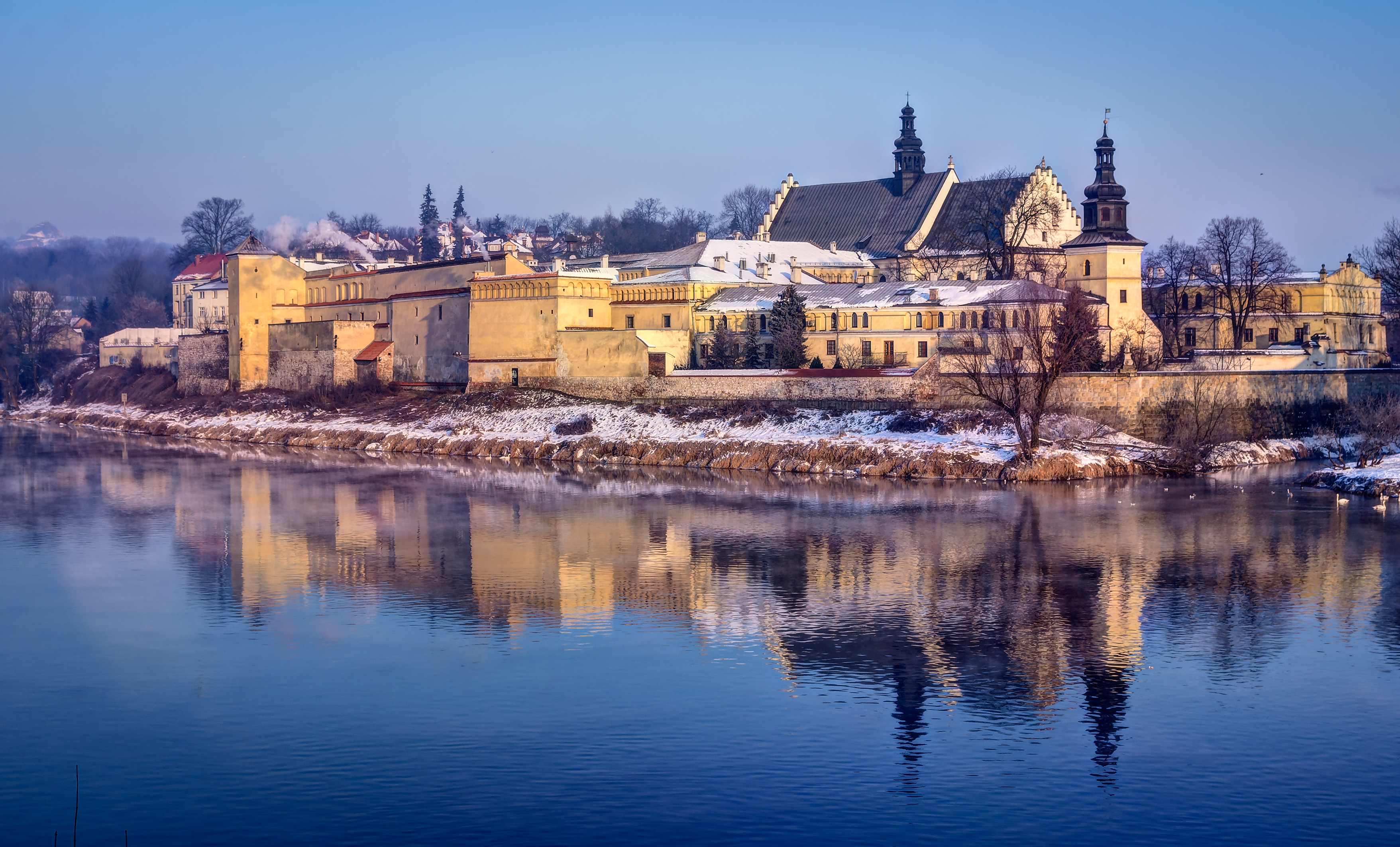
Cloître des Norbertines.
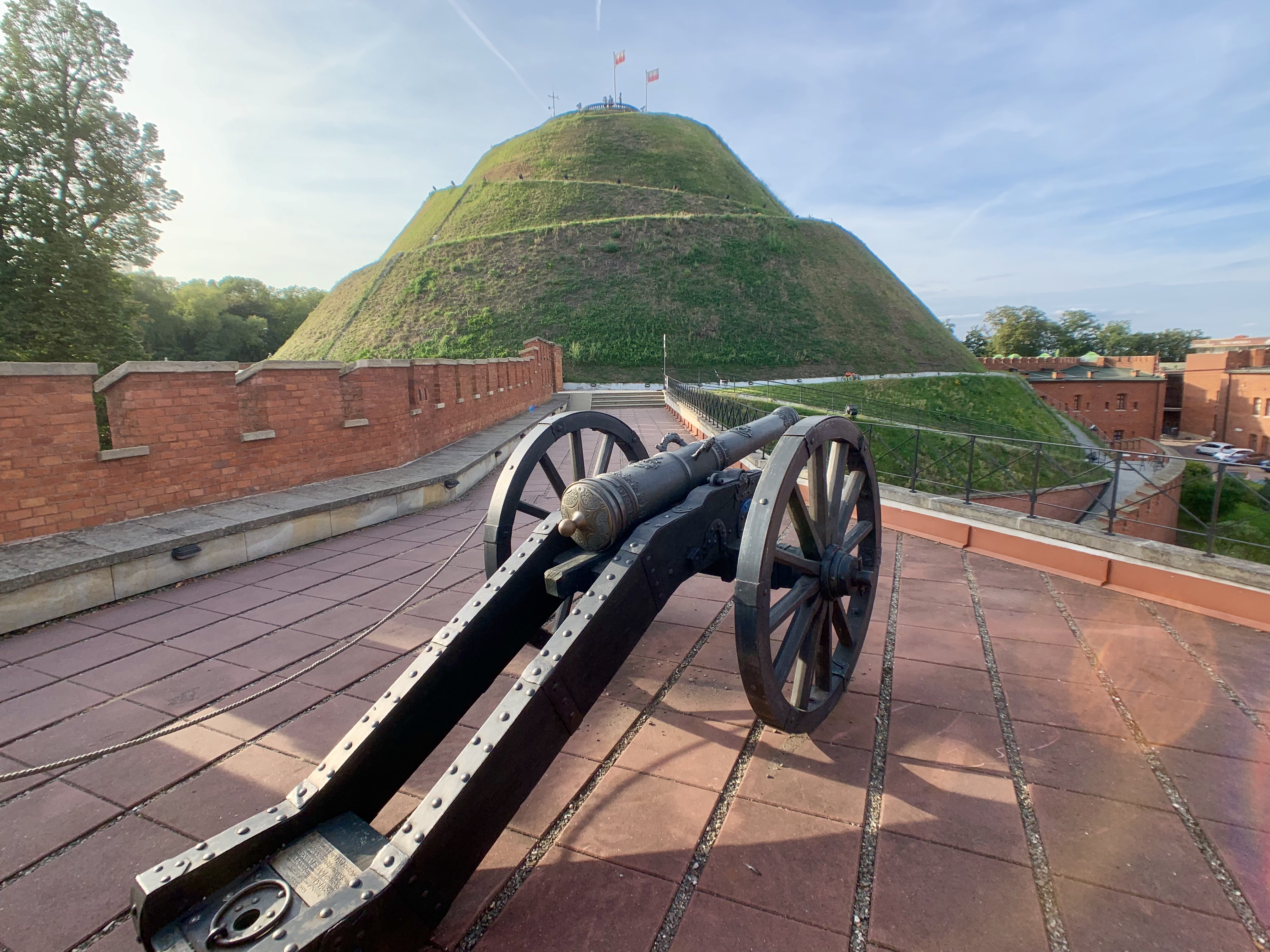
Tertre de Kościuszko.
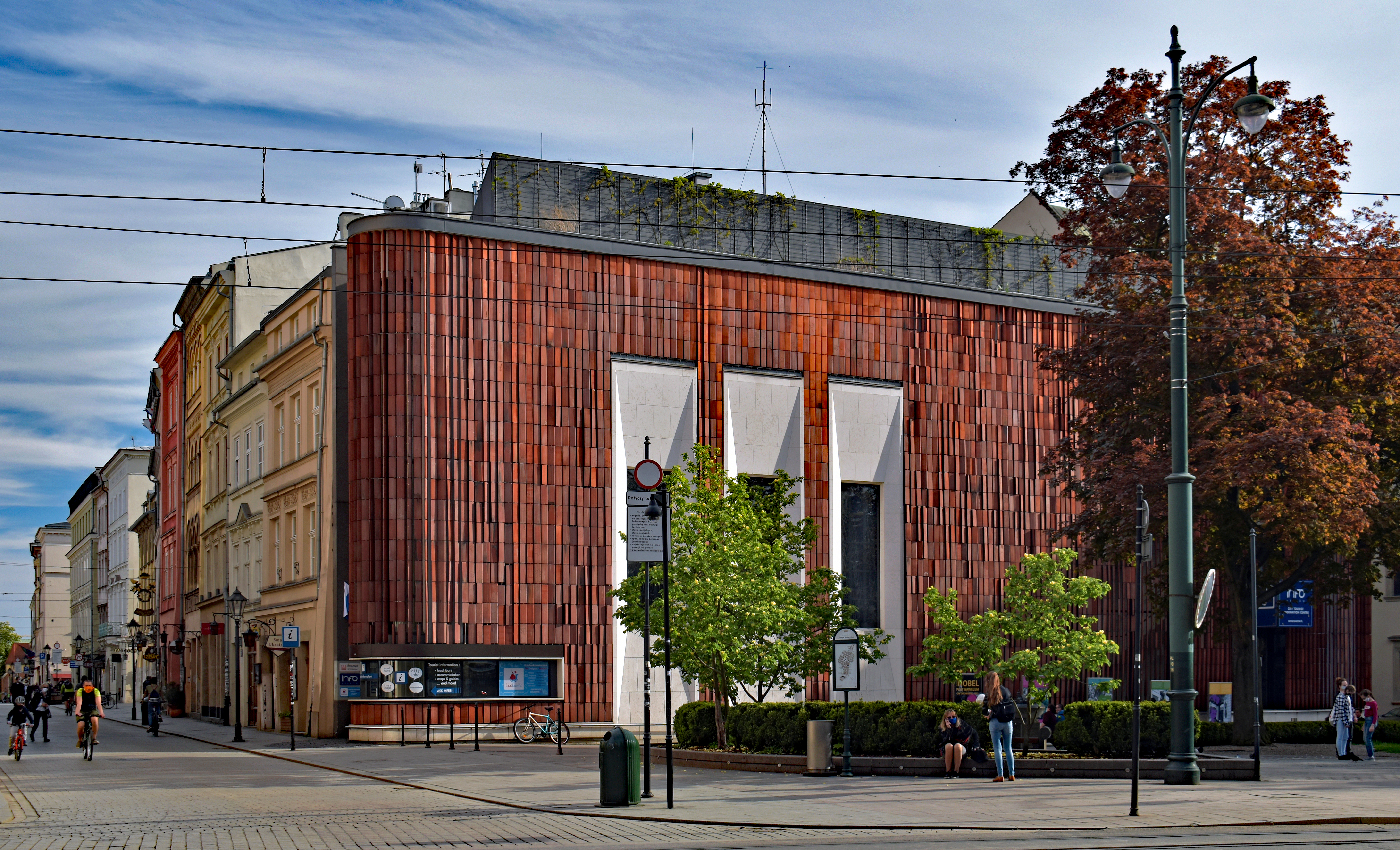
Pavillon Wyspiański.
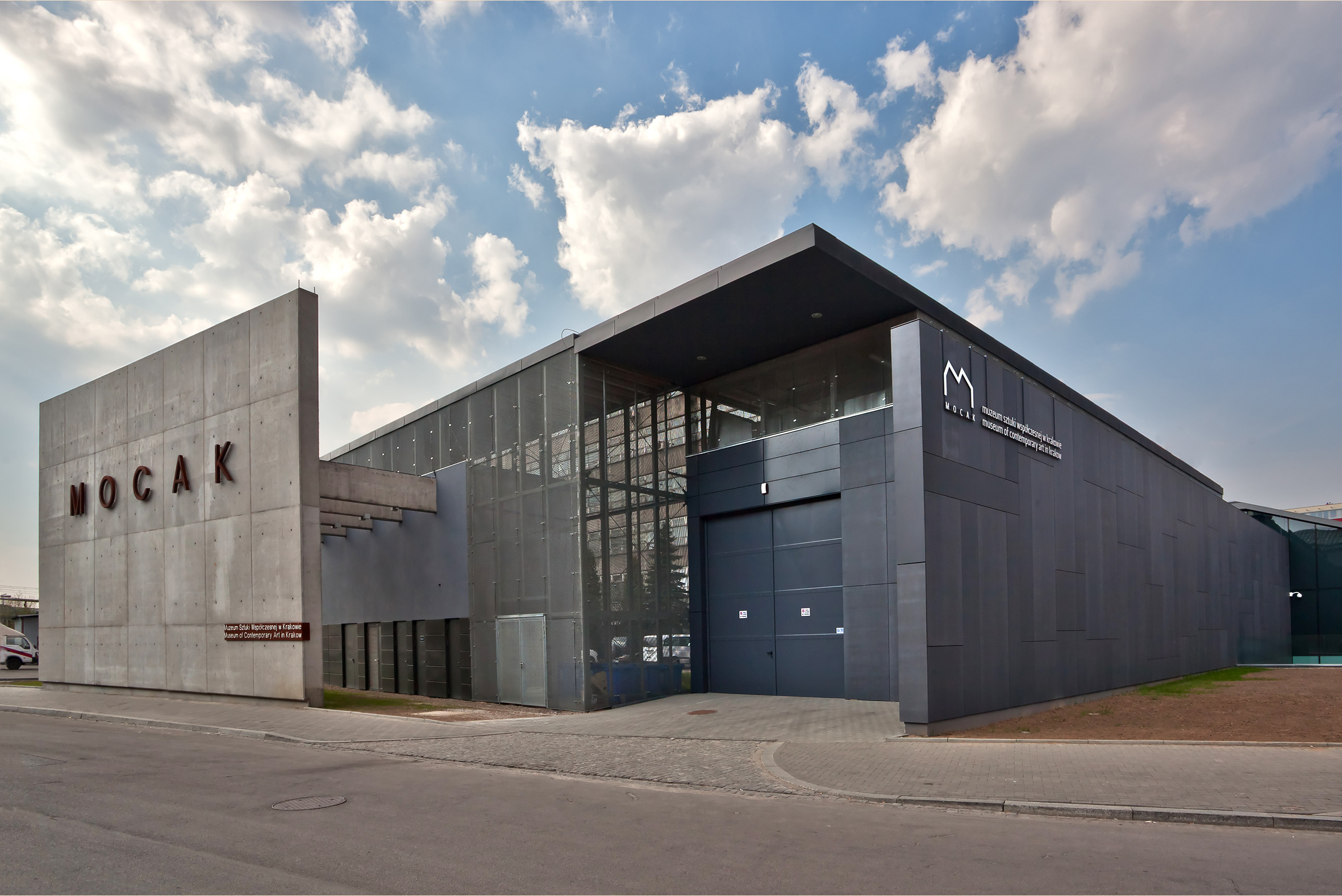
Musée d'Art contemporain de Cracovie.
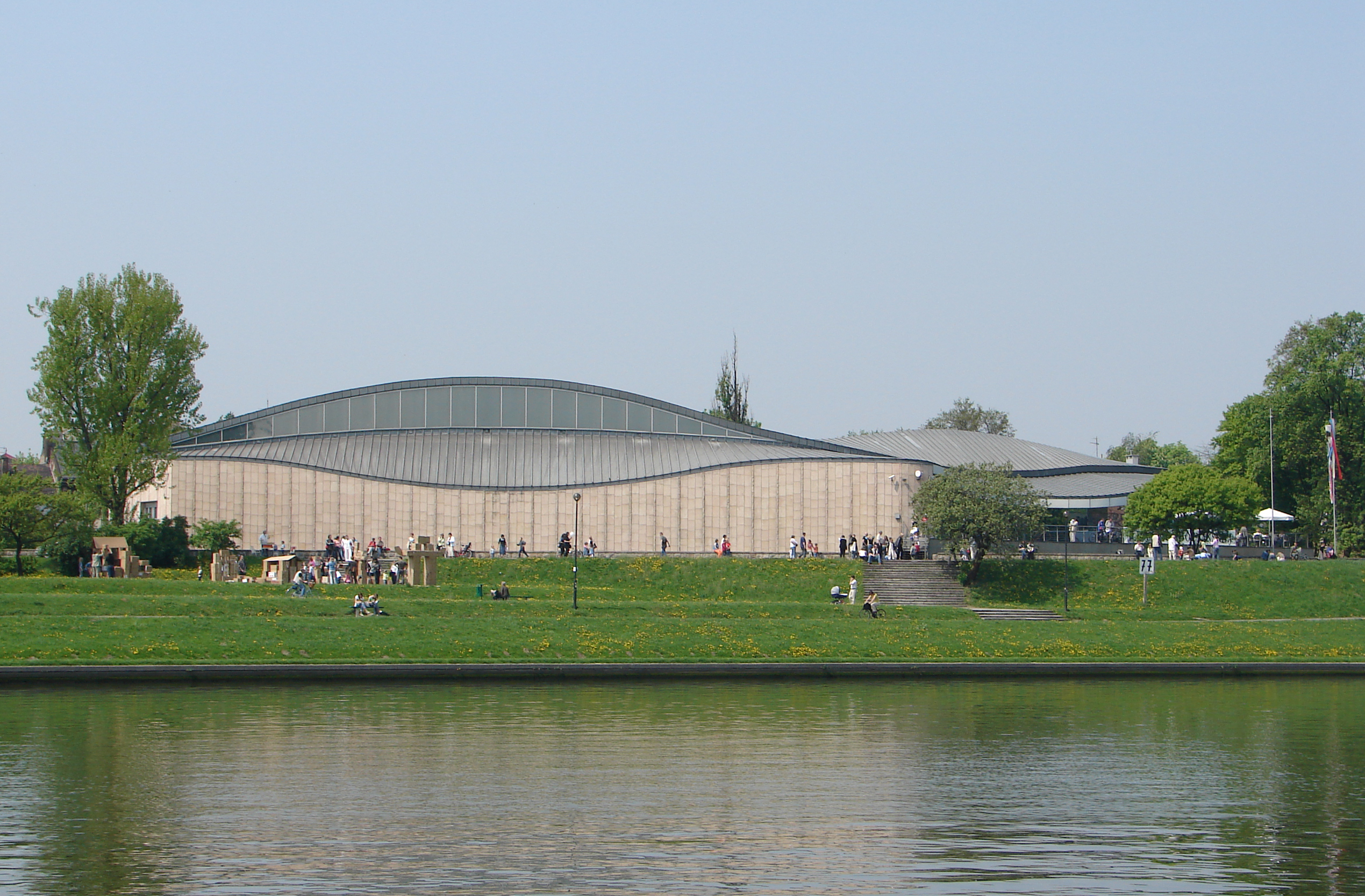
Musée d'art et de technologie japonais Manggha.